# Західноєвропейське вбрання (1600–1650)

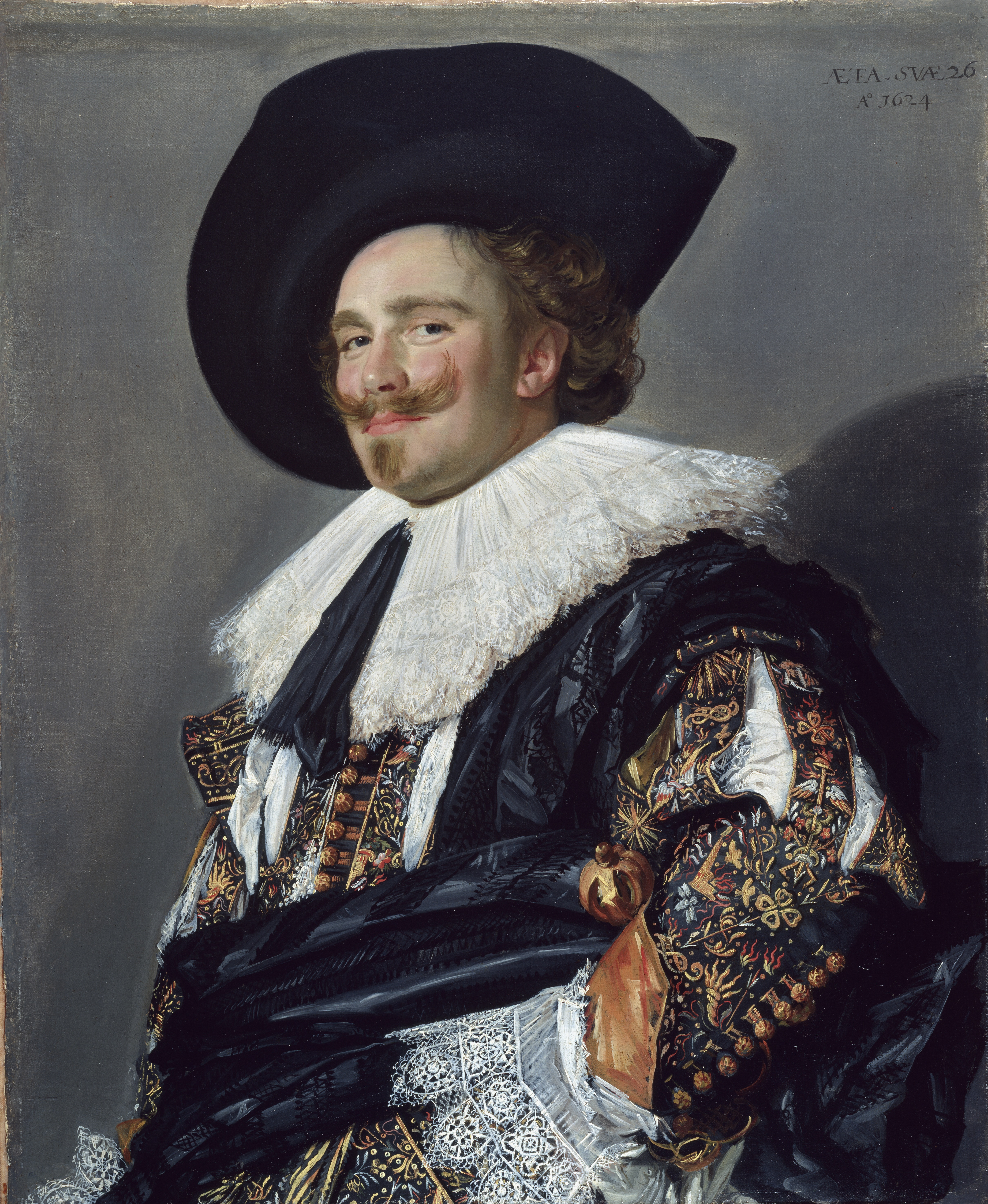
Франс Галс «Кавалер, який сміється» (у Зібранні Воллеса) носить розрізаний дублет, широкий reticella мереживний комір і манжети, а також капелюх із широкими полями, 1624

Мода періоду 1600—1650 років у одязі західного світу характеризується зникненням фрезів на користь широких мереживних або лляних комірів. Розміщення талії підвищилося протягом цього періоду як у чоловіків, так і у жінок. Модними стали цілісні або розкроєні рукави та високі чи широкі капелюхи з полями. Для чоловіків штани зникли на користь бриджів.
Приталений силует із вузькими рукавами та низькою завуженою талією приблизно до 1615 року поступово пом'якшувався та розширювався. Рукава стали дуже об'ємними, і в 1620-х та 1630-х роках часто були розкроєні або розрізані, щоб показати об'ємні рукави чоловічої чи жіночої сорочки під ними.
Іспанська мода залишалася дуже консервативною. Найдовше коміри зі складками (фрези) використовувалися в Іспанії та Нідерландах, але зникли спочатку в чоловіків, а потім у жінок у Франції та Англії.
Соціальна напруга, що призвела до Громадянської війни в Англії, знайшла відображення в англійській моді: вишукані французькі стилі, популярні при дворах Якова I та його сина Карла I, контрастували зі стриманими стилями в темних кольорах, яким віддавали перевагу пуритани та які експортувалися до ранніх поселень Нової Англії (див. нижче).
Трендом перших десятиліть XVII століття, пропагованим поетами та художниками, став стиль меланхолії, який вплинув на моду, де характерними штрихами залишалися темні кольори, відкриті коміри, розстібнуті мантії або дублети, і загалом скуйовджений вигляд, що супроводжується на портретах виснаженими позами та сумними виразами обличчя.

## Мода під впливом королівських дворів

### Тканина та викрійки

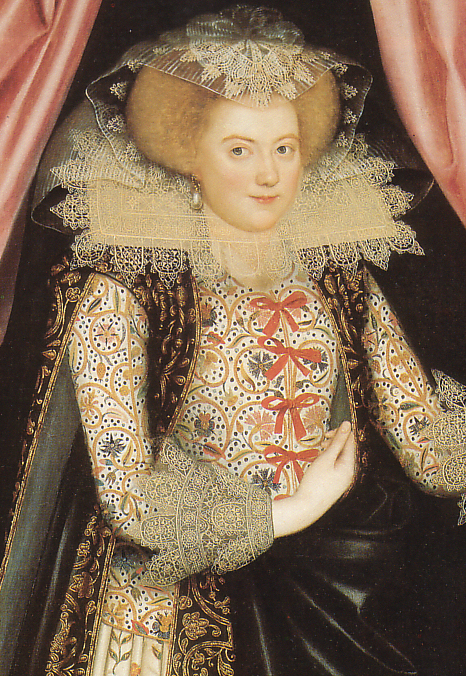
Квіткова вишивка прикрашає сукню, нижню спідницю та лляний піджак цієї англійки, підкреслені блакитним коміром, манжетами та головним убором, бл. 1614—1618 рр.

Фігурний шовк із складним візерунком граната або артишоку все ще можна побачити в цей період, особливо в Іспанії, але більш легкий стиль прокручування квіткових мотивів, тканих або вишитих, був популярним, особливо в Англії.
На цей період припадає великий розквіт шиття. Геометричне голкове мереживо, що походить від геометричного орнаменту, було перетворене на справжнє плетиво або італ. punto in aria (дослівно — «точка в повітрі»; а в Англії його називають «точковим мереживом»), яке також віддзеркалювало популярні прокручувані квіткові орнаменти.
В Англії, починаючи з 1600—1620 років, стали популярними лляні й шовкові піджаки та халати, підфарбовані жовтим крохмалем, з розрізними рукавами (часто оздоблені горизонтальними рядами тасьми), які носили як чоловіки, так і жінки.
Починаючи з 1620-х років зовнішні орнаменти вийшли з моди на користь однотонного сатину, а функціональні стрічки або банти перетворилися на вигадливі маси розеток і петельних оздоблень.

### Портрет і фантазія
В Англії з 1630-х під впливом літератури та особливо придворних масок, Антоніс ван Дейк і його послідовники створили моду на те, щоб портрет був виконаний в екзотичному, історичному чи пасторальному вбранні, або в спрощеному сучасному стилі з різноманітними шарфами, плащами, мантіями. Також у моду увійшли дорогоцінні камені, додані для створення класичного чи романтичного настрою, а також для того, щоб портрет не виглядав застарілим протягом кількох років. Ці картини є родоначальниками моди кінця XVII століття на те, що людина в такому одязі здавалася роздягненою, не обов'язково зображаючи одяг, який насправді носили.

## Жіноча мода

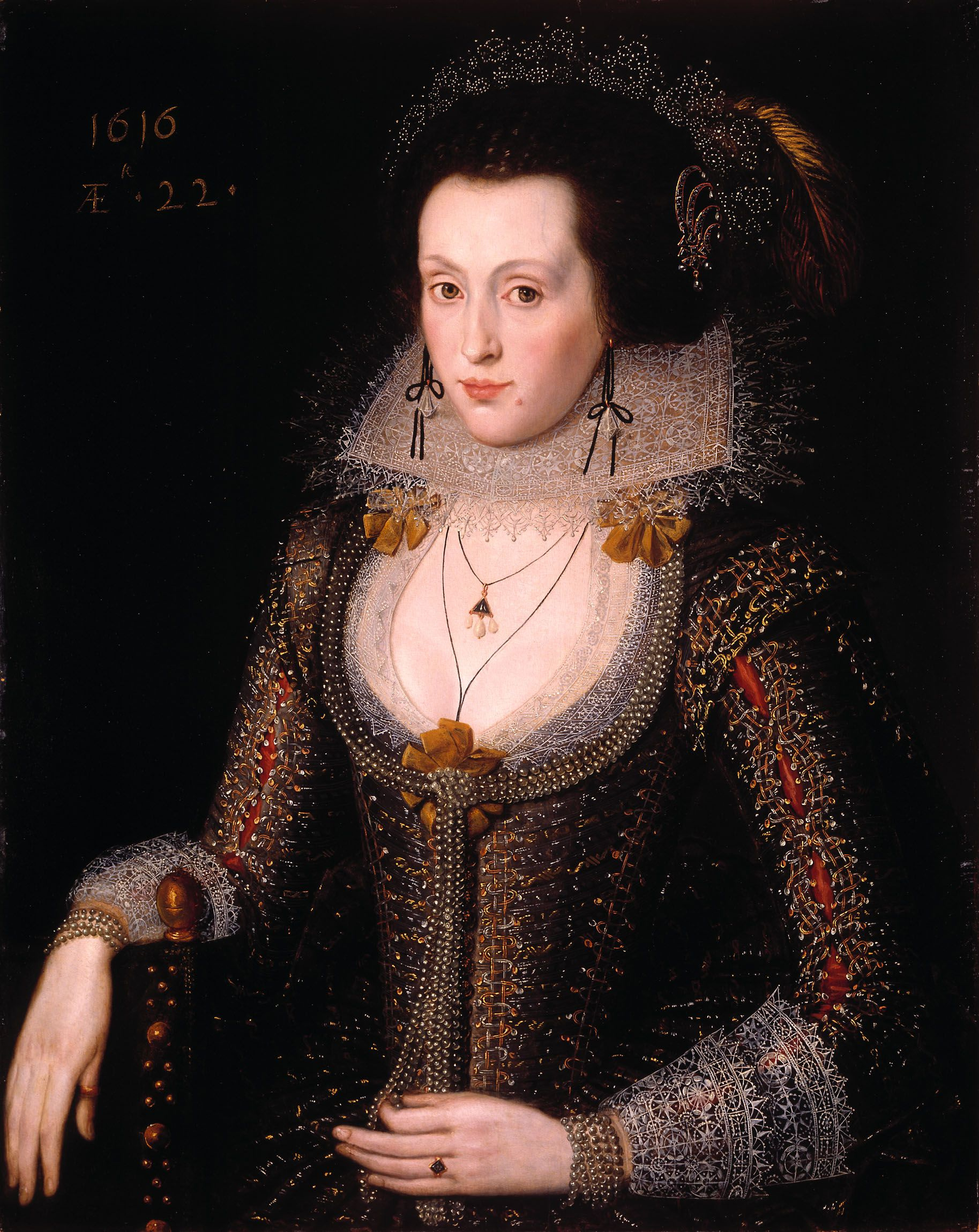
Елізабет Пулетт носить низький округлий виріз і невеликий волан у поєднанні з крилатим коміром. Її вузькі рукава мають виражені плечові крила та глибокі мереживні манжети. Англійський придворний костюм, 1616 рік

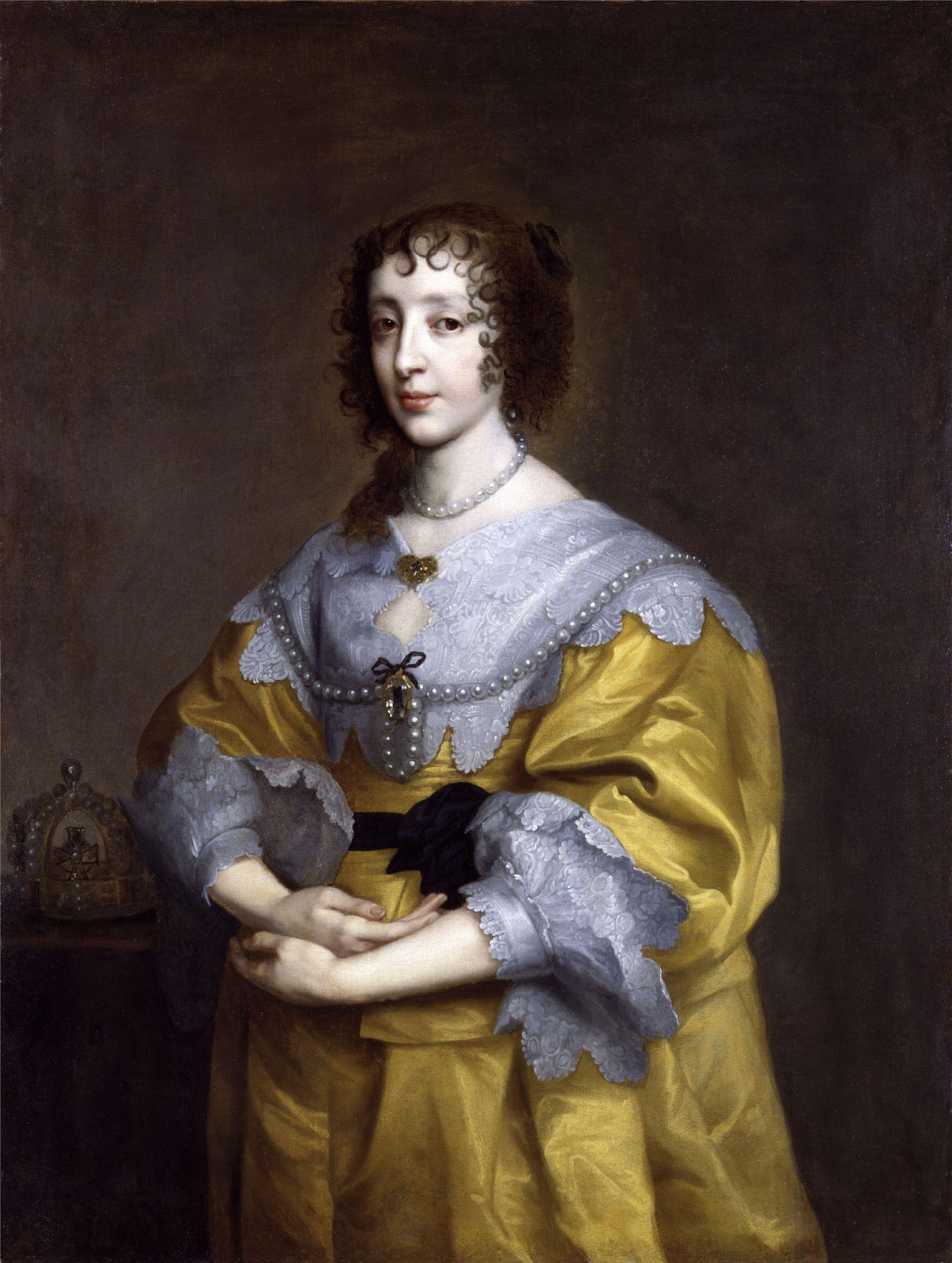
Генрієтта Марія носить закритий атласний ліф із завищеною талією зі спідницями та відкритими рукавами три чверті поверх довгих рукавів сорочки. Вона носить пояс із стрічкою. Бл. 1632—1635.

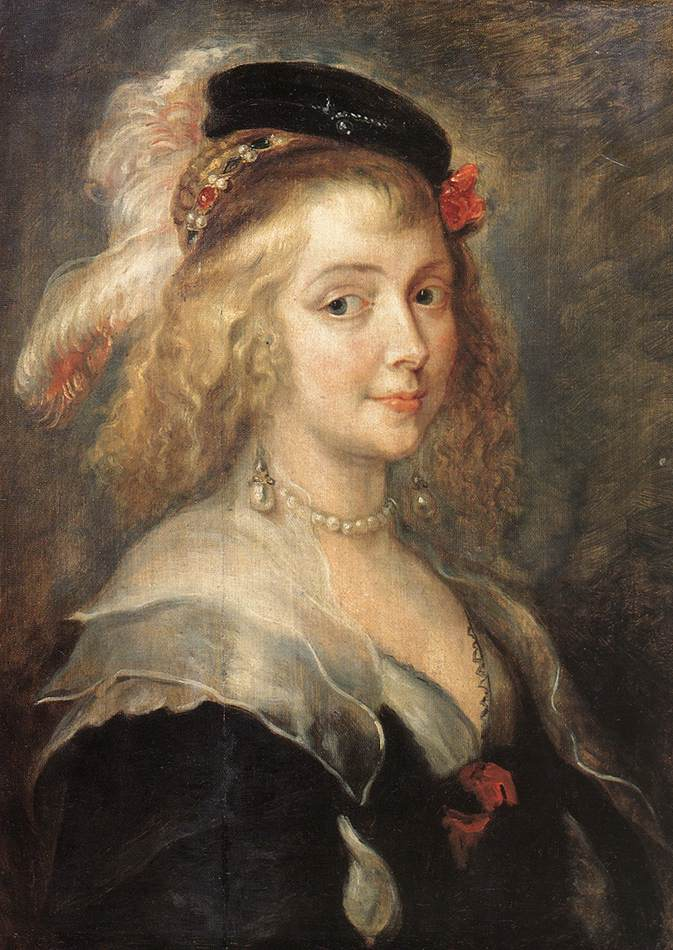
Гелена Фовремент у зачісці та декольте, бл. 1630

### Халати, ліфи та під'юбники
У перші роки XVII століття модні ліфи мали високі вирізи або дуже низькі округлі вирізи та куці крила на плечах. Іноді носили окремі закриті коміри зі складками (фреза), зі стоячим коміром, підтримуваним невеликим дротяним каркасом або supportasse, який використовувався для більш повсякденного носіння і став більш поширеним пізніше. Довгі рукави носили з глибокими манжетами в тон волану. До 1613 року модні раніше в Англії фрези поступово зникли.
До середини 1620-х років модні тенденції значно змінилися. Від фрез відмовилися на користь дротяних комірів, які в континентальній Європі називали rebatos, а пізніше — й широких плоских комірів. До 1630-х та 1640-х років коміри супроводжувалися косинками, подібними до полотняних хустин, які носили жінки середнього класу в попередньому XVI столітті; часто комір та косинка були прикрашені мереживом в цей тон.
На початку XVII століття ліфи були з довгою талією, але до середини 1630-х років об'єм талії неухильно зростав, перш ніж знову почав зменшуватися. У другому десятилітті XVII століття з'явилися короткі петлі, прикріплені до нижньої частини ліфа, закриваючи таким чином пояс, який підтримував спідниці. Ці вкладки стали довшими протягом 1620-х років і їх носили разом із стомахером, який заповнював щілину між двома передніми краями ліфа. До 1640 року довгі петлі майже зникли, і в моду увійшла довша, гладка фігура: талія повернулася до нормальної висоти ззаду та з боків із низьким кутом спереду.
Довгі вузькі рукави початку XVII століття стали коротшими, повнішими та вільнішими. Поширеним стилем 1620-х та 1630-х років був рукав віраго, тобто довгий, але прорізаний рукав, зібраний у дві затяжки стрічкою або іншим оздобленням вище ліктя.
У Франції та Англії на зміну темним важким тканинам прийшли легкі яскраві або пастельні атласи. Як і в інші періоди, художники прагнули уникати труднощів зображення на картинах смугастих тканин; з описів стає зрозумілим, що вони були звичайними. Модними були короткі нитки перлів.
Поверх ліфа та спідниці надягали неприталені сукні (в Англії їх називали нічними (спідніми) сорочками) з довгими звисаючими рукавами, короткими відкритими рукавами або взагалі без рукавів, які зав'язували на талії стрічкою. В Англії 1610-х та 1620-х років вільну нічну сорочку часто одягали поверх вишитого піджака, який називався жилетом, і контрастної вишитої спідньої спідниці без фартингейлу. Чорні сукні носили для найбільш урочистих випадків; вони вийшли з моди в Англії в 1630-х роках, витіснені сукнями, які поєднувалися з ліфом та під'юбником, але залишалися важливим предметом одягу на континенті.
Принаймні в Нідерландах наряду з відкритим фронтом або vlieger був суворо зарезервований для моди одружених жінок. До шлюбу замість нього носили бовен, «сукню з приталеним ліфом і спідницею, яка була закрита з усіх боків». Такий одяг в Англії називався «голландська» або «кругла сукня».
Спідниці могли бути відкритими спереду, щоб демонструвати нижню спідницю або під'юбник, приблизно до 1630 року, або закритими з усіх боків. Закриті спідниці іноді носили зазвичай або носили застебнутими петлею догори, щоб відкрити під'юбник.
Корсети були коротшими, щоб відповідати новим ліфам, і могли мати дуже жорстку пластину в центрі спереду, яка внизу на рівні живота прикривалася стомахером. Спідниці утримували правильну форму за допомогою французького фартингейлу, який тримав спідниці в округлій формі на талії, спадаючи м'якими складками донизу. Фартингейл носили при англійському дворі до смерті Анни Данської в 1619 році.

### Зачіски та головні убори
Приблизно до 1613 року волосся носили піднятим у вигляді пір'я, високо над лобом. Одружені жінки прикривали волосся в полотняному койфі або ковпаку, часто з мереживною обробкою. Високі капелюхи, як ті, що носять чоловіки, були прийняті для носіння на вулиці.
У характерному стилі 1625—1650 років волосся з боків було розпущеними у вигляді хвиль до плечей, а решту волосся збирали або заплітали у високий пучок на потилиці. З цим стилем можна було носити короткий чубчик або чубок. Дуже модні одружені жінки відмовилися від полотняних койфів та носили волосся непокритим або одягали капелюх.

### Галерея стилів 1600-1620-х років

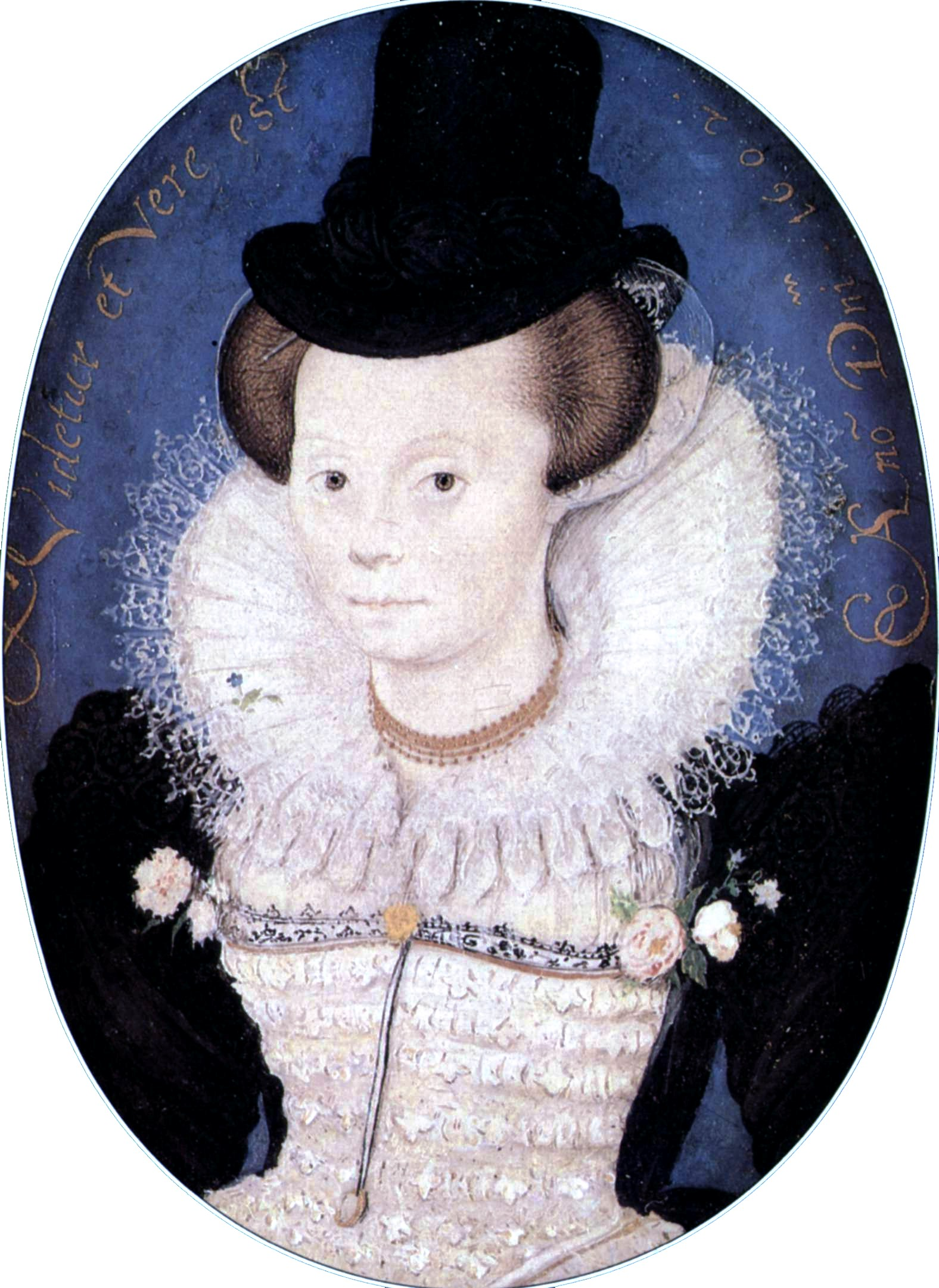
1 – 1602
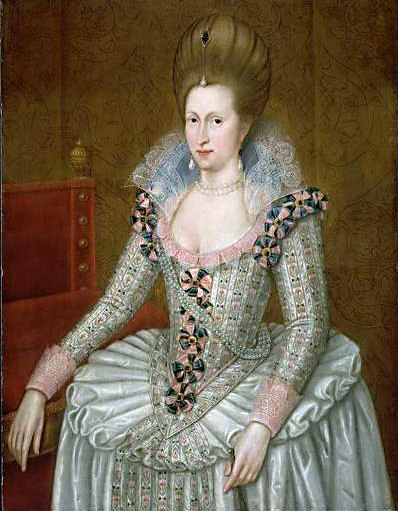
2 – 1605
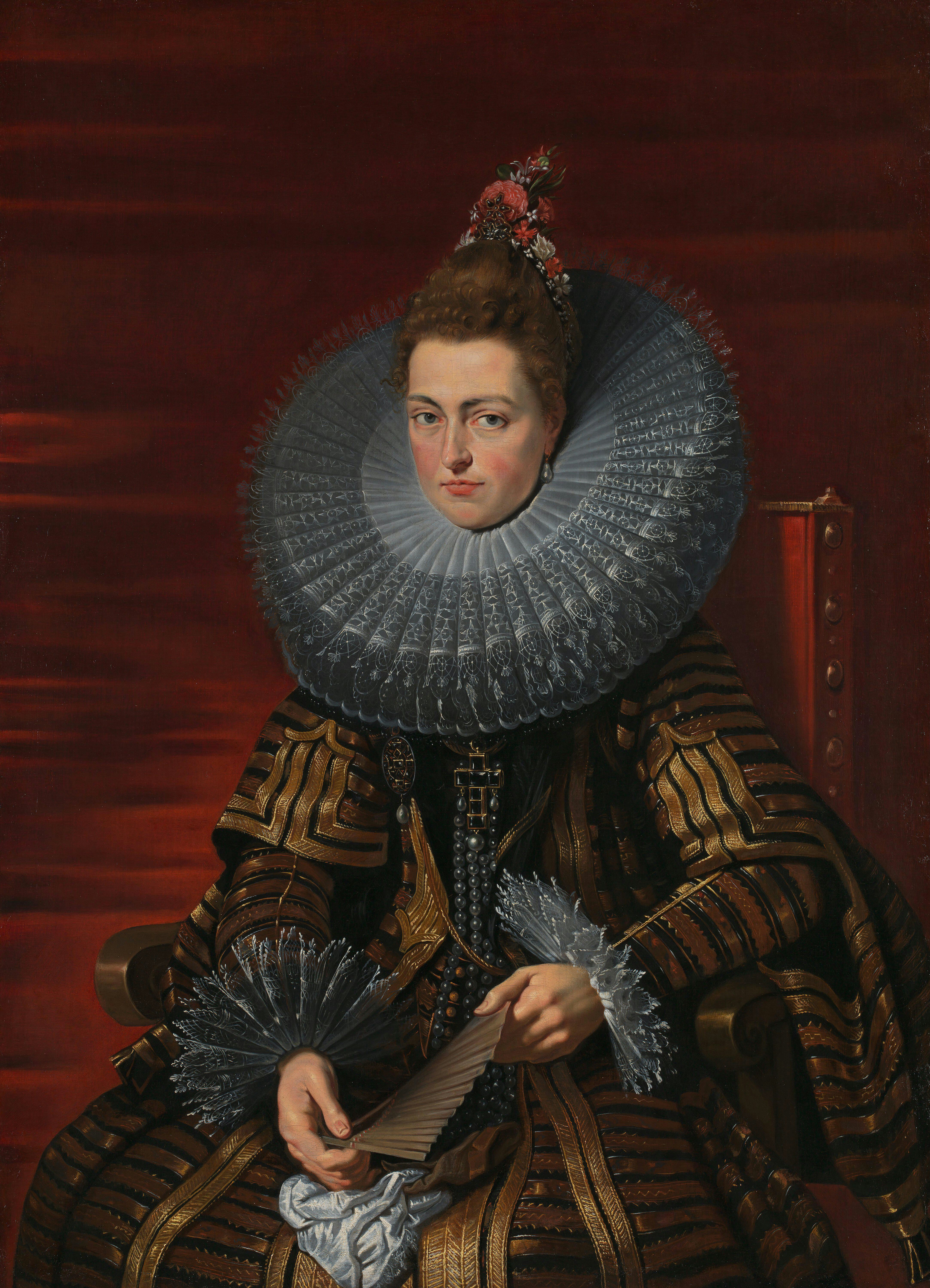
3 – 1609
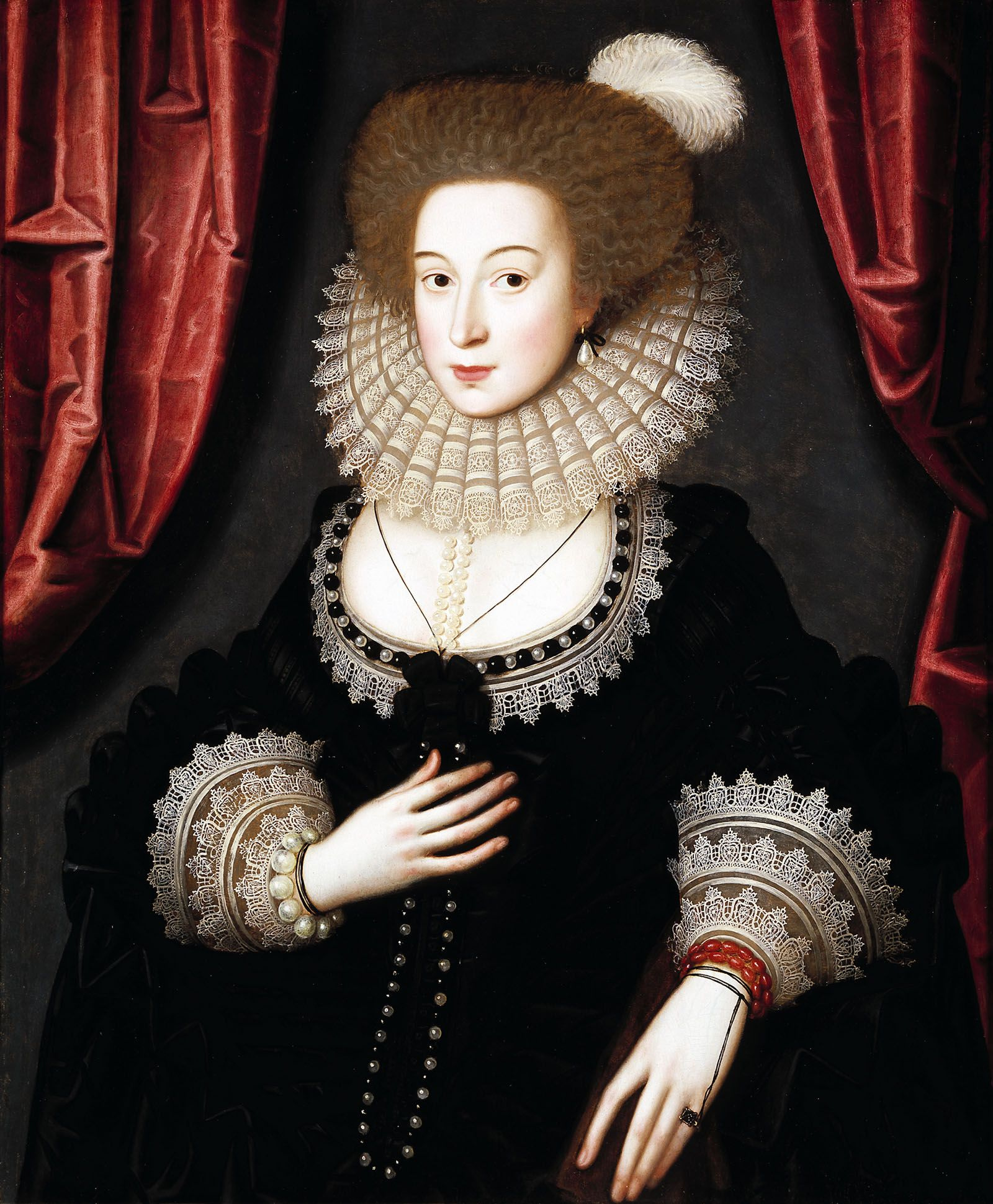
4 – 1610-ті роки
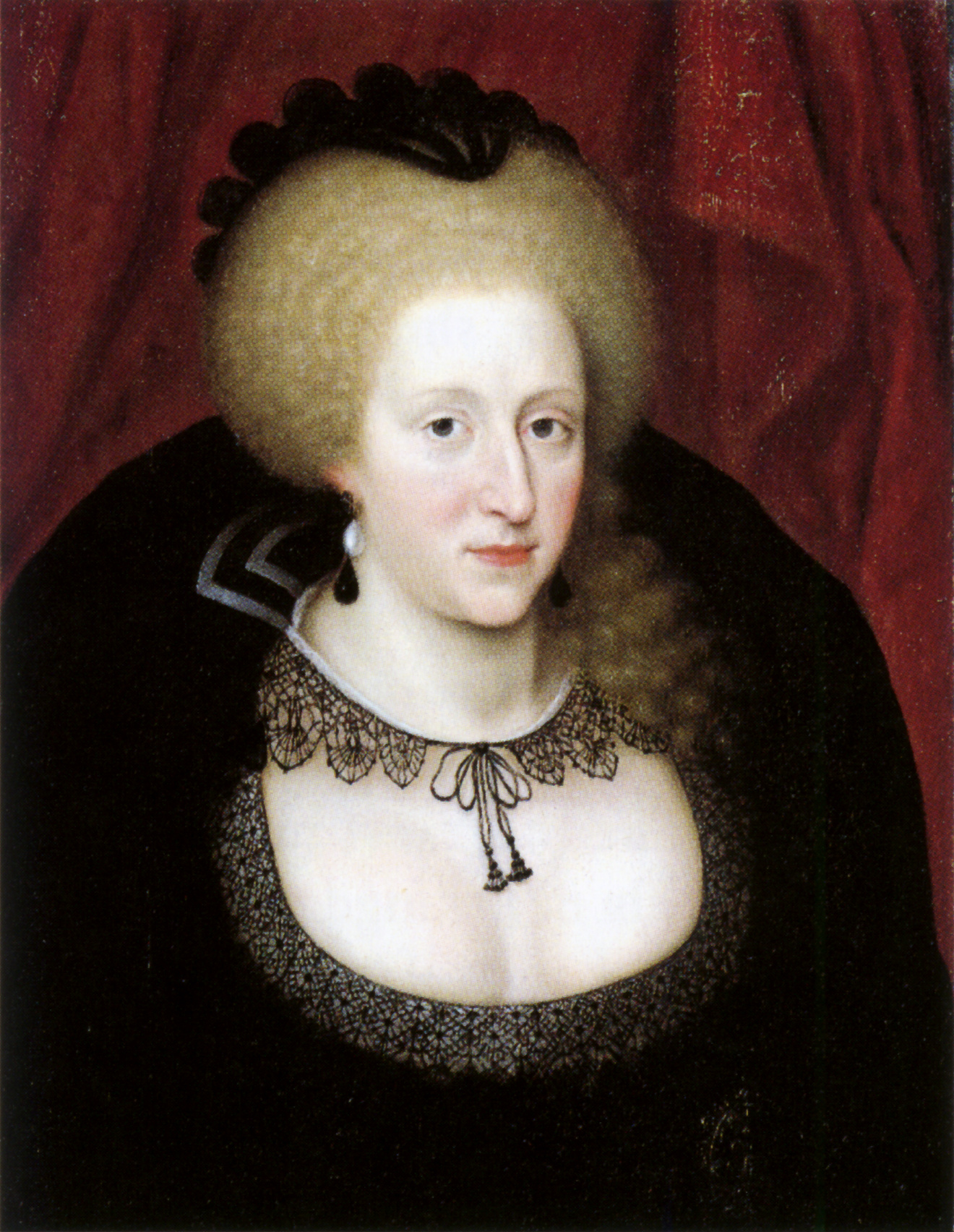
5 – 1612
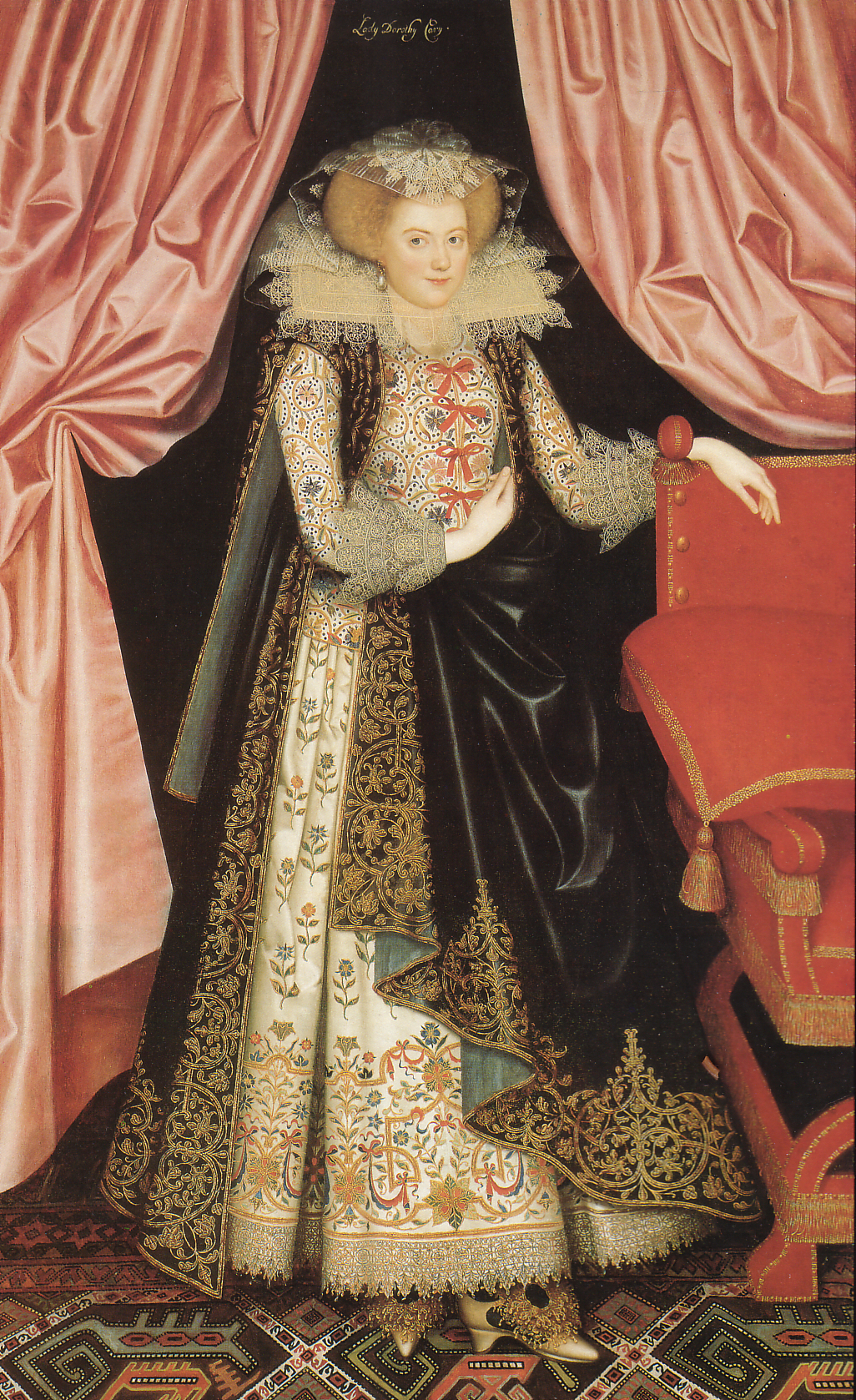
6 – 1614–1618
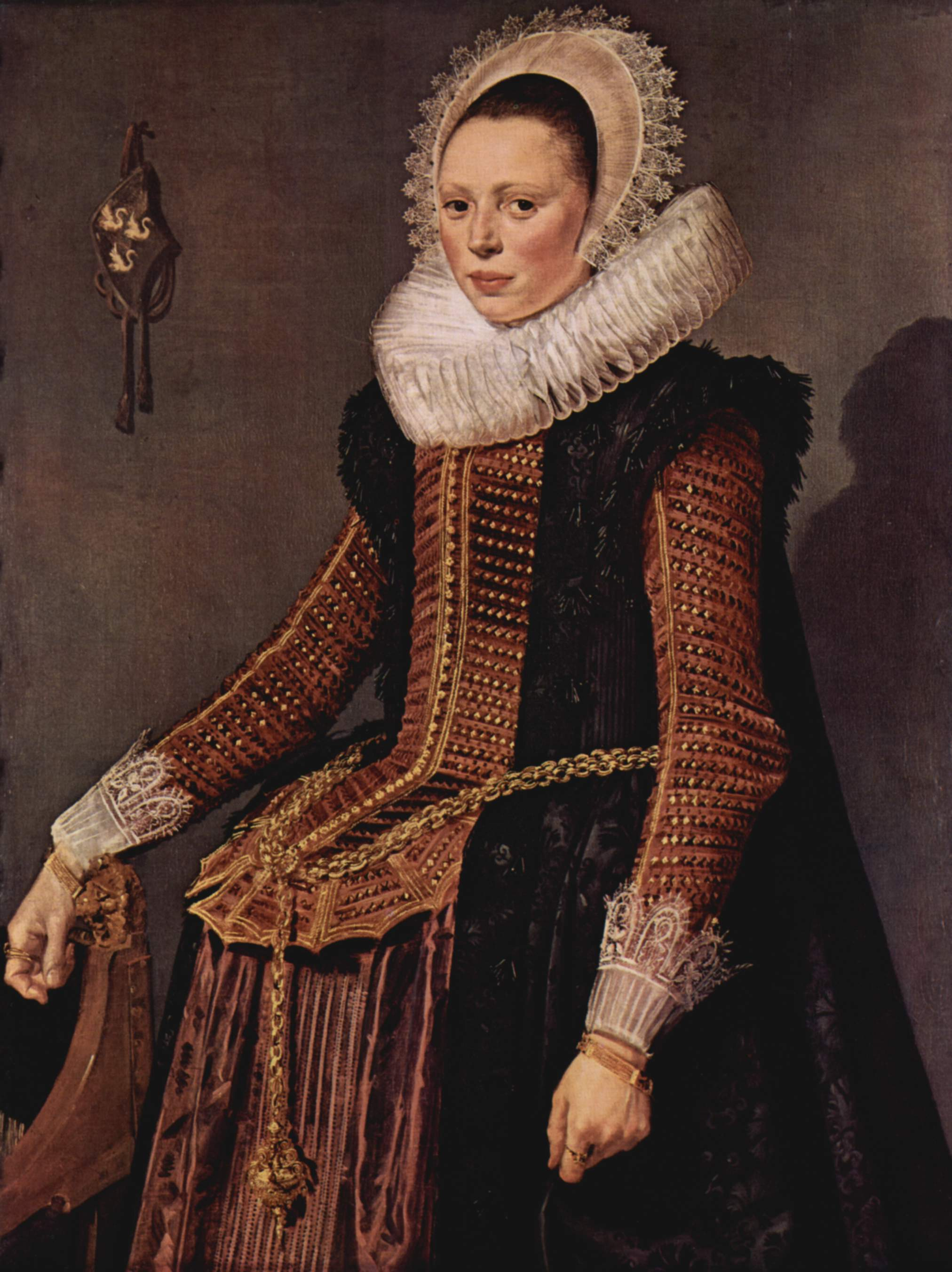
7 – 1618–1620
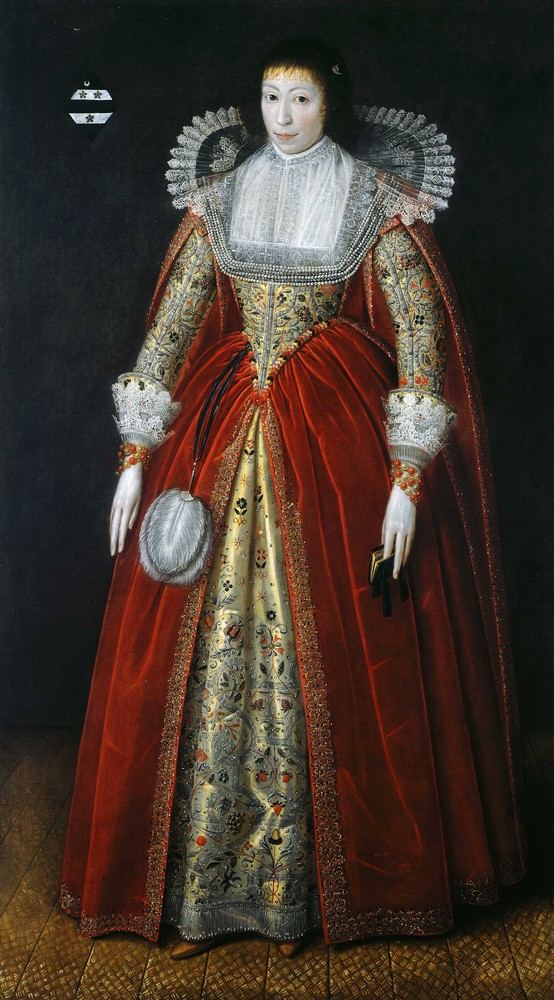
8 - бл. 1620 року

1. Невідома жінка Гілліарда 1602 року носить типовий пуританський одяг перших років XVII століття. Її високий чорний повстяний капелюх із заокругленою маківкою називається капотеном і носиться поверх полотняної шапки. Вона одягнена в чорну сукню та білий шлейф поверх сорочки з чорною вишивкою; її декольте заповнено лляним парлетом.
2. Анна Данська носить ліф із низьким круглим вирізом та вузьким рукавом, а також відповідну нижню спідницю, пришпилену воланами на фартингалі, 1605 рік. Зачіска з високим лобом ненадовго була модною. Коштовності Анни Данської добре задокументовані та зображені на її портретах.
3. Ізабелла Клара Євгенія з Іспанії, регентка Нідерландів, носить рюші в формі колеса та широкі плоскі рюші на зап'ястях. Її сукня з роздільними рукавами за іспанською модою оздоблена широкими смугами тасьми або тканини, 1609 рік.
4. Мері Редкліфф із дуже низьким округлим вирізом і закритим коміром-фрезою у формі колеса, пошита близько 1610 року. Чорні шовкові нитки на її ювелірних виробах були в моді, яка на той час вже минала.
5. Анна Данська оплакує смерть свого сина Генріха, принца Уельського в 1612 році. Вона носить чорну шапочку та чорне мереживо.
6. Англійка (традиційно звана Дороті Кері, згодом віконтеса Рочфорд) носить вишитий лляний піджак із зав'язками на стрічках і вишитий спідній під'юбник під чорну сукню зі звисаючими рукавами на сірій підкладці. Її мереживний комірець, манжети та капюшон пофарбовані жовтим крохмалем.
7. Молода жінка Франс Галс носить пояс з ланцюгом поверх своєї чорної відкритої сукні, призначеної для одружених жінок, і подовжений ліф із відповідними вузькими рукавами та під'юбник. Вона одягнена в паддед, який тримає її спідницю в модній формі. 1618—1620 рр.
8. Елізабет, Леді Стиль Вотерінгбері, одягає під червону оксамитову сукню ліф-вишиванку та під'юбник. Вона носить прозору партлетку поверх вишитої сорочки з високим горлом, бл. 1620 року.

### Галерея стилів 1620-х років

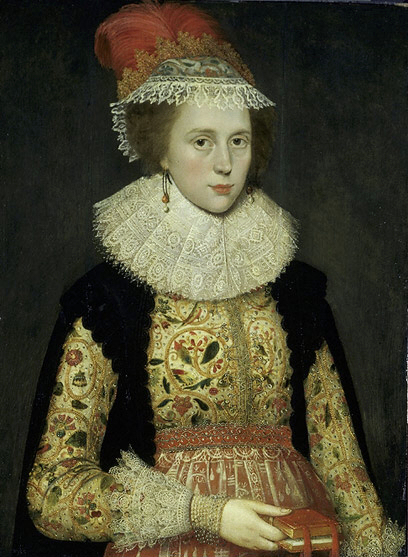
1 – бл. 1620
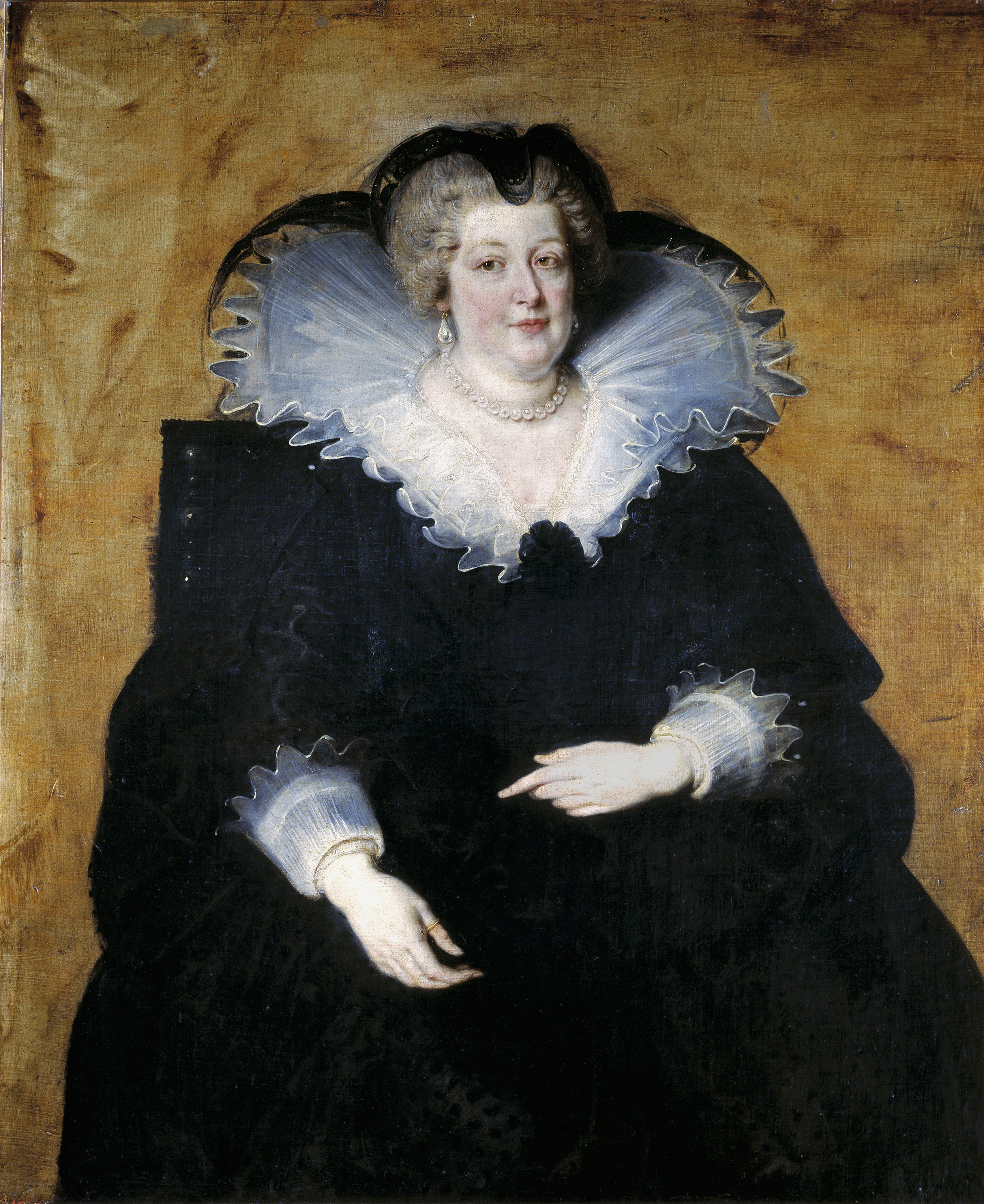
2 – 1620–1621
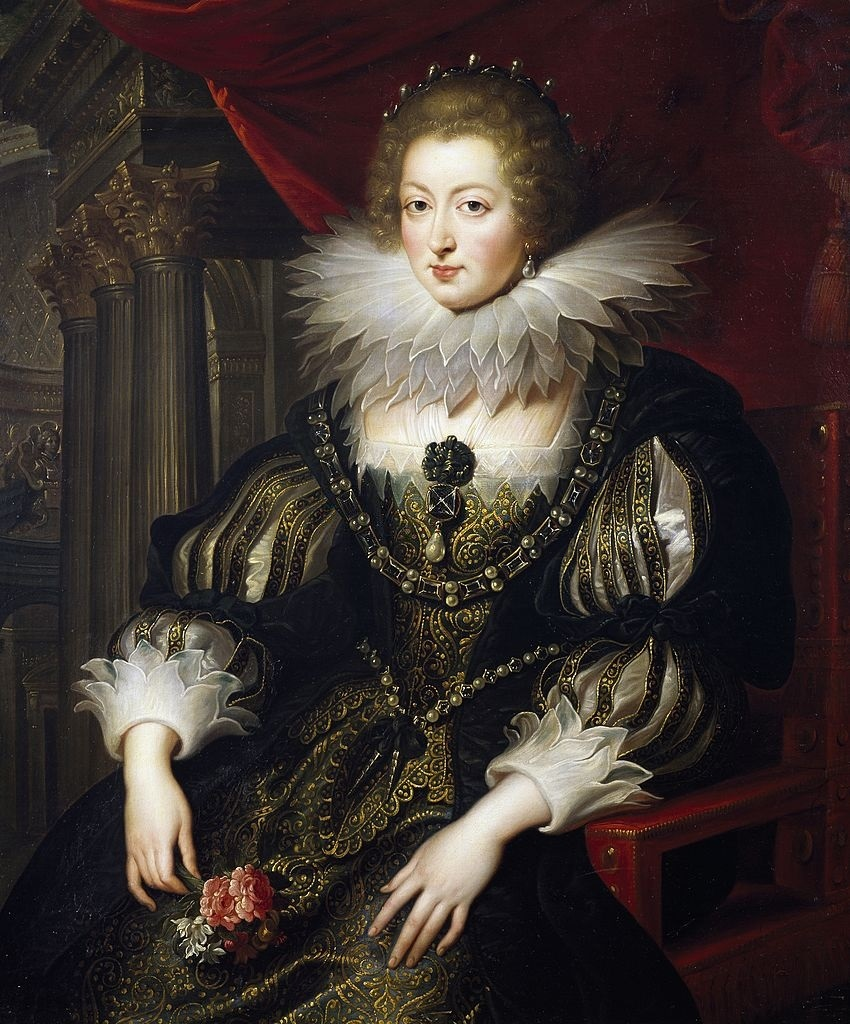
3 – 1620-ті рр.
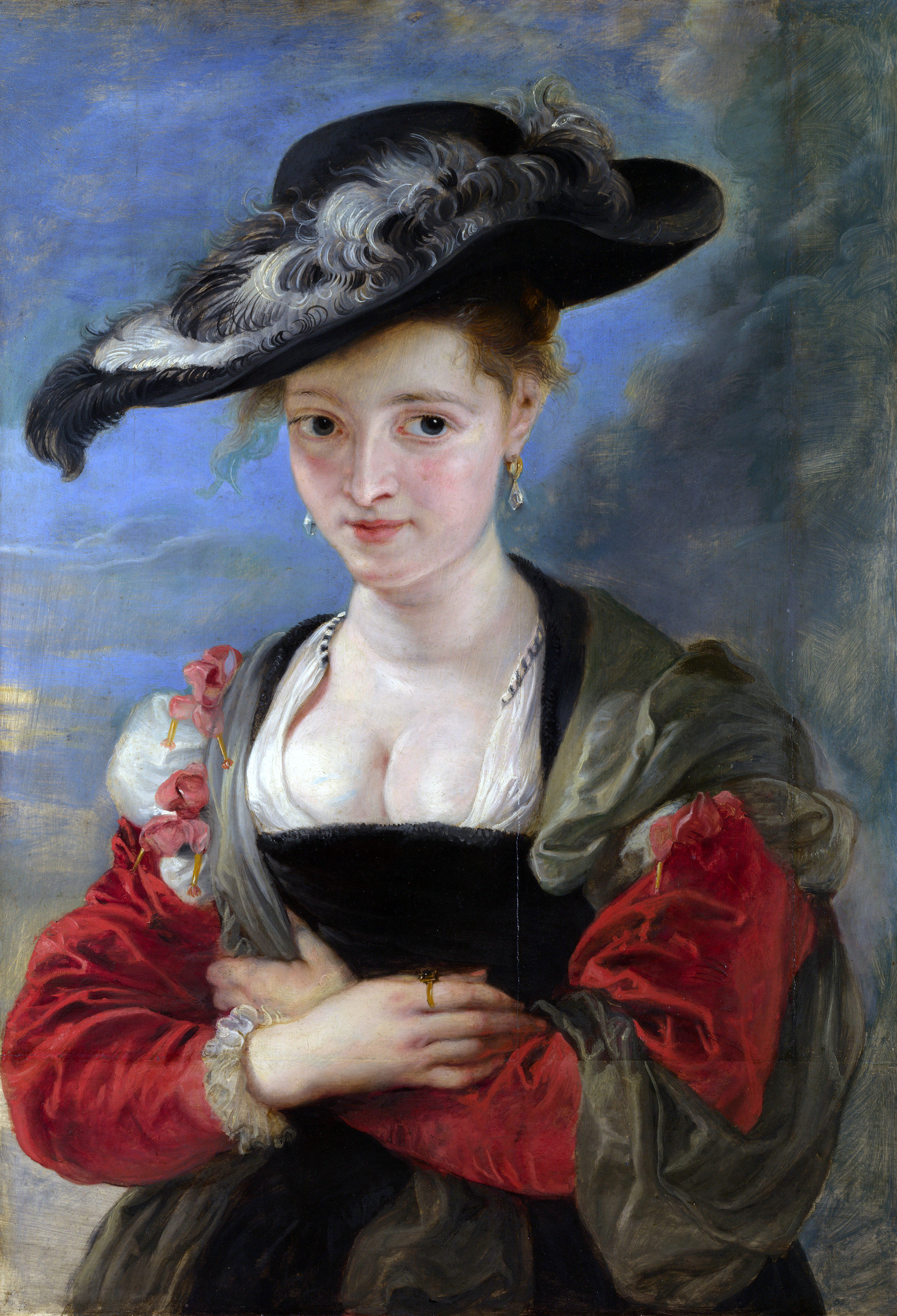
4 – 1625
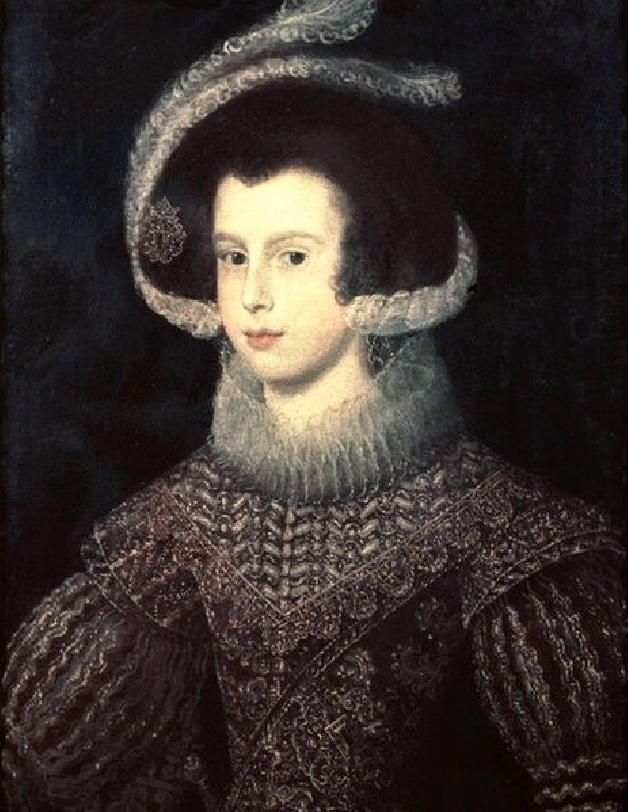
5 – 1623–1626
6 – 1623–1626
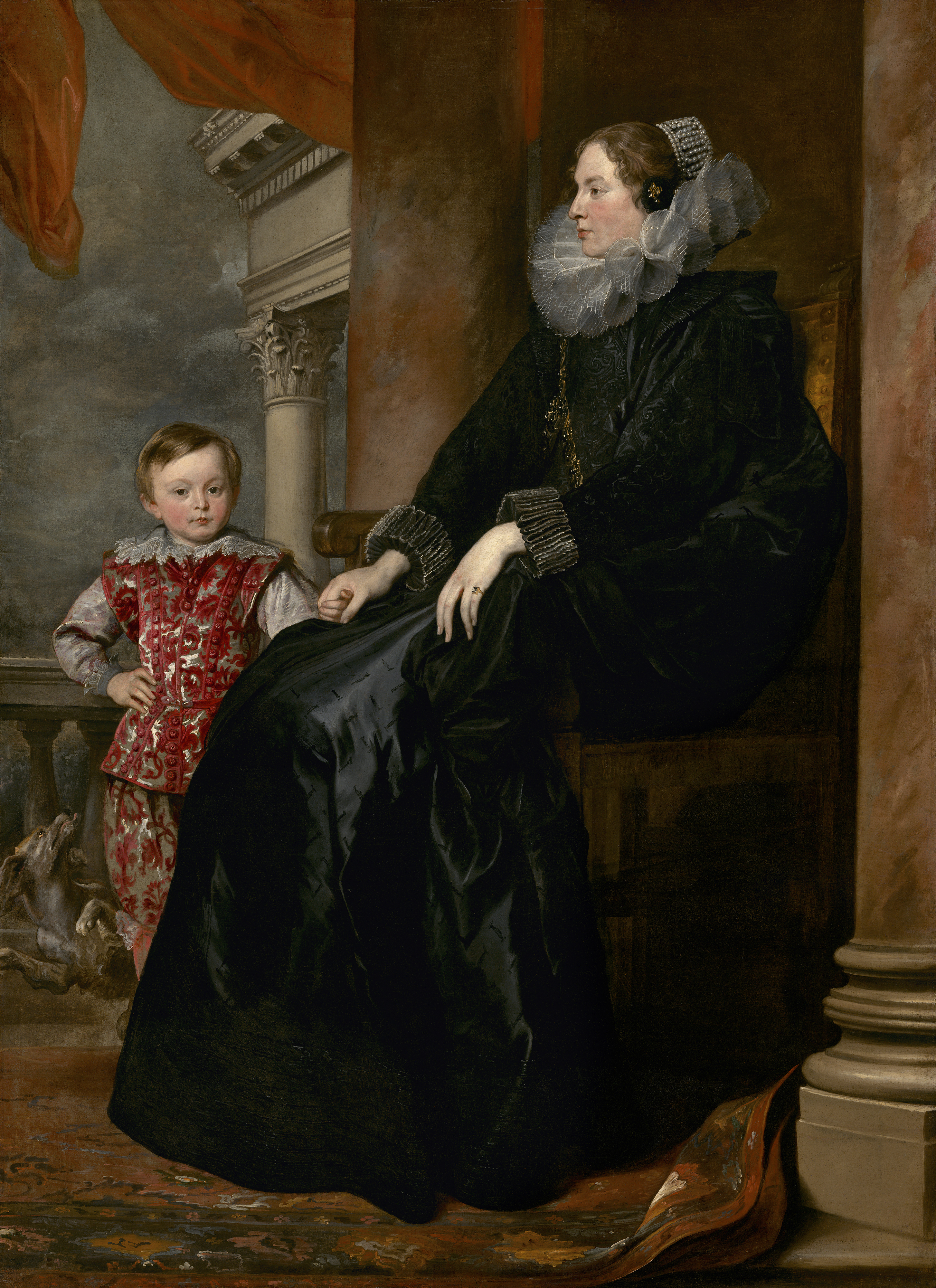
7 – бл. 1626
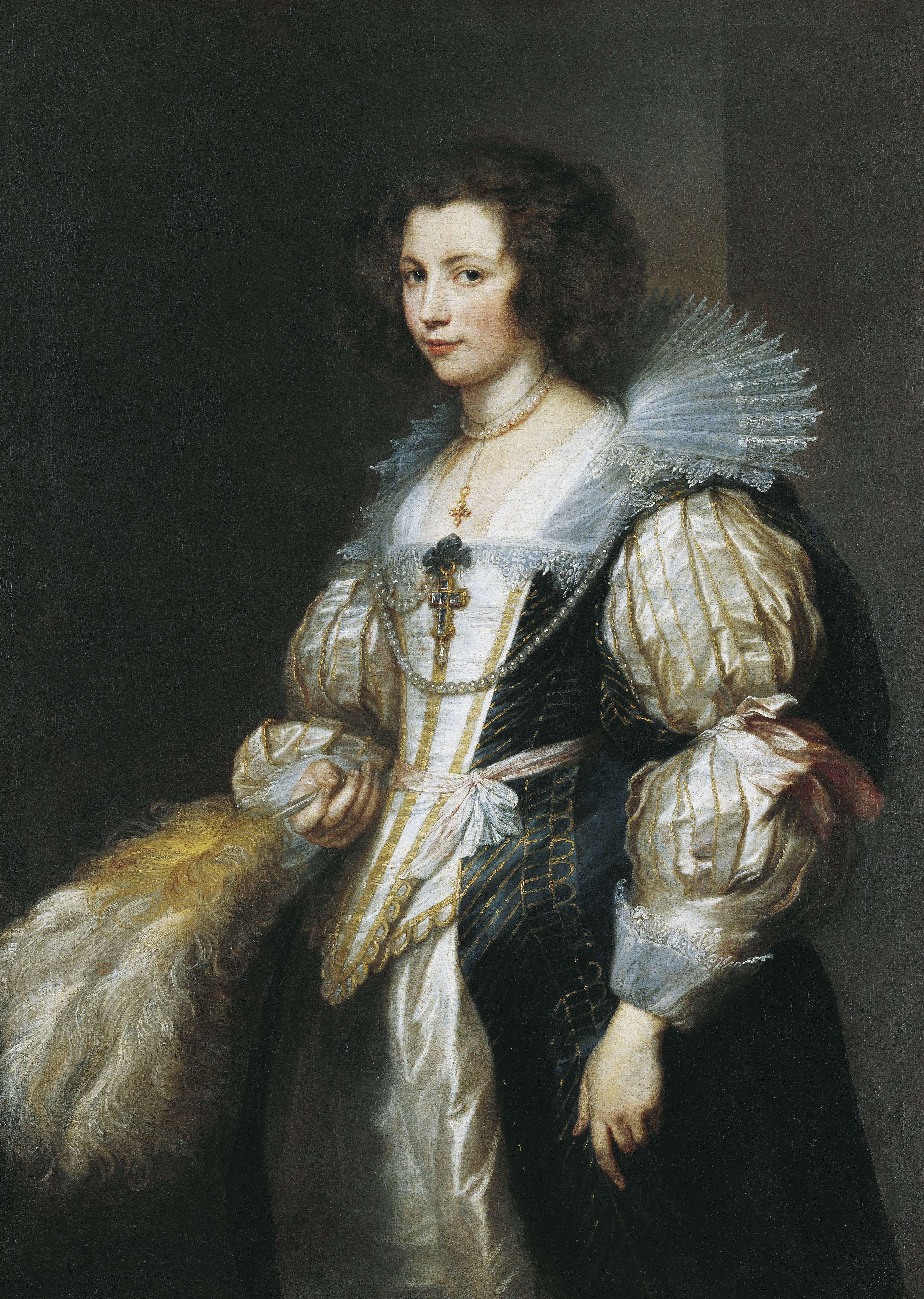
8 – бл. 1629–1630

1. Маргарет Латон одягає чорну сукню поверх вишитого лляного піджака, заправленого в нещодавно модний нижній спідній одяг з високою талією, бл. 1620 рік. Вона носить прозорий фартух або верхню спідницю, спадаючий рюш і вишиту шапку з мереживною обробкою. Сама куртка в моді минулого десятиліття.[9]
2. Марія Медічі у вдівстві носить чорне з чорним ковпаком і вуаллю, бл. 1620—1621 рр.
3. Анна Австрійська, королева Франції — носить відкритий ліф поверх стомахера та рукавів віраго із закритим воланом. Зверніть увагу на вільні манжети. Бл. 1621—1625 рр.
4. Сюзанна Формент носить відкриту сорочку з високим горлом, червоні рукави, зав'язані стрічками, і капелюх із широкими полями зі шлейфами, 1625 рік.
5. Елізабет де Франс, королева Іспанії — носить своє волосся в популярному стилі при іспанському дворі, бл. 1625 р.
6. Ізабелла Брандт одягнена в чорну сукню поверх золотого ліфа з рукавами та смугастого під'юбника, 1623—1626 рр.
7. Паола Адорно, маркіза Бріноле-Сале носить чорну сукню та прозорий рюш із великими м'якими складками у вигляді вісімки, які можна побачити на італійських портретах того періоду. Її волосся зібрано в циліндричну шапочку або ковпак із перлів. Генуя, бл. 1626 р.
8. Марі-Луїза де Тассіс одягнена в сукню з короткою талією з поясом поверх ліфа з стрічками, довгим стомахером та відповідними нижньою спідницею та рукавами віраго, бл. 1629—1630 рр.

### Галерея стилів 1630-х років

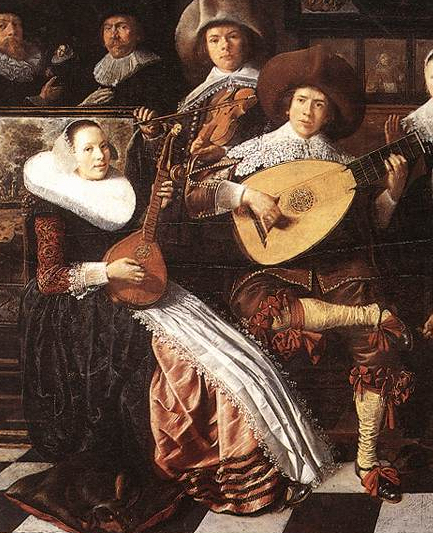
1 – 1630
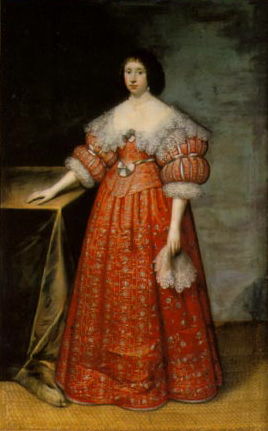
2 – 1630
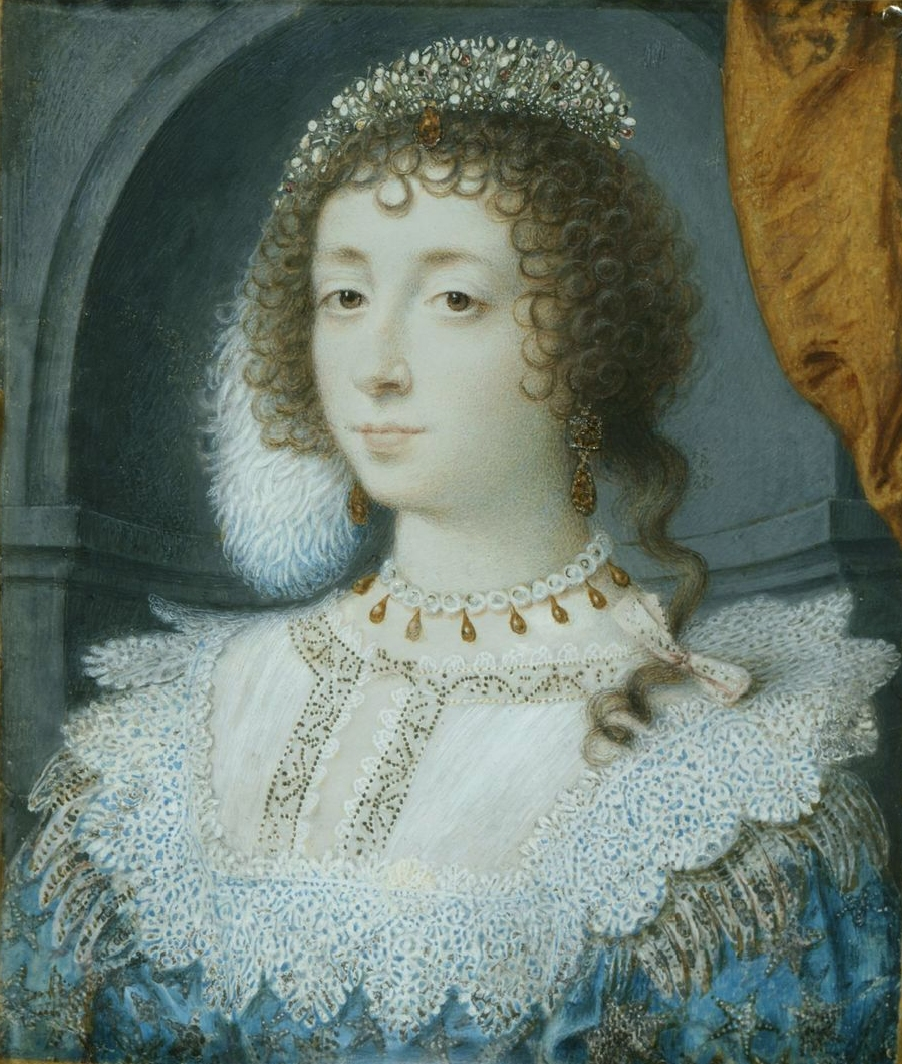
3 – бл. 1632
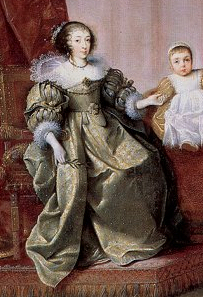
4 – 1632
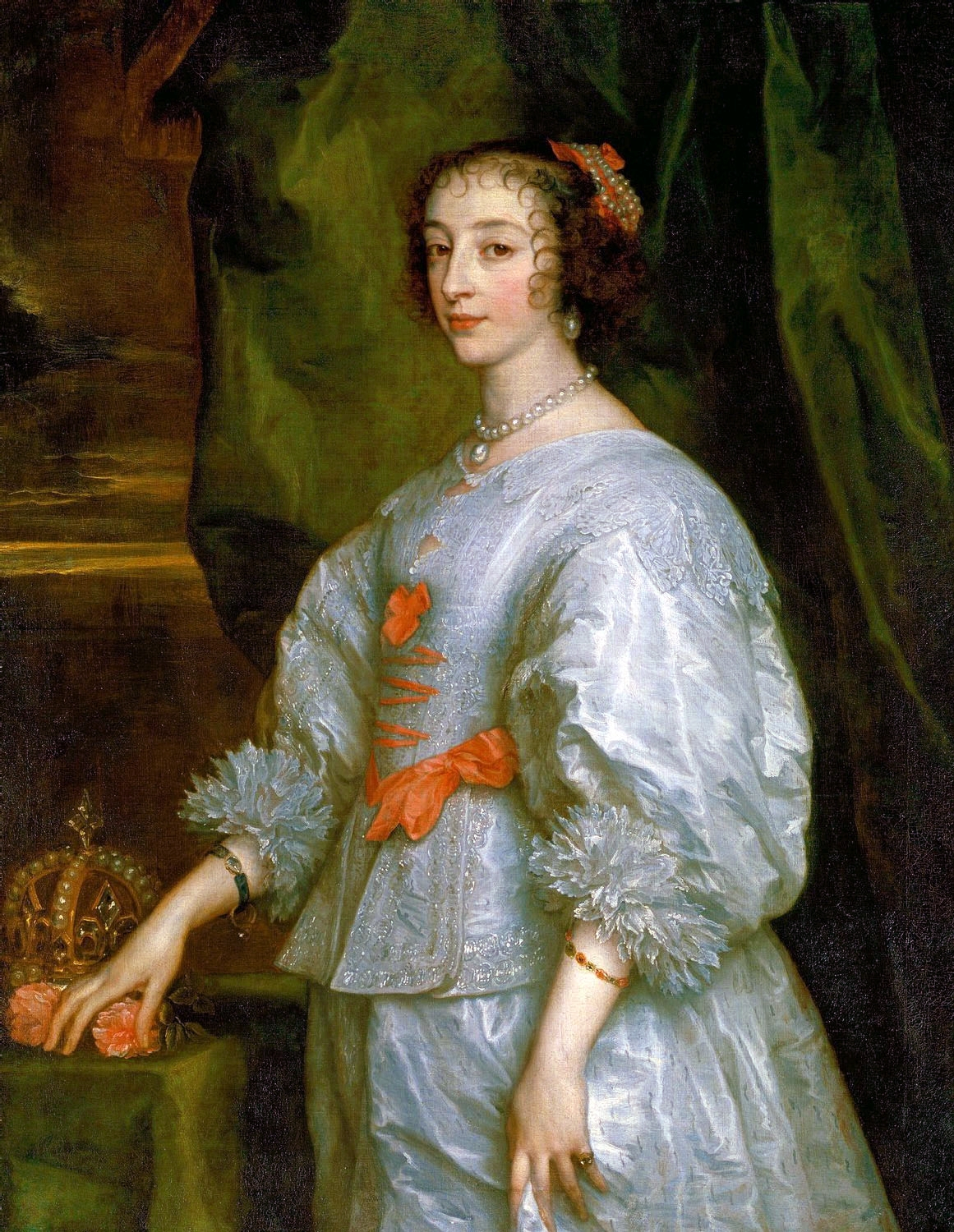
5 – 1632
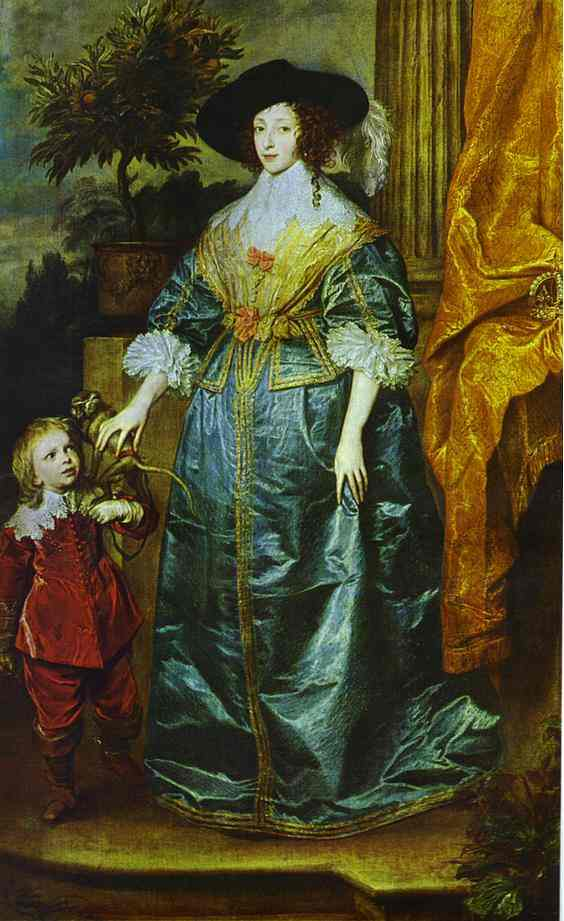
6 – 1633
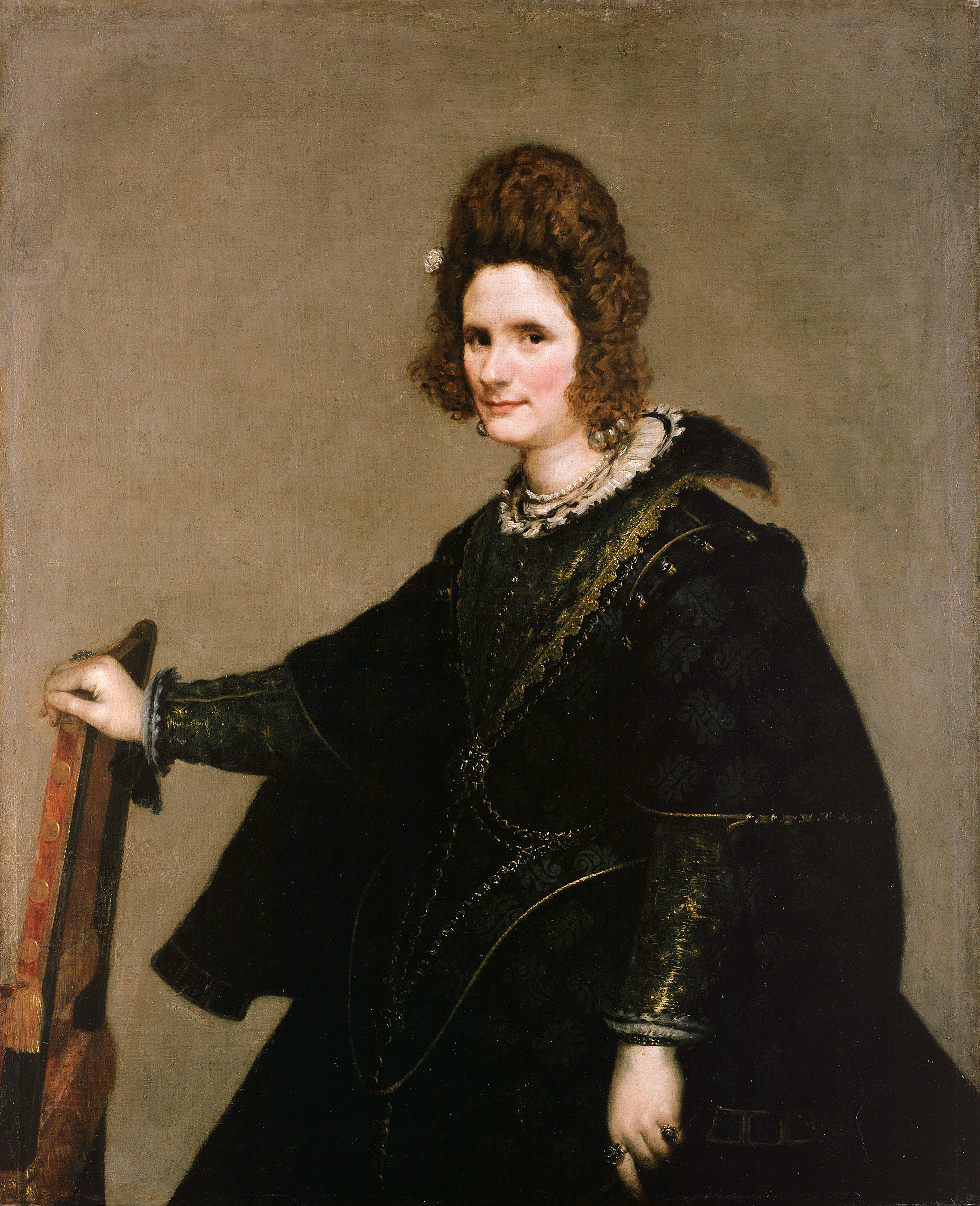
7 – 1635
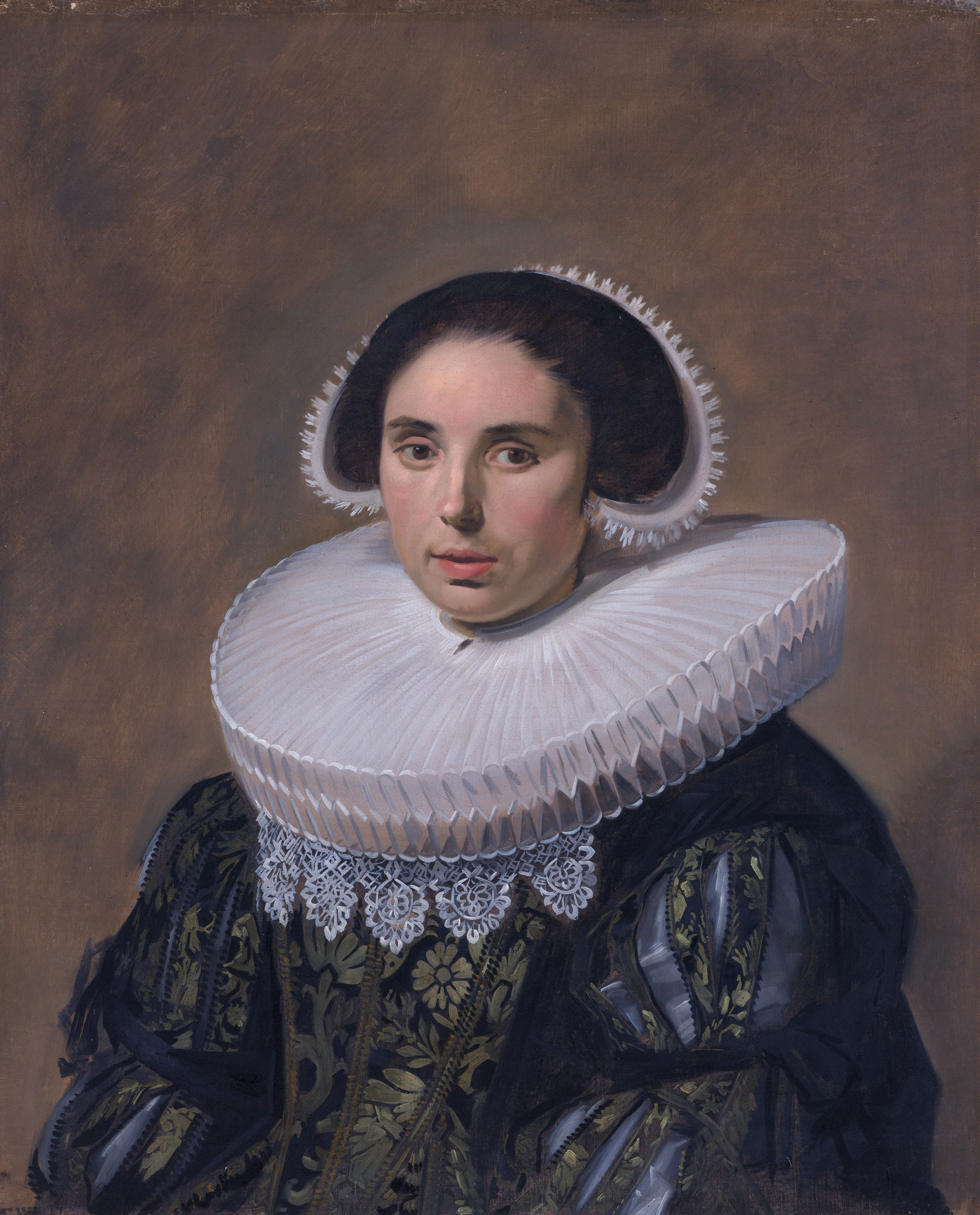
8 – 1635
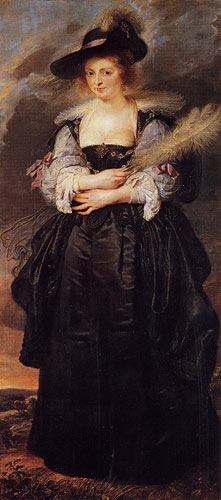
9 – 1638

1. Великі фрізи залишалися частиною голландської моди ще довго після того, як вони зникли у Франції та Англії. Темна сукня з короткими рукавами одягається поверх вузьких рукавів і рожевого під'юбника, оздобленого рядами тасьми на подолі. На мереживному фартусі видно складки від крохмалення та прасування, 1630 рік.
2. Портрет невідомої жінки в неформальному англійському модному ліфі та під'юбнику яскравих кольорів без верхнього халата. Її ліф має глибокі петлі на талії та рукави віраго, 1630 р.
3. Генрієтта Марія в образі Божественної краси в масці «Відновлення Темпи» носить сорочку з високим горлом, мереживний комір і прикрашений дорогоцінними каменями кашкет з пір'ям, 1632 рік. Маскуючі костюми, такі як цей, розроблений Ініго Джонсом, часто можна побачити на портретах цього періоду.[10]
4. Генрієтта Марія носить офіційний англійський придворний костюм сукні з короткими відкритими рукавами поверх відповідного ліфа з рукавами віраго та простої спідньої спідниці, 1632 рік.
5. Генрієтта Марія одягнена в білий атласний ліф зі стрічками з широкими рукавами, оздобленими срібною тасьмою або мереживом, і спідницю в цей тон. Її ліф зашнурований кораловою стрічкою поверх стомахера. На її талії спереду розташована відповідна стрічка V-подібної форми та зав'язана бантом з одного боку. Вона носить оздоблений мереживом халат або парлетку із широким квадратним коміром. Стрічка і нитка перлів прикрашають її волосся, 1632 рік.
6. Костюм Генрієтти Марії для верхової їзди складається з жакета-ліфа з блакитного атласу з довгими спідницями з лямками та відповідної довгої нижньої спідниці. Вона носить капелюх із широкими полями зі страусячими пір'ями, 1633 рік.
7. Дама з іспанського двору одягнена в елегантну чорну сукню. Її простота є свідченням суворості іспанського двору; однак високе волосся жінки є досить модним, а також багато локонів з обох боків її обличчя. Бл. 1635 р.
8. Сара Вольфартс ван Дімен носить рюш із подвійним колесом фріза, який залишався популярним у Нідерландах протягом усього періоду. Вона одягнена в чорну сукню з парчевим шлейфом і рукавами віраго, а також білу лляну шапку, 1635 рік.
9. Гелена Формент одягнена в чорний халат, ліф та під'юбник, які носить із відкритою сорочкою з широким накрохмаленим мереживним коміром, сірими атласними рукавами, перев'язаними рожевими стрічками, і чорним капелюхом із широкими полями, піднятим з одного боку та прикрашеним з пов'язкою на капелюсі та шлейфами, 1638 рік.

### Галерея стилів 1640-х років

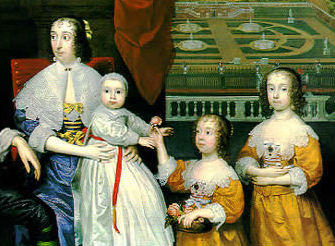
1 – 1640
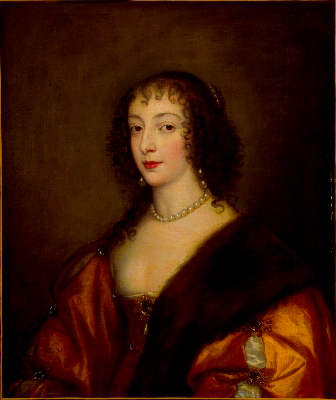
2 – бл. 1640
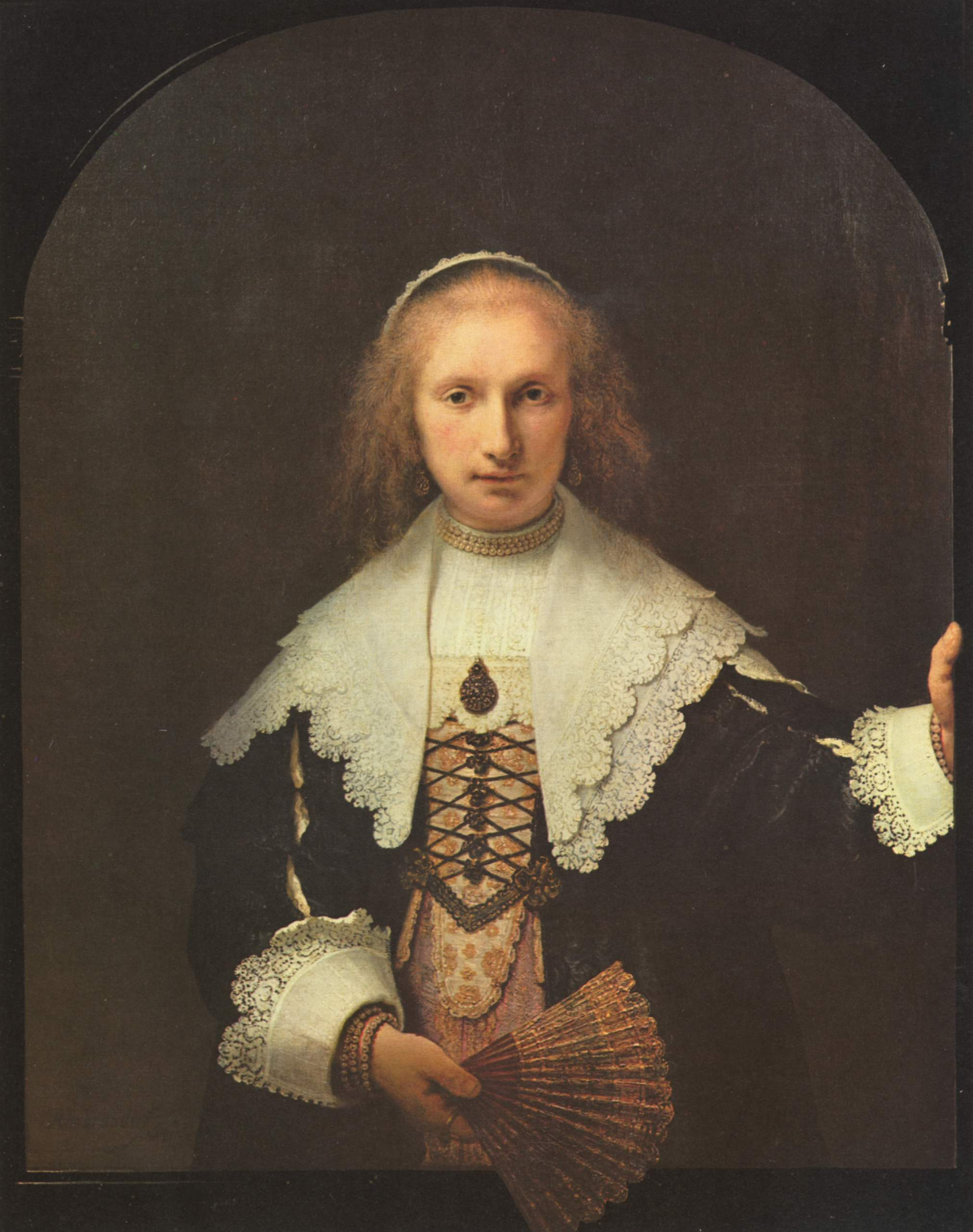
3 – 1641
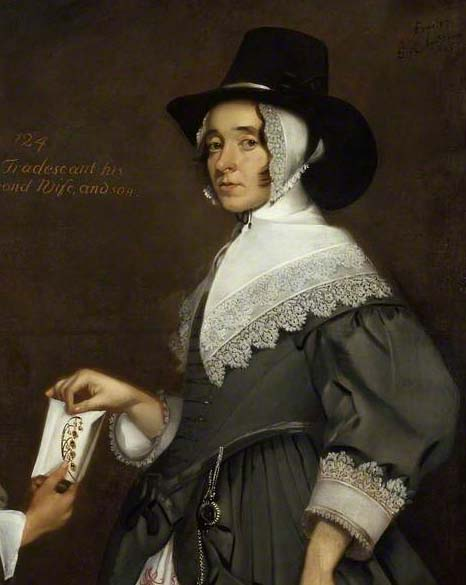
4 – 1640-ті рр.
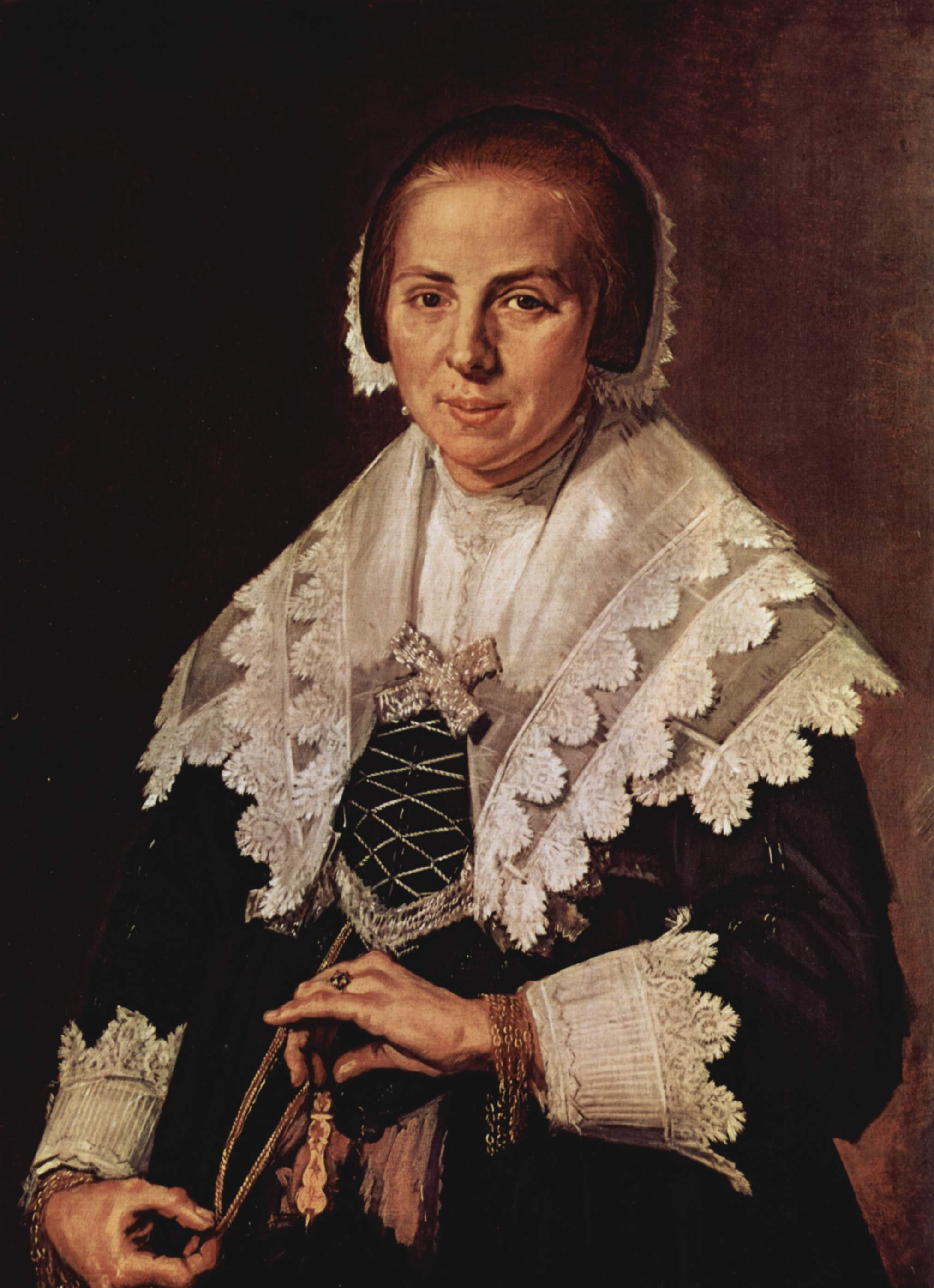
5 – 1643
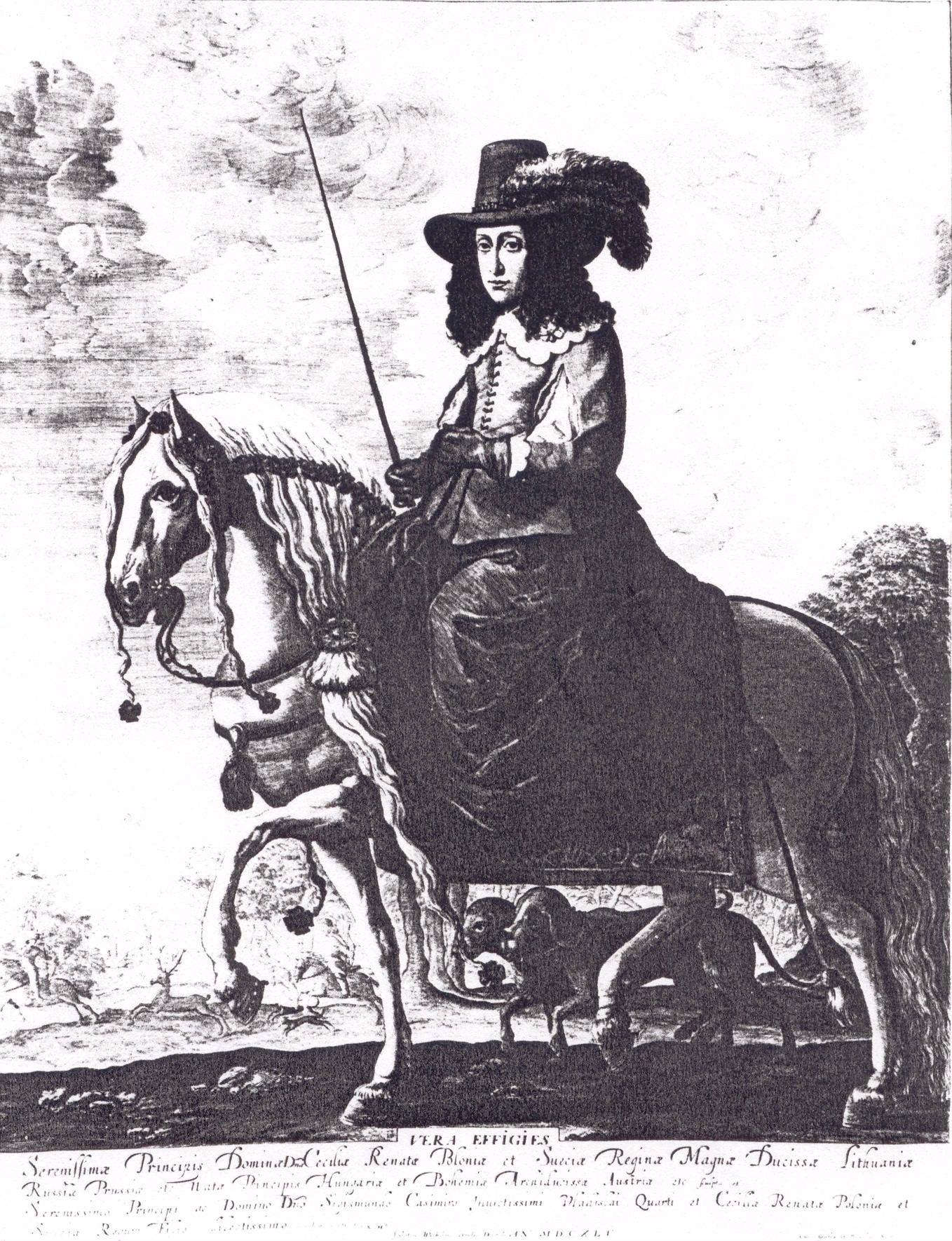
6 - 1645
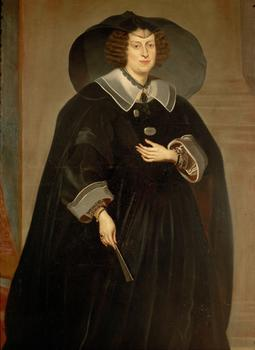
7 - бл. 1648
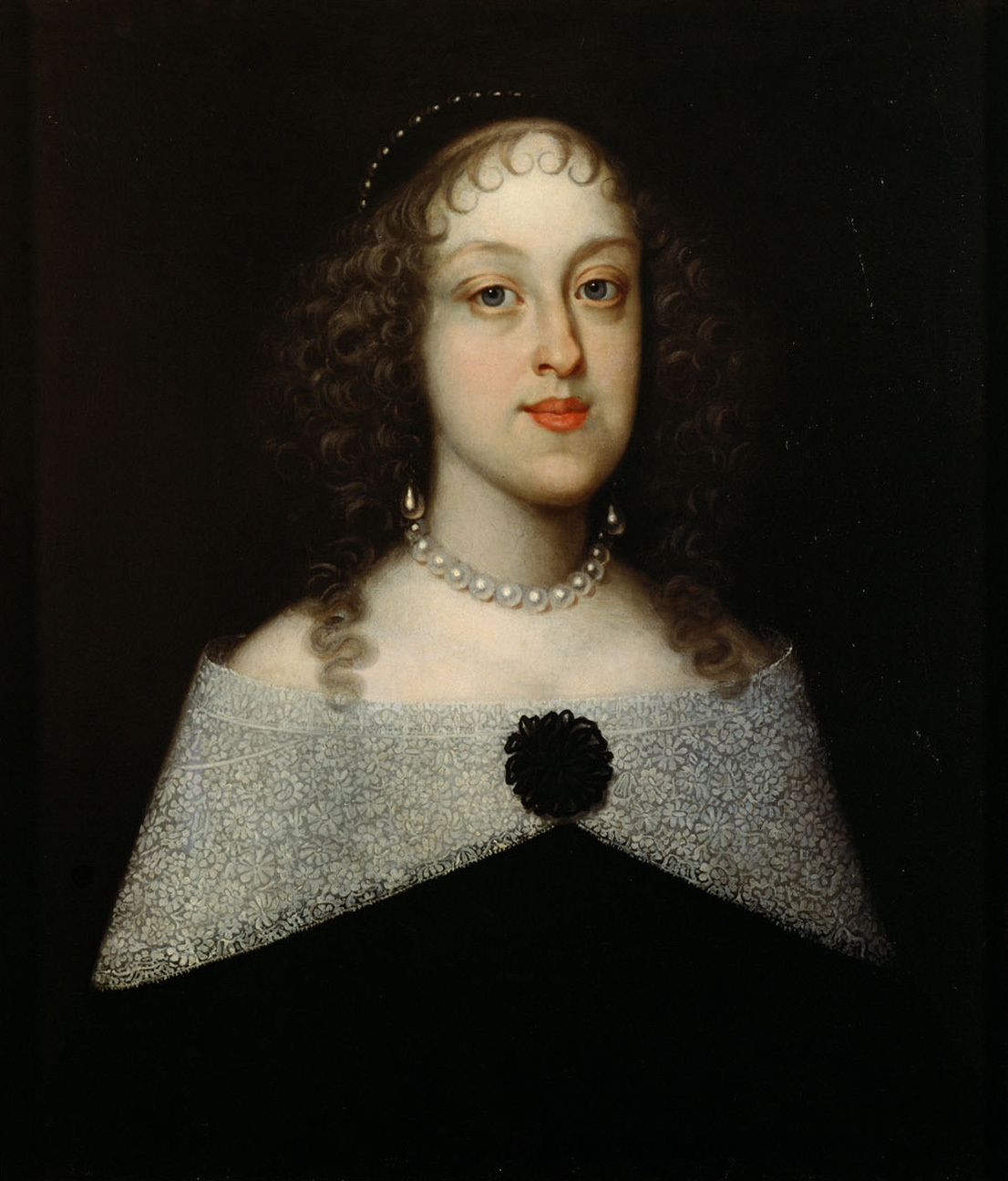
8 - бл. 1648

1. Елізабет, леді Кепел, одягнена в яскраво-блакитний ліф і спідницю з жовтими стрічками та хустину з мереживною обробкою, пришпилену на шиї. Її доньки Марія та Єлизавета носять золоті ліфи та спідниці, 1640 рік.
2. Портрет Генрієтти Марії в стилі Ван Дейка показує її в полум'яному атласному платті без коміра та хустини. Вона носить хутряний виріб, накинутий на плече, 1640 рік.
3. Агата Бас демонструє свій животик під чорною з зашнурованою спереду сукнею та завищеною талією. Її відповідна лляна хустина, комір та манжети оздоблені мереживом, і вона носить сорочку з високим горлом або спідню сорочку, Нідерланди, 1641 рік.
4. Костюм Хестер Традескант оздоблений мереживом відповідно до її становища, але вона носить закритий лляний ковпак або кофту, високий капелюх, невиразне декольте та стримані кольори, які люблять пуритани, c. 1645 рік. Її довгий ліф і відкрита спідниця на той час була консервативною модою.
5. Голландська мода 1640-х років відрізняється скромними сорочками з високим горлом, широкими полотняними комірами з хустками в тон і глибокими манжетами, а також розкішним використанням котушкового мережива.
6. Гравюра Цецилії Ренати, королеви Польщі, у сукні для верхової їзди (дублет, спідниця та капелюх), 1645 рік.
7. Клавдія Медічі як вдова, у траурній сукні (чорна шапка, вуаль та плащ), бл. 1648 р.
8. Ерцгерцогиня Ізабелла Клара носить свій мереживний комір або підшивку з відкритими плечима.

## Чоловіча мода

### Сорочки, дублети та трикотажі

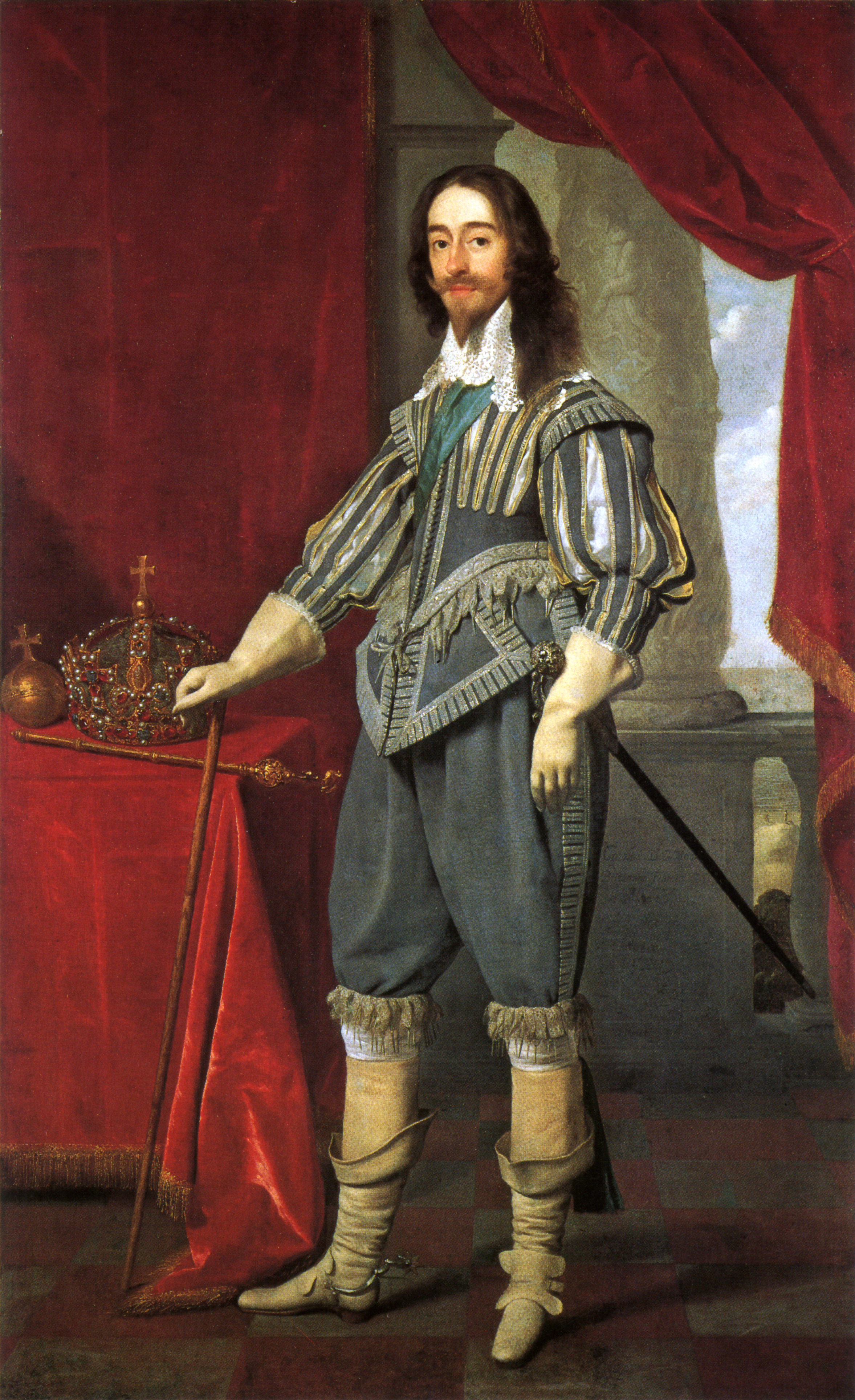
Чарльз I носить дублет із широкими рукавами, бриджі та високі вузькі черевики з перевернутим верхом, 1631 р.

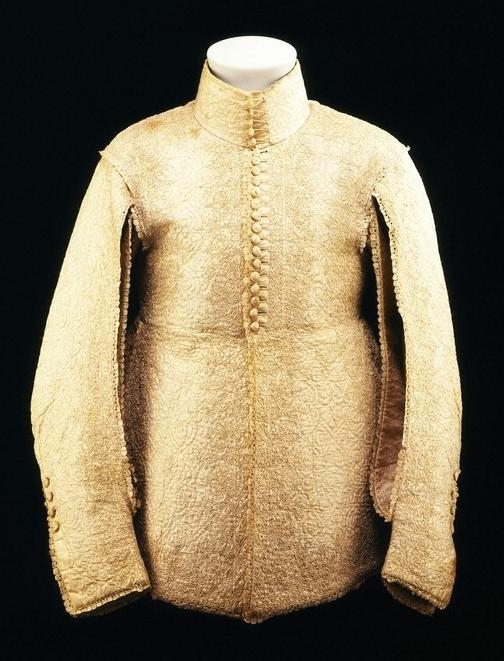
Дублет із вишитого глазурованого льону, 1635–1640 рр., Музей V&A №. 177–1900.

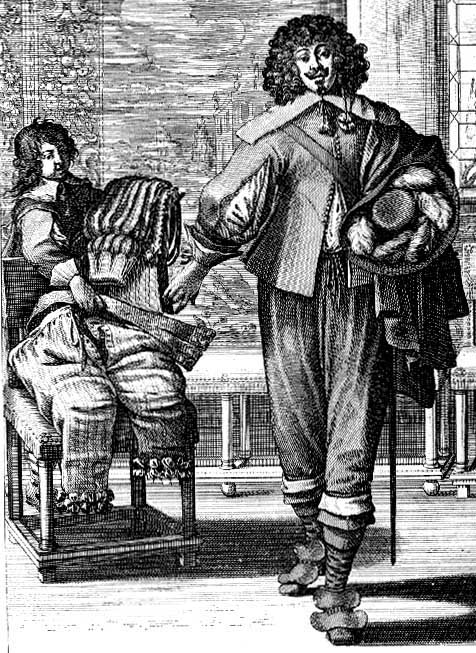
Наслідки Едикту 1633 року: французький придворний відмовляється від рукавів і стрічок, щоб отримати простий стиль. Він має лавлок у волоссі, яку можна побачити, що висить перед його лівою ручкою.

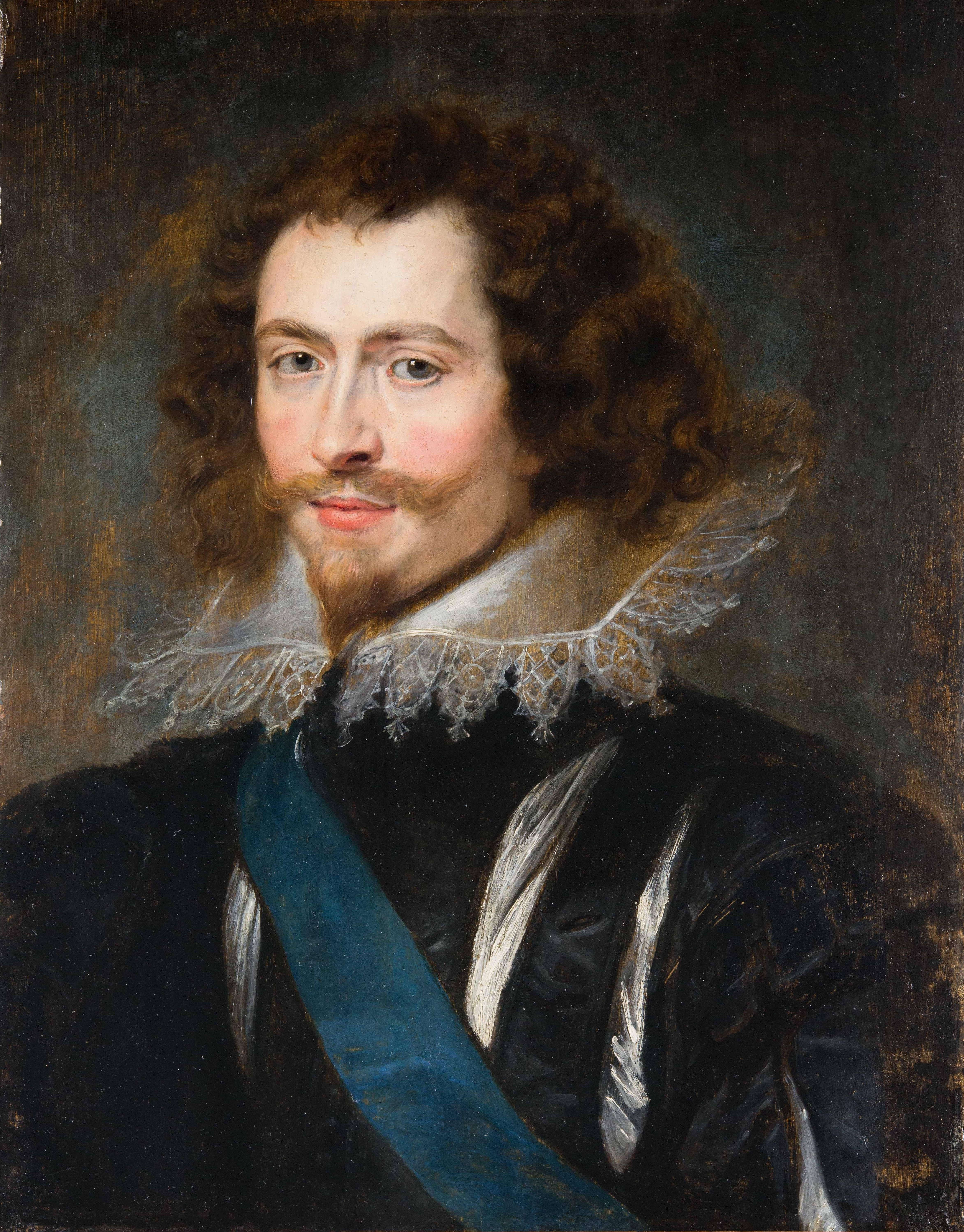
Герцог Бекінгемський носить дротяний комір із мереживною обробкою та дублетом з рукавами. Його волосся розпущеними кучерями спадає на комір, бл. 1625.

Лляні сорочки мали глибокі манжети. Протягом цього періоду рукава сорочки ставали повнішими. До 1620-х років був популярним комір, що стояв горизонтально, званий віночком. Інші стилі включали ненакрохмалений комір, схожий на йорж, і, пізніше, прямокутну стрічку, що спадає на плечі. Загострені бороди Ван Дайка, названі на честь художника Антоніса ван Дейка, були модними, і чоловіки також часто відрощували великі широкі вуса. Приблизно до 1615 року дублети були загостреними та прилягали до тіла, з вузькими рукавами. Поступово лінія талії підвищувалася, а рукави ставали повнішими. До того ж, рукава й боді, і верхні рукави могли бути розрізаними, щоб показати сорочку під ними. До 1640 року дублети були повними і неприталеними, і могли бути відкритими спереду нижче високої талії, щоб показати сорочку.
Шкіряні куртки без рукавів носили солдати, їх можна побачити на портретах, але в інших випадках куртки швидко вийшли з моди для повсякденного одягу.

### Штани та бриджи
Сліпи або галігаскіни, вільні штани, які сягали трохи нижче коліна, замінили всі інші стилі шлангів до 1620-х років і тепер їх зазвичай називали бриджами. Бриджі можуть застібатися на ґудзиках або пряжках поверх повної підкладки.
Від 1600 до початку 1630 років штани або бриджі кріпилися до дублетів за допомогою зав’язок або гостриків, коротких шнурків чи стрічок, протягнутих через відповідні набори оброблених люверсів. Ці стрічки зав’язувалися бантами на талії та ставали більш складними, поки не зникли з дуже короткими дублетами з талією наприкінці 1630-х років. Прикрашені металеві наконечники на вістрях називалися аксельбантами або екгельтами, а наконечники багатих виготовлялися з дорогоцінних металів, прикрашених перлами та іншими дорогоцінним камінням. 
Іспанські бриджі, досить жорсткі бриджі без зборів, також були популярні протягом цієї епохи.

### Верхній одяг
На початку цього періоду чоловіки все ще носили сукні, але в 1620-х роках вони вийшли з моди.
Модні чоловіки носили короткі плащі або накидки, як правило, довжиною до стегон, часто з рукавами. їх зазвичай артистично накидали на ліве плече, навіть у приміщенні. Мода 1630-х років підбирала тканину накидки до бриджів, а її підкладку – до дублети. Під час негоди

### Зачіски та головні убори
На початку цього періоду волосся носили довжиною до коміра і зачісували назад від чола; дуже модні чоловіки носили на одному плечі одну довгу пасмо волосся, яку називали ловечком. Протягом цього періоду зачіски ставали довшими, а довгі локони були модними наприкінці 1630-х та 1640-х роках, що вказувало на те, що перука стала стандартним гардеробом у 1660-х роках. Французький король Людовик XIII (1601–1643) почав носити перуки в цей період у 1624 році, коли передчасно почав лисіти.
У моді були підстрижені бороди та широкі вуса.
Приблизно до 1620 року модним капелюхом був капотен з високою конічною короною, закругленою вгорі, і вузькими полями. До 1630-х років корона була коротшою, а поля ширшими, їх часто носили зігнутими або зашпиленими з одного боку та прикрашені масою страусиних пір'їв.
Щільно облягаючі очіпки, які називалися койфами або бігінами, носили лише маленькі діти та старі під капелюхами або лише вдома.

### Галерея стилів 1600-х – 1620-х років

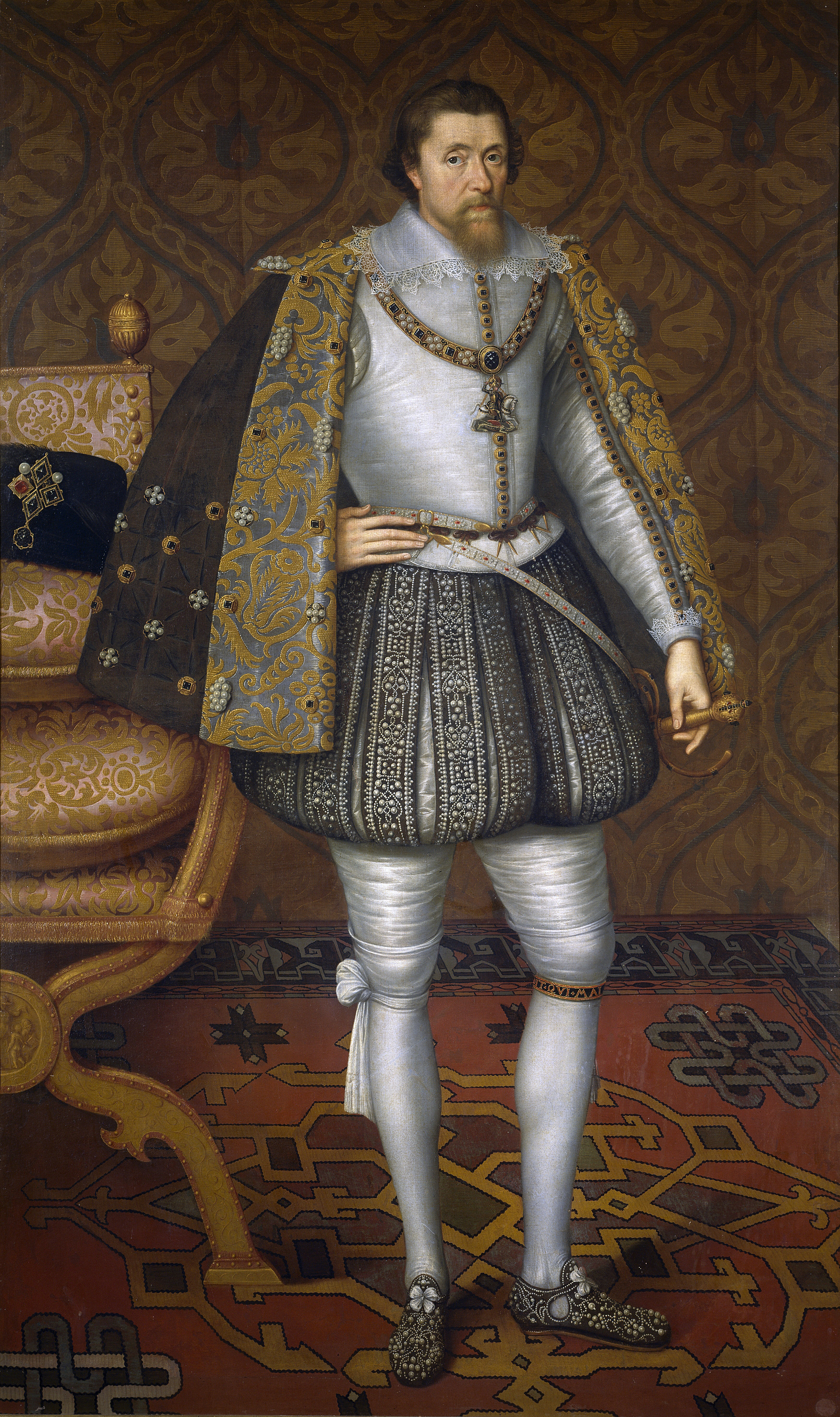
1 – 1603-1610 рр
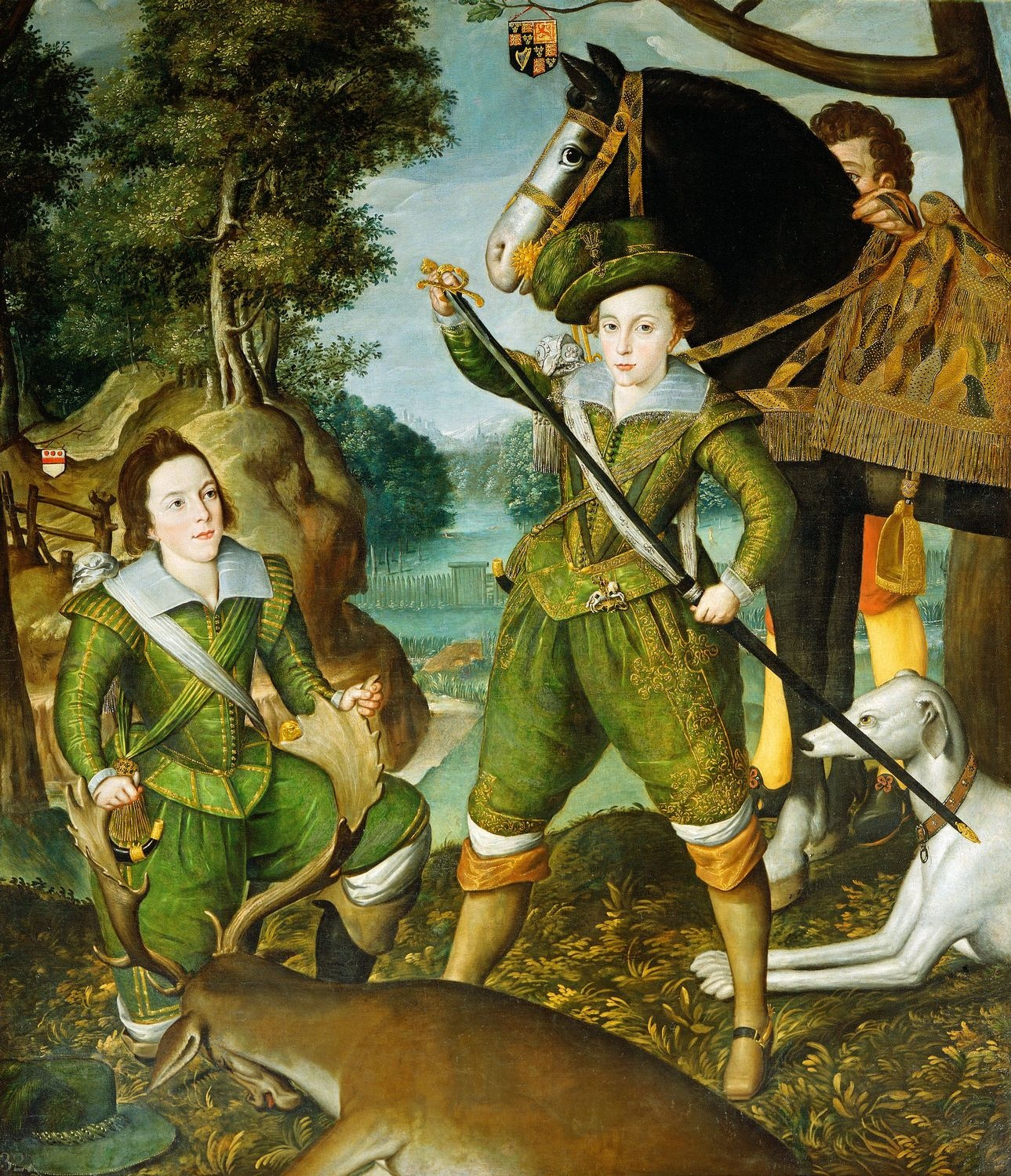
2 – 1606–1609
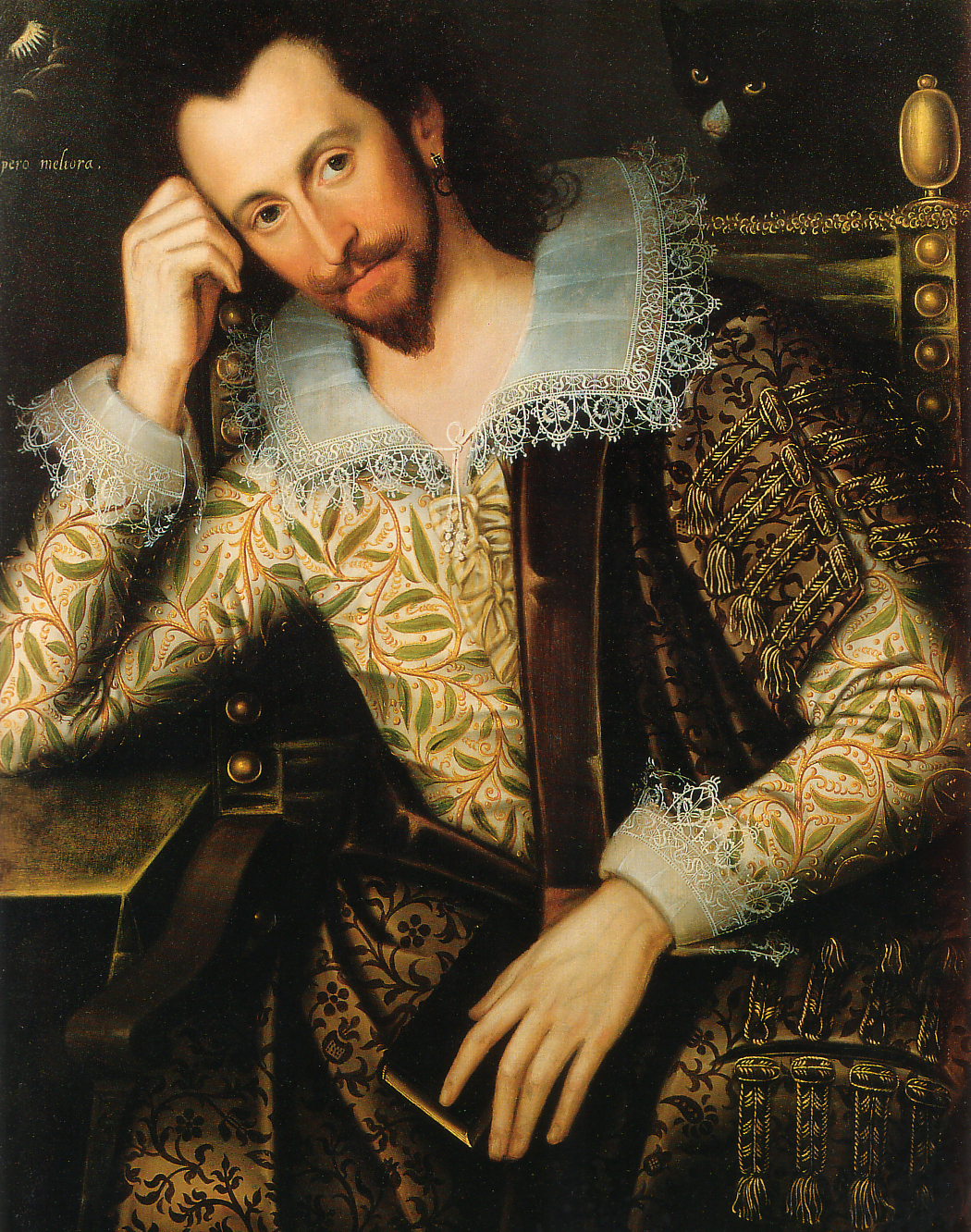
3 – бл. 1610
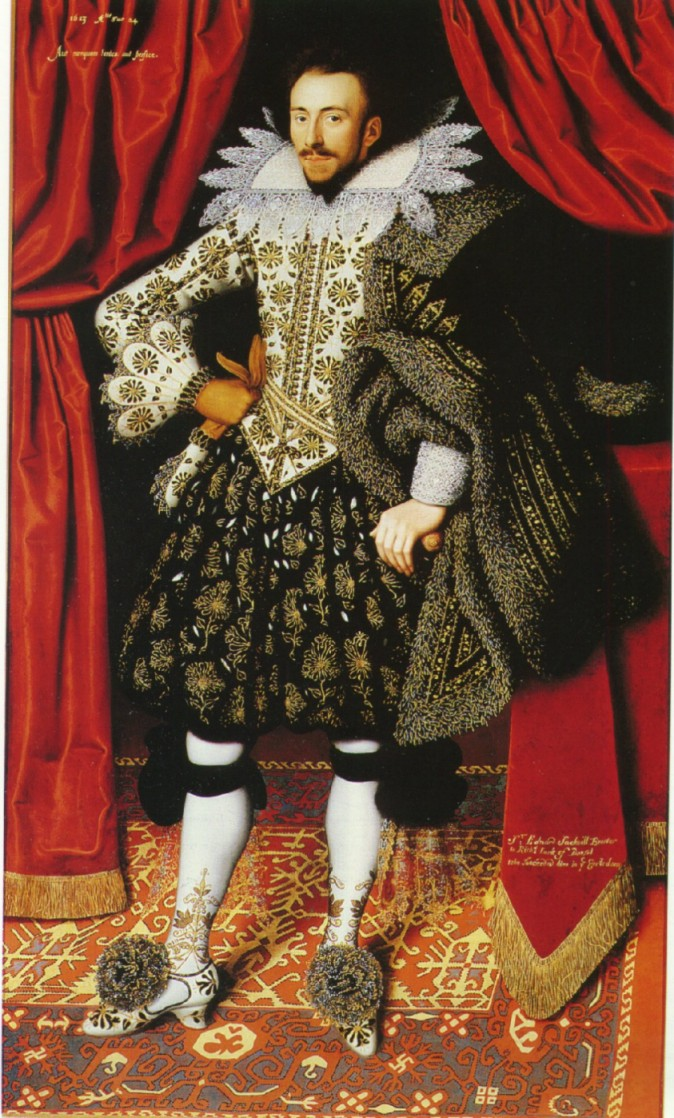
4 – 1613
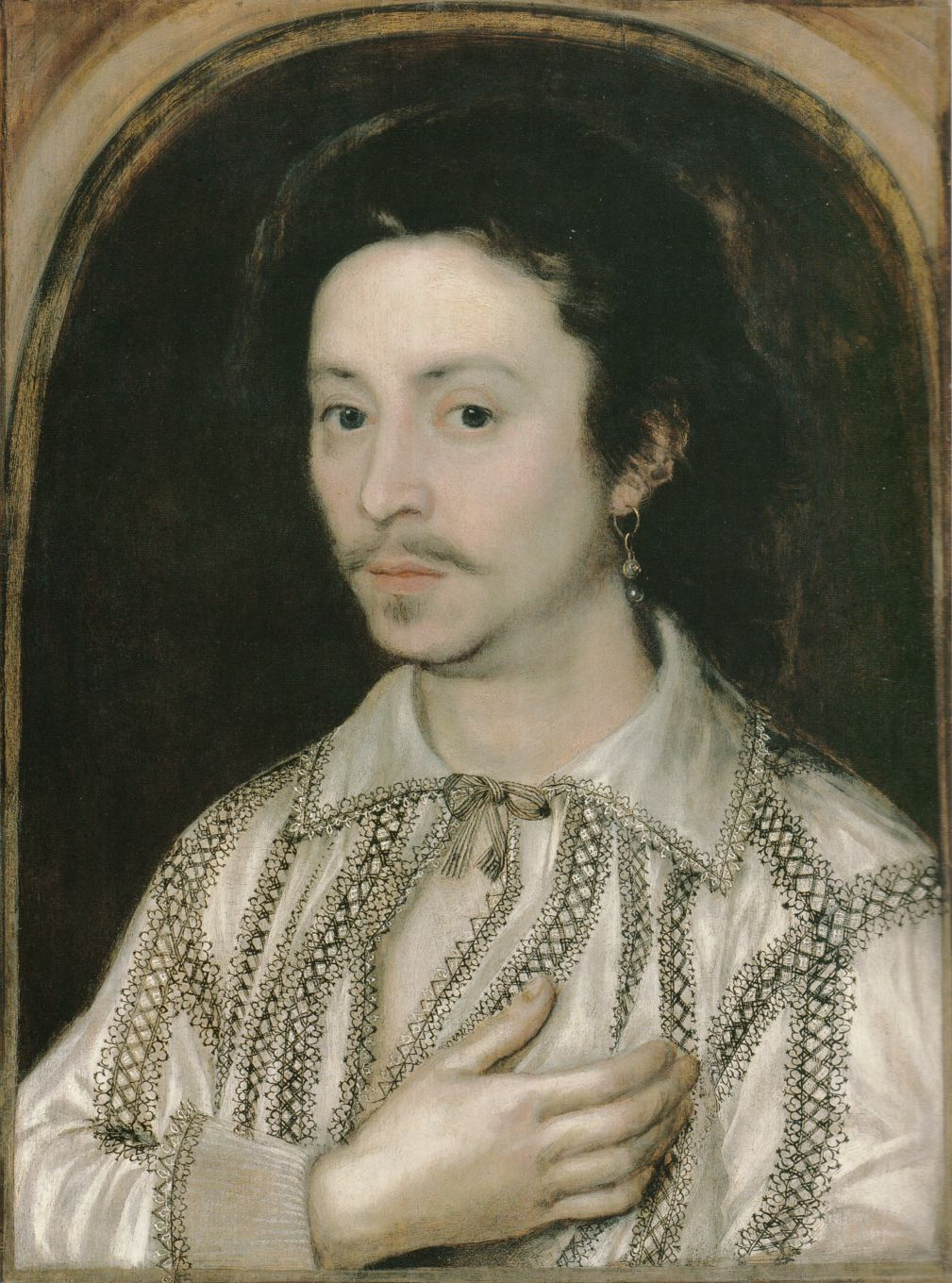
5 - 1615
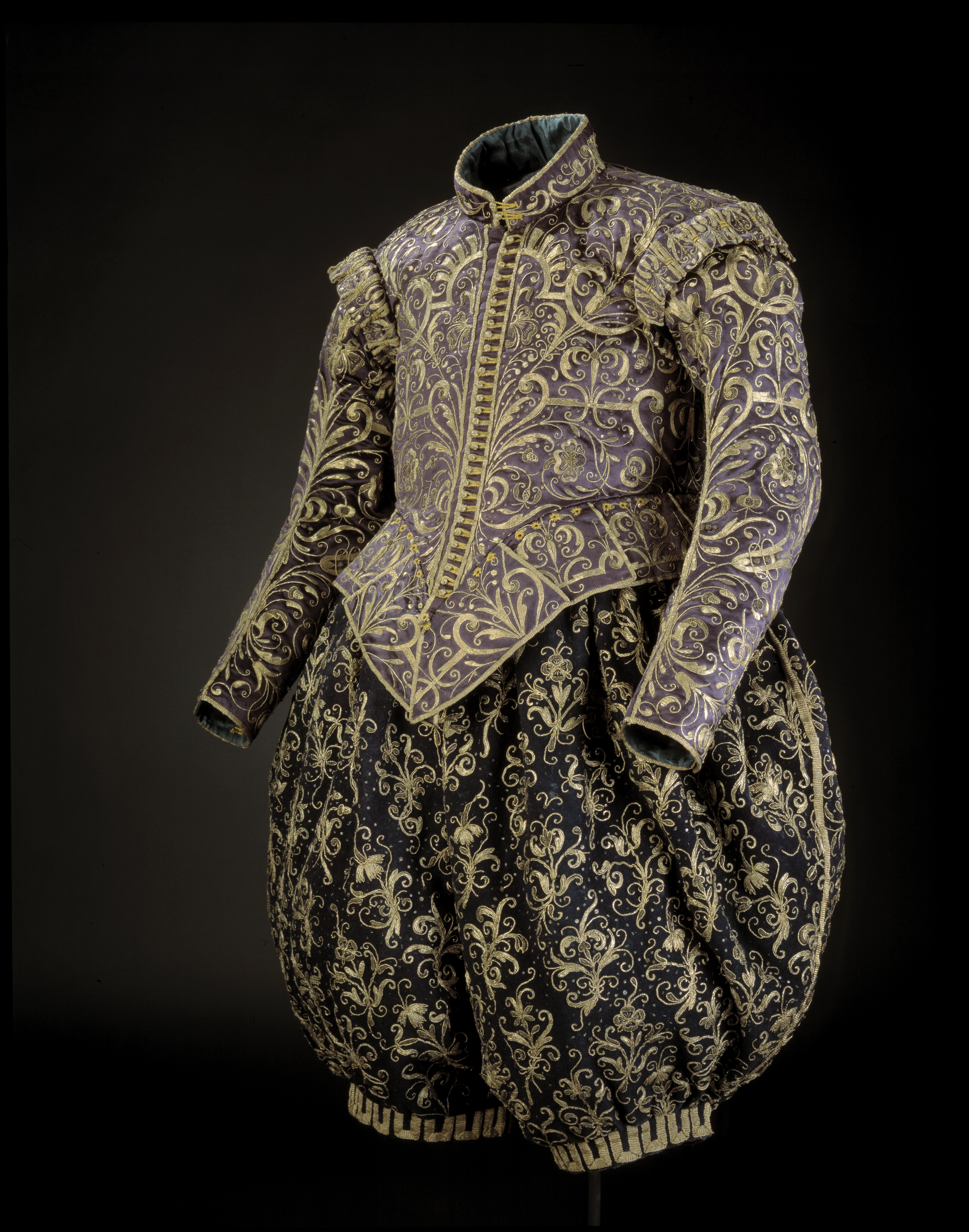
6 - 1620
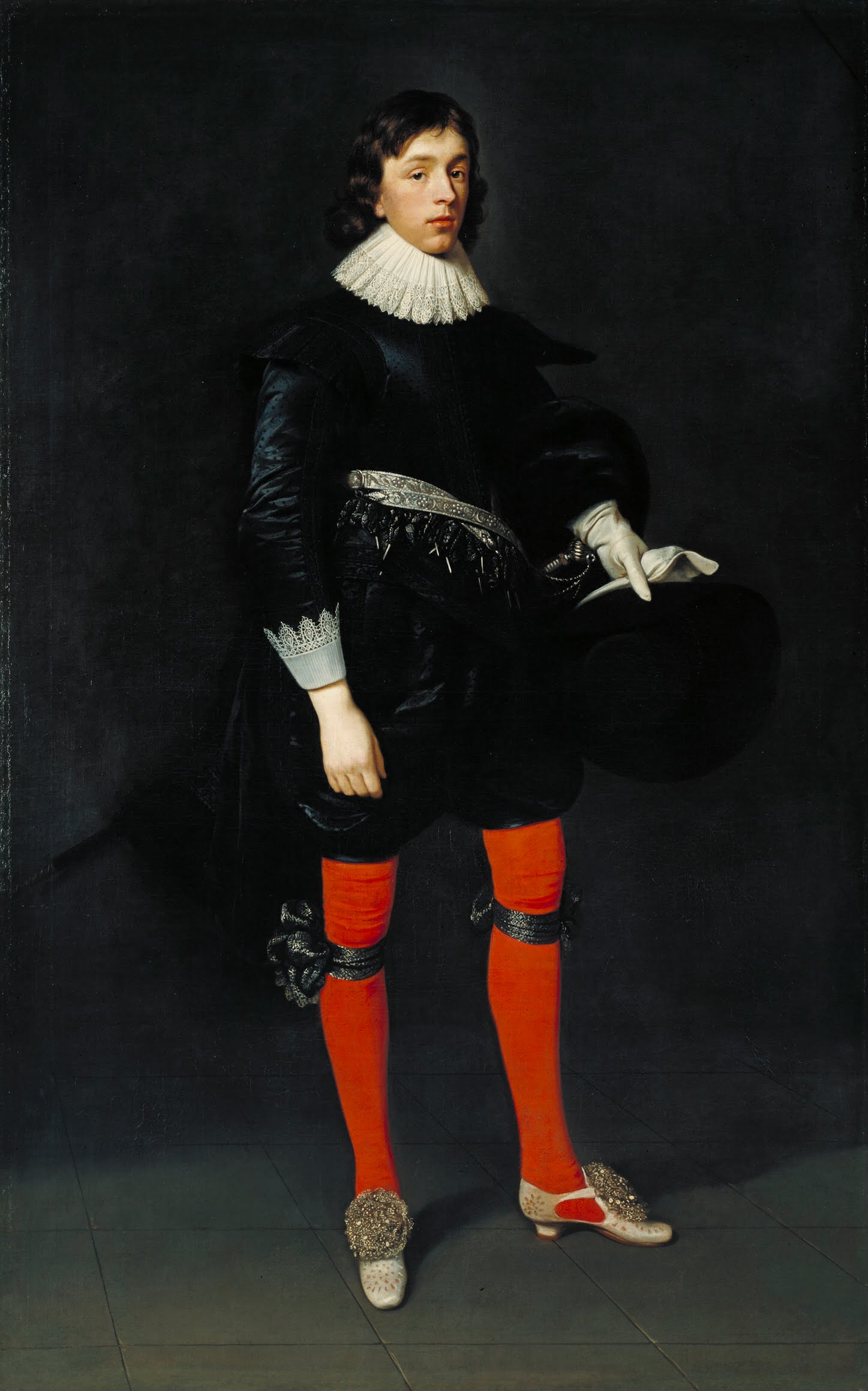
7 – 1623
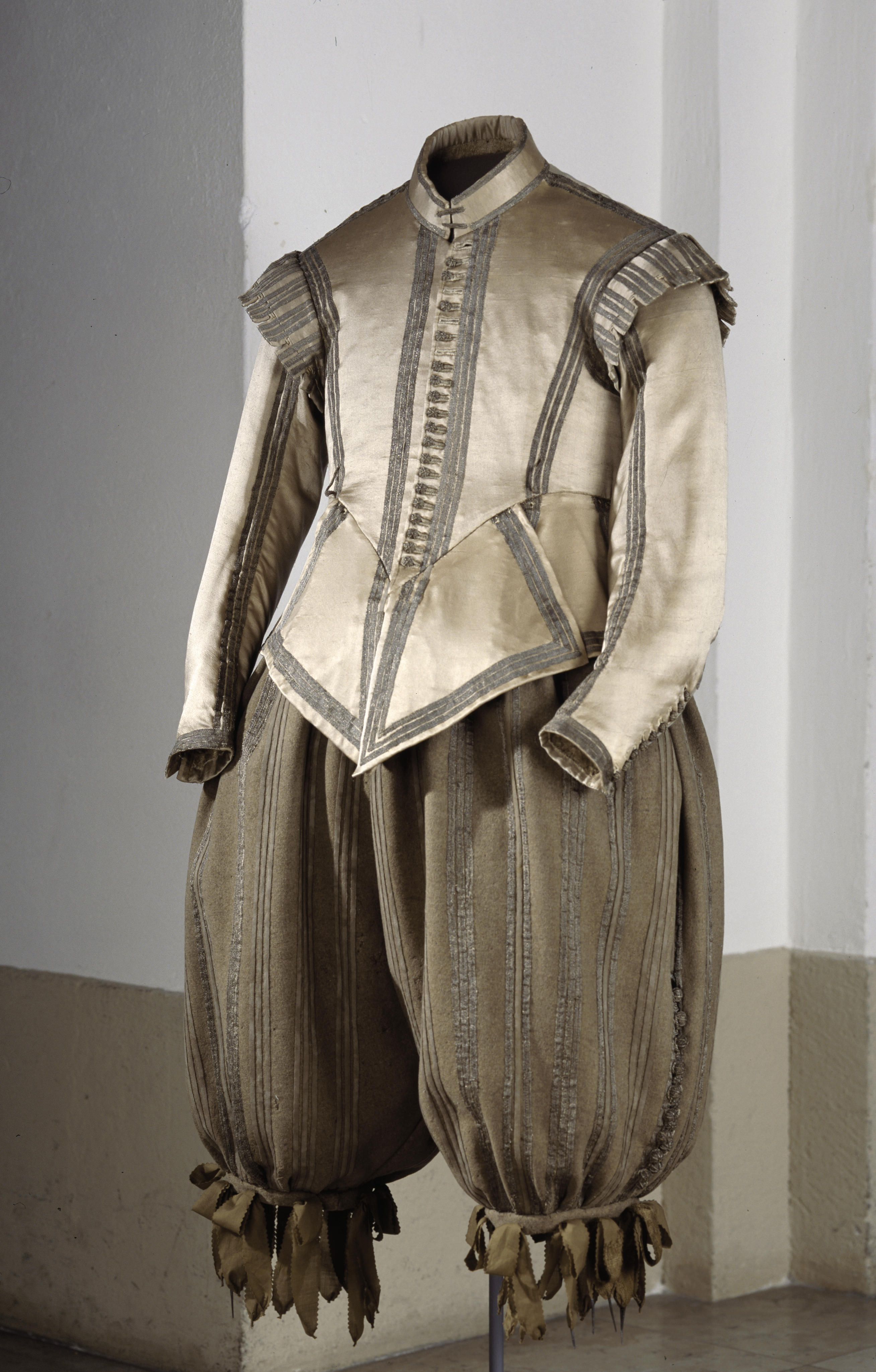
8 – 1627
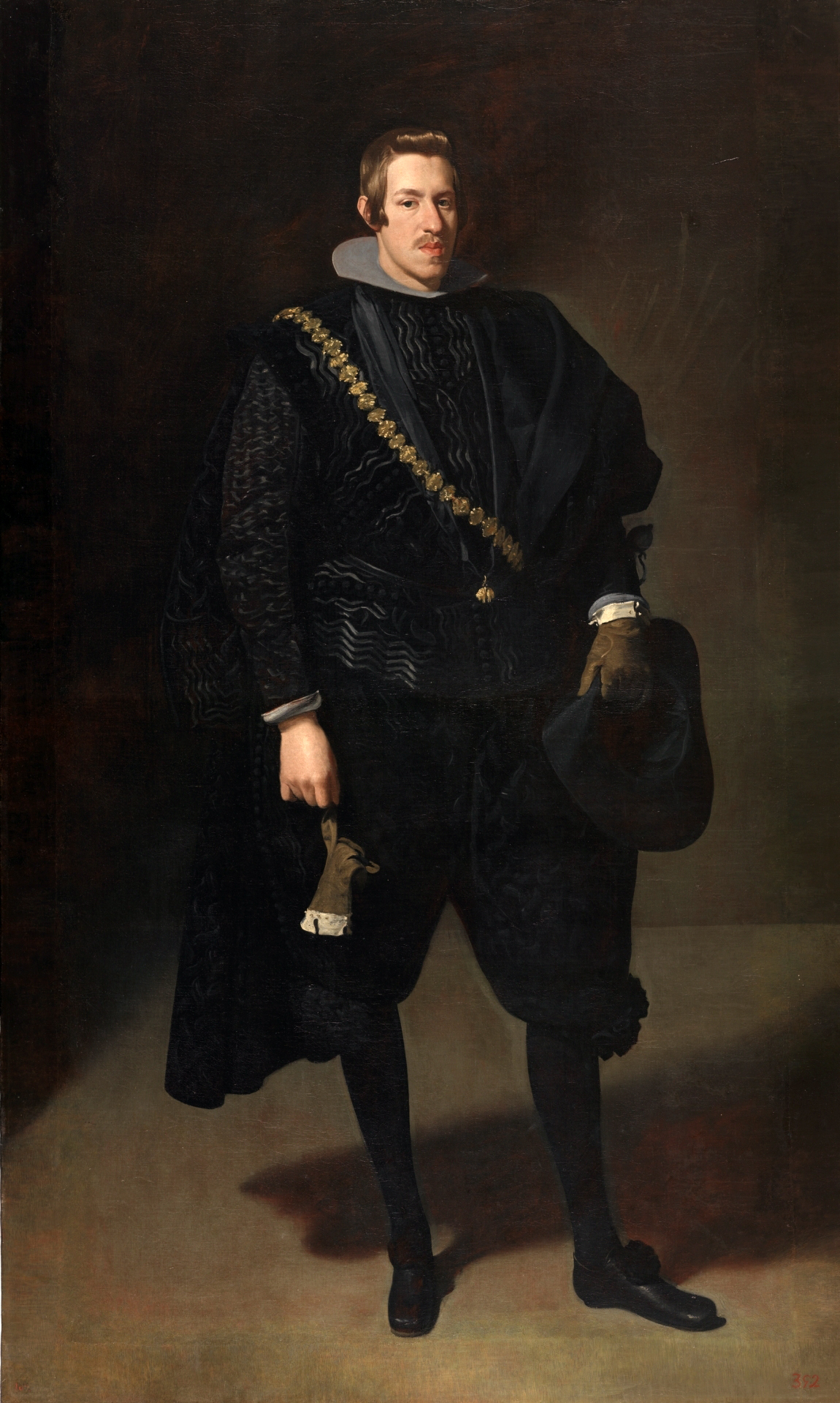
9 – 1628
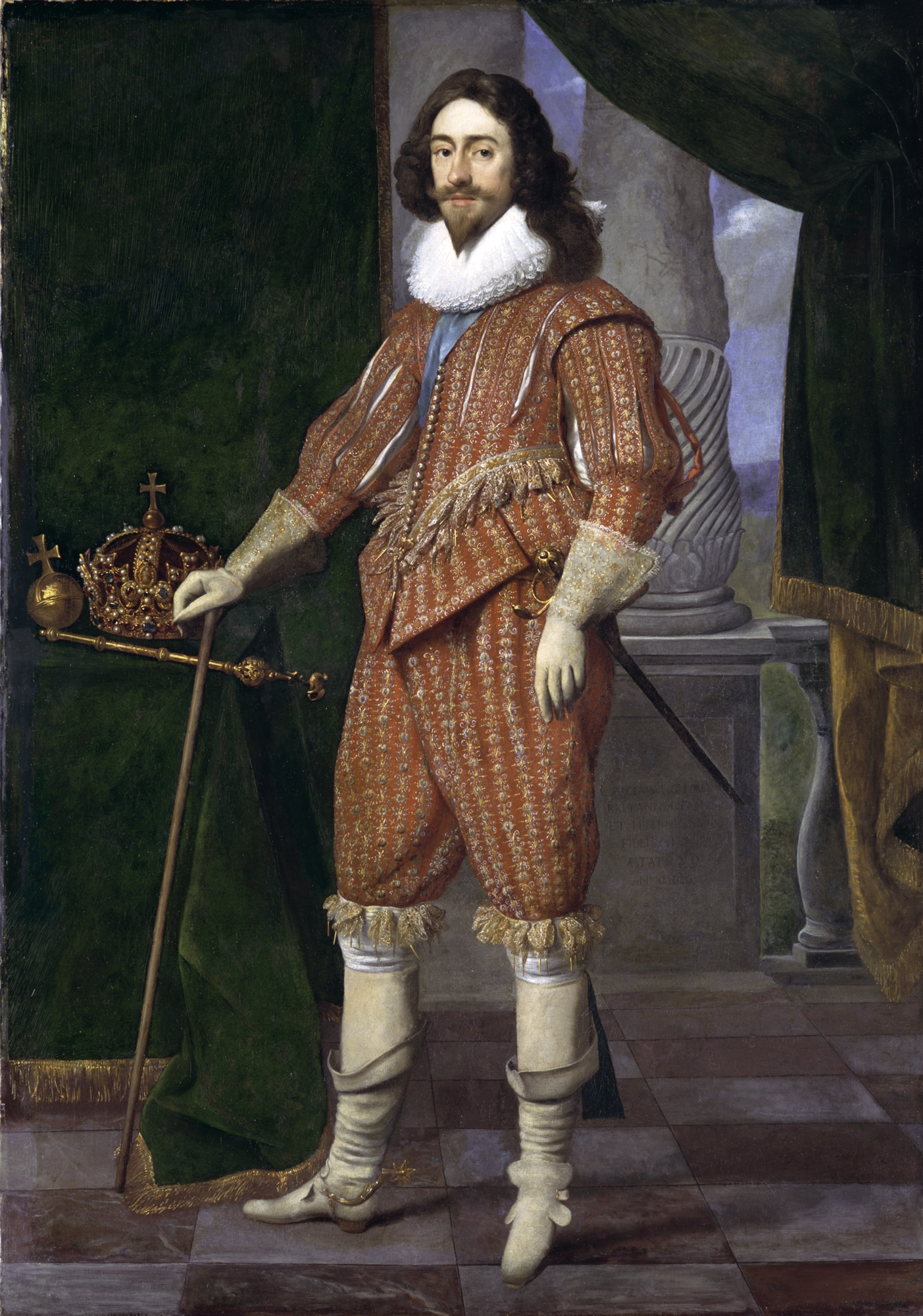
10 – 1629
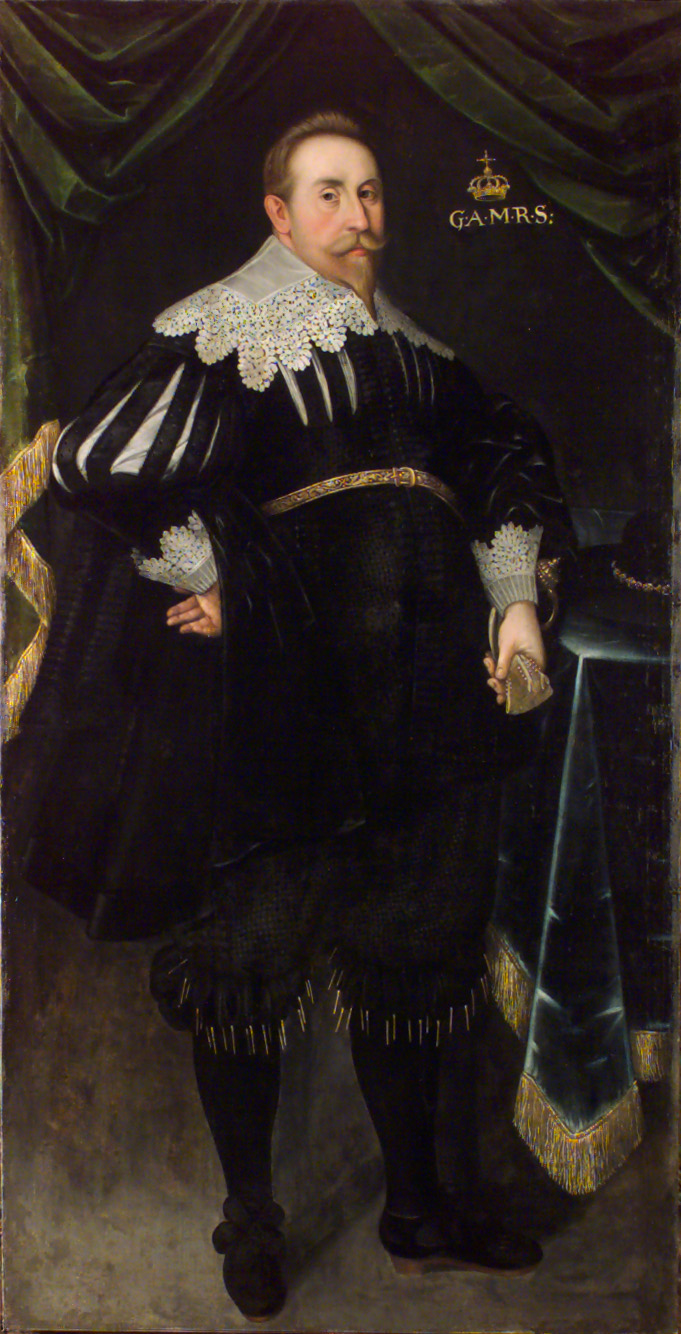
11 - 1630

1. Яків VI, 1603—1610, носить атласний дублет, дротяний вінчик та коротку накидку. Вузькі кінчики зав'язані бантами на талії. Він носить підв'язку та комір Ордена Підв'язки.
2. Юний Генріх, принц Уельський, і його супутниця носять дублети з широкими крилами та вузькими рукавами й відповідні бриджі з м'якими складками на талії. Для полювання носять прості полотняні сорочки з плоскими комірами і короткими манжетами на зап'ястях. Їхні м'які чоботи відвертаються на манжети нижче коліна, і носяться з лляними черевиками. Князь у фетровому капелюсі з пером, 1606—1609 рр.
3. Пітер Солтонстолл у модній меланхолійній позі бл. 1610, одягнена у вишиванку під коричневий халат із розрізними рукавами. На рукавах халата є ґудзики та паралельні ряди тасьми з бахромою, які утворюють петлі для ґудзиків. Видно плоскі складки або виточки, які формують його чистий комір і манжети. Він носить сережку, підвішену до чорного шнурка.
4. Річард Саквіль, 3-й граф Дорсет, носить вишуканий одяг, ймовірно, для весілля доньки короля Єлизавети в 1613 році (див. примітки на сторінці зображення). Його дублет, черевики та манжети рукавичок вишиті відповідно, він одягнений у плащ з рукавами на одній руці та широкі рейтузи.
5. Натан Філд у сорочці, прикрашеній чорною вишивкою, 1615 рік.
6. Густав II Адольф, Весільний наряд з весілля Густава II Адольфа та Марії Елеонори, 1620 р.
7. Джеймс Гамільтон носить ненакрохмалений рюш, який став популярним в Англії в 1620-х роках. Його штани сягають стегна і носяться з червоними панчохами та туфлями на підборах, 1623 рік.
8. Шовковий дублет і вадмальові бриджі, які носив Густав II Адольф, 1627 рік.
9. Дон Карлос з Іспанії одягнений у чорну дублетку з малюнком, широкі чорні бриджі, чорні панчохи та чорні черевики на плоскій підошві. Він носив чорний капелюх з широкими полями, 1628 рік.
10. Карл I. До 1620-х років дублети все ще були загостреними, але лінія талії піднімалася над довгими спідницями. Рукава розкроєні до ліктя і облягали донизу. Стрічки мають більш складні банти, а рукави завершили перехід до бриджів.
11. Густав II Адольф, король Швеції (1611—1632), носить шведську протестантську моду XVII століття. Чоботи, прикрашені квітами, дублета, манжети та прозорий комір.

### Галерея стилів 1630–1640-х років

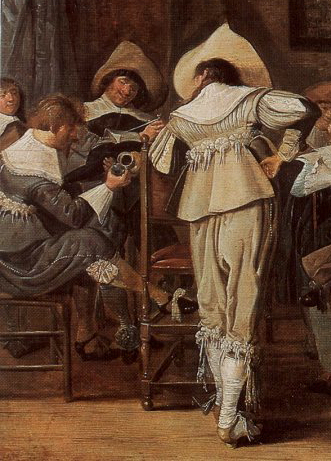
1 – 1630-ті рр.
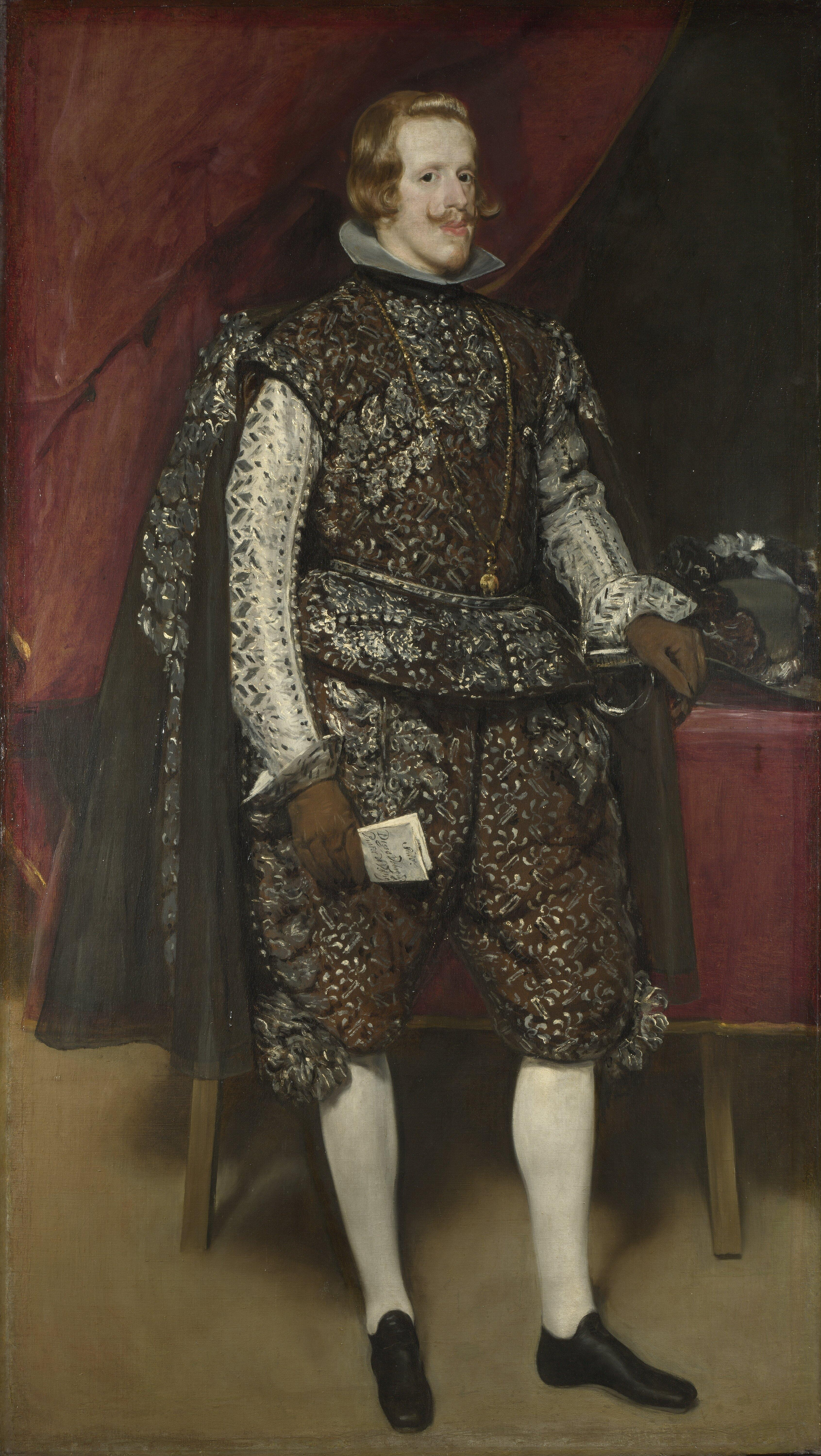
2 – 1631–1632 рр.
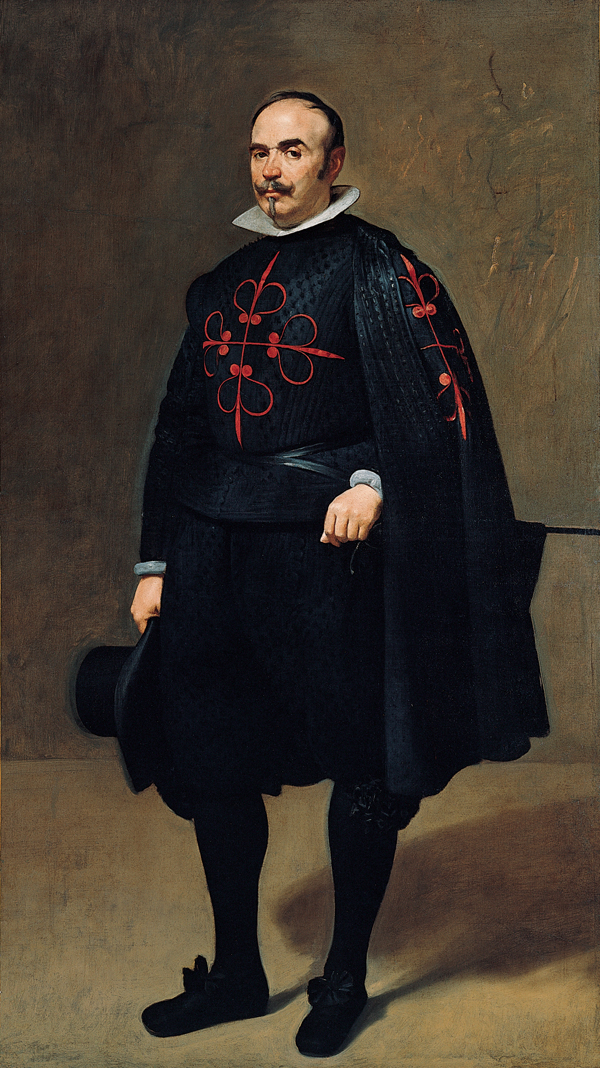
3 – 1632
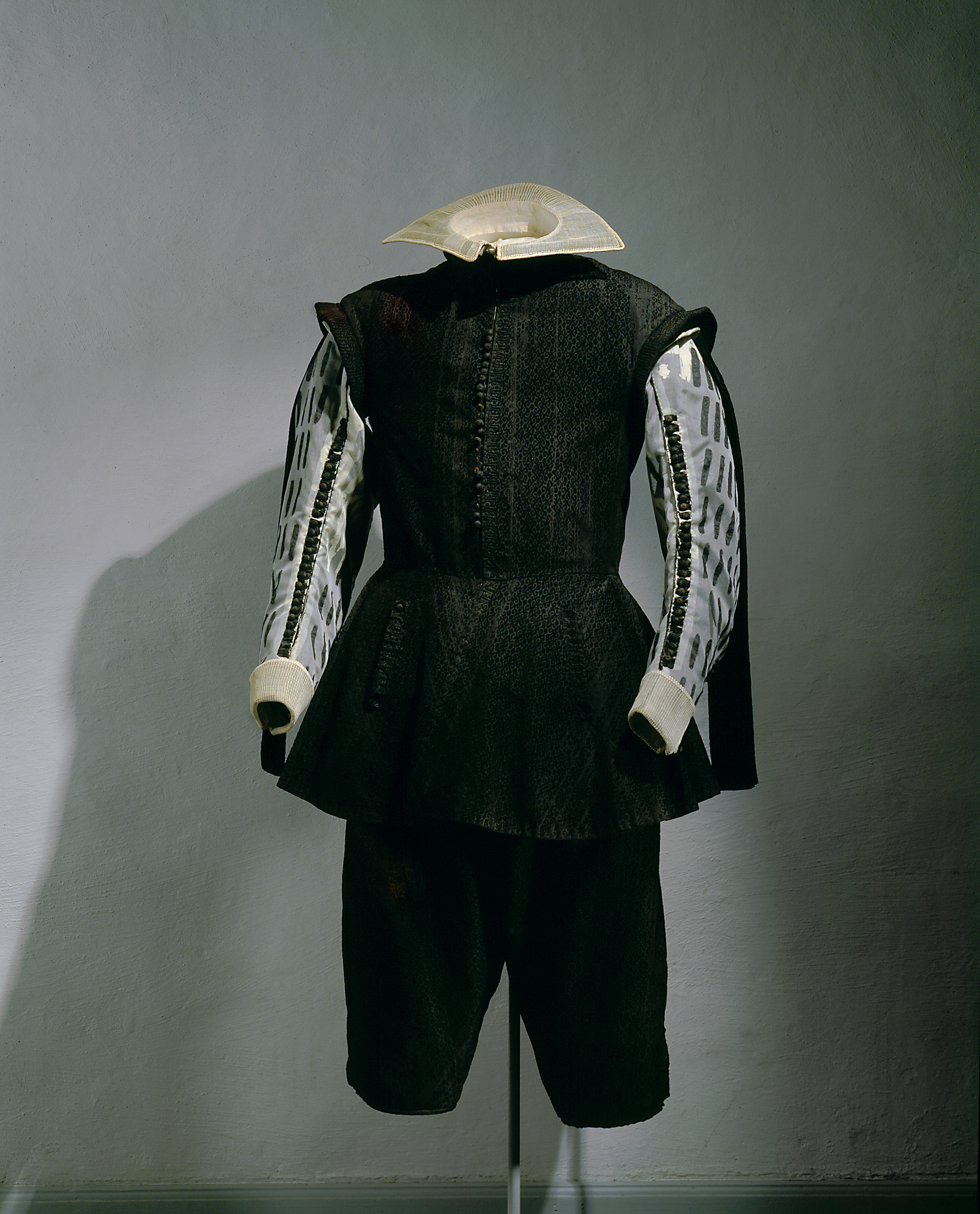
4 – 1630-ті чи 1640-ті роки
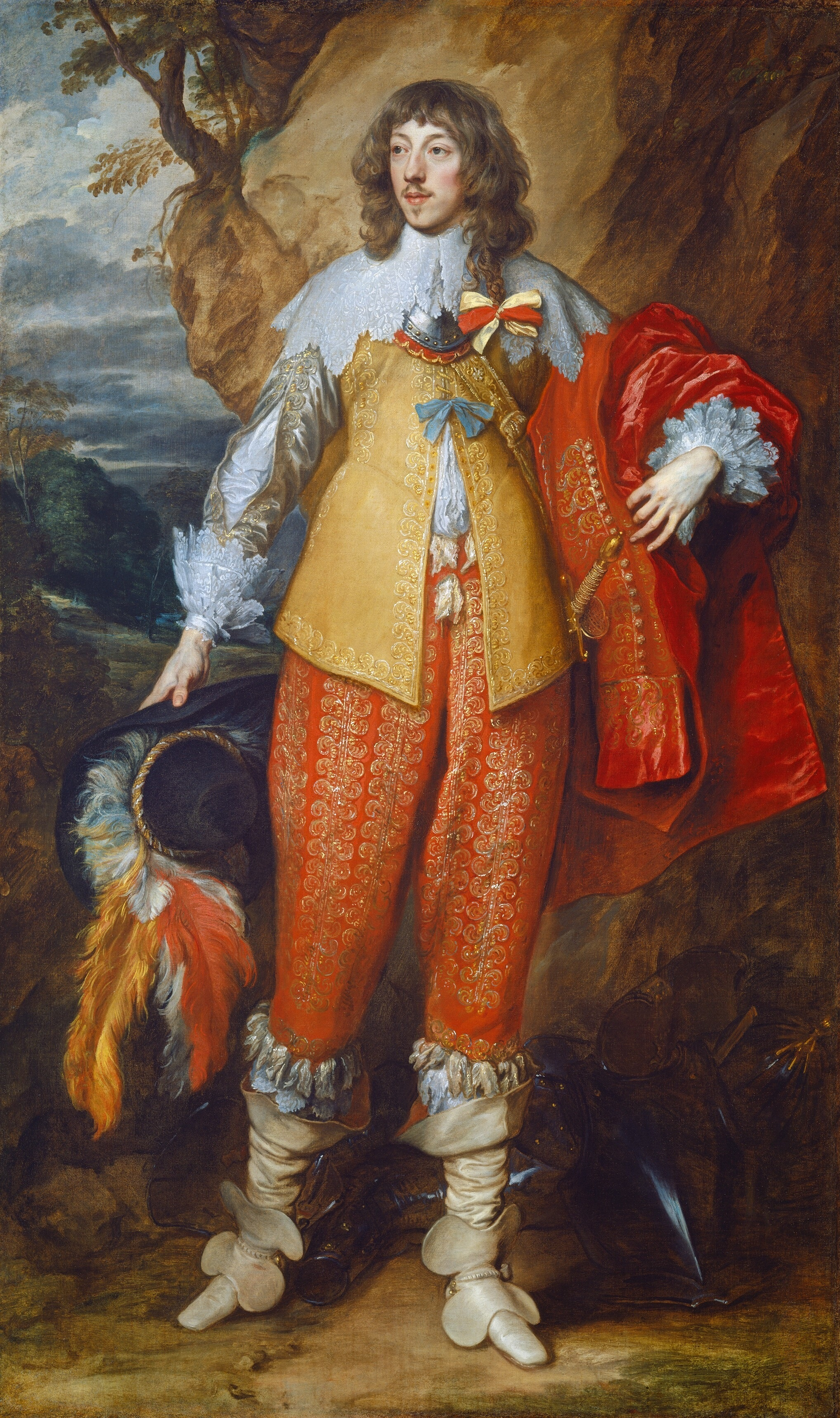
5 – 1634
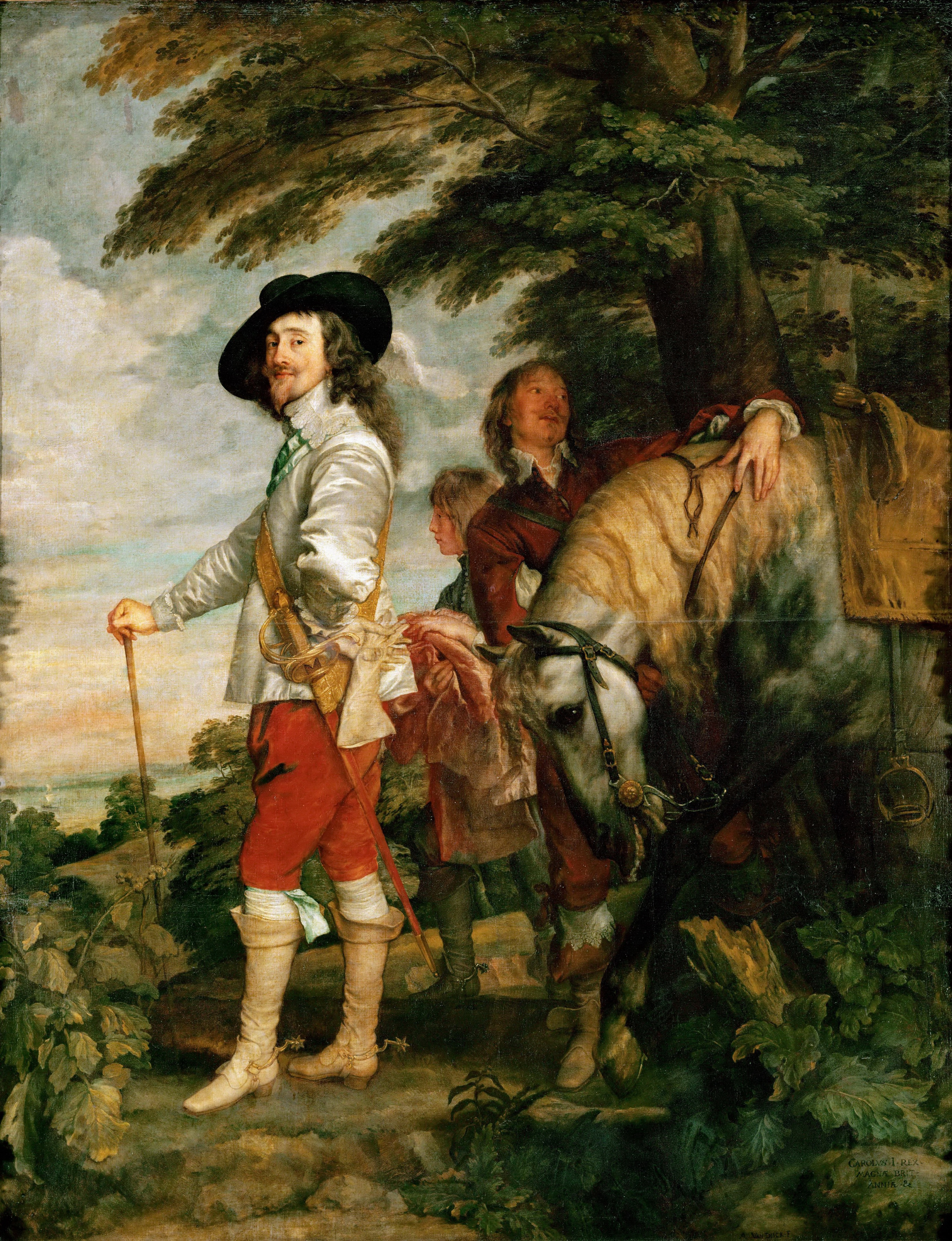
6 – 1635
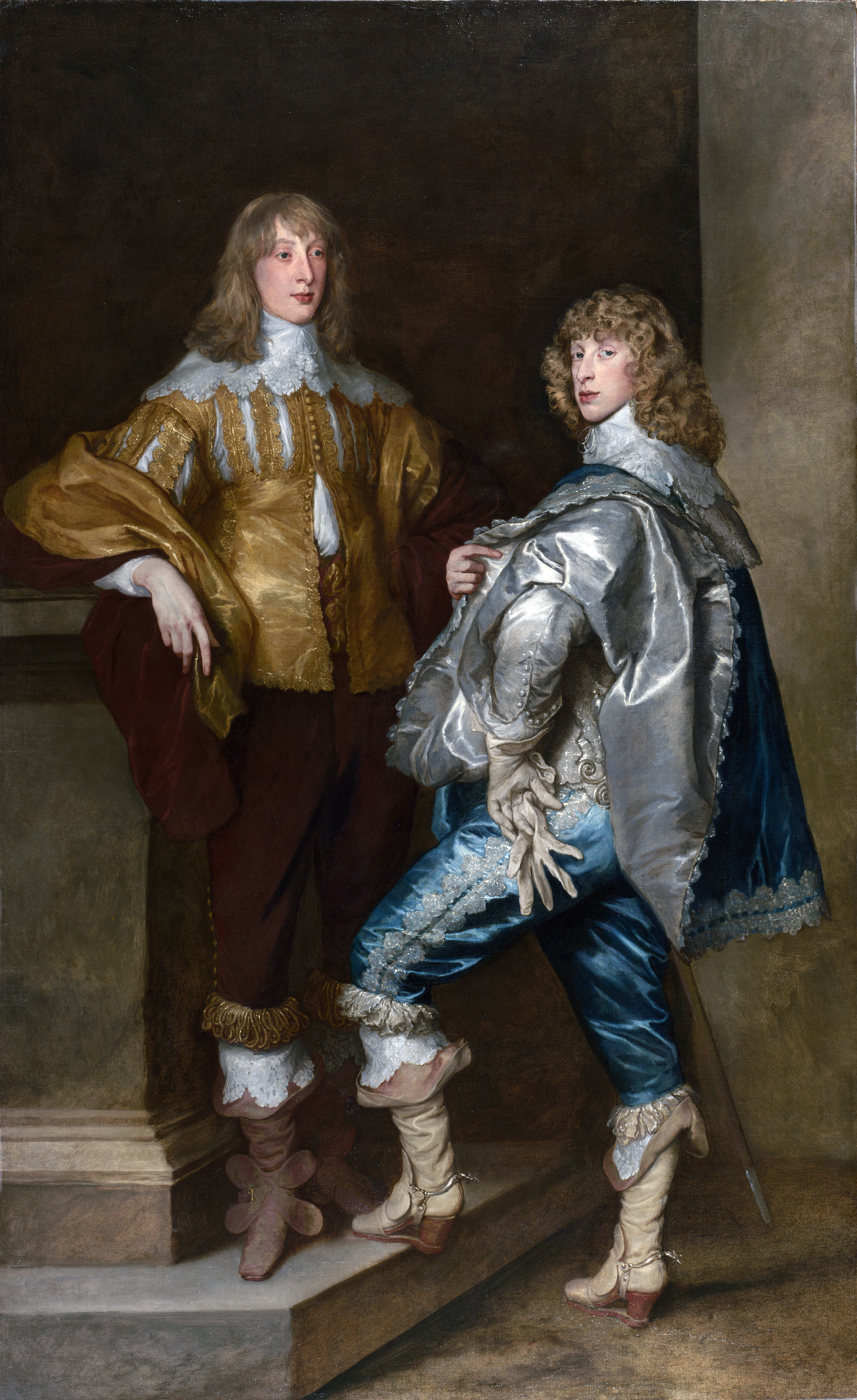
7 – бл. 1638
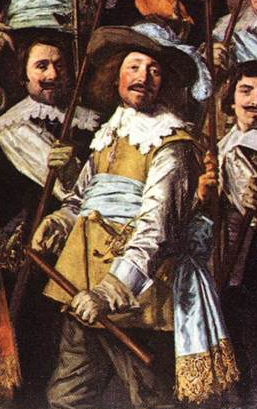
8 – 1639
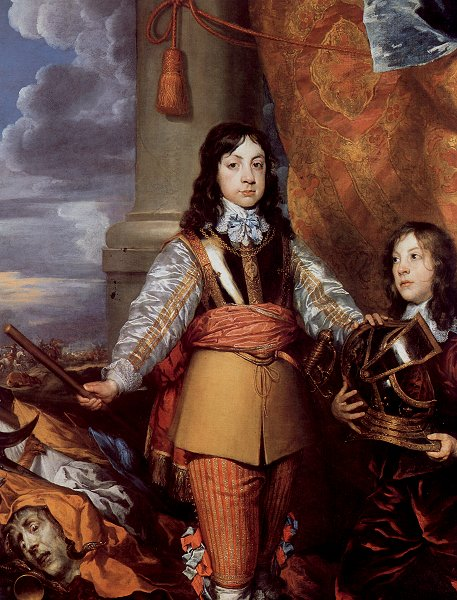
9 – 1642
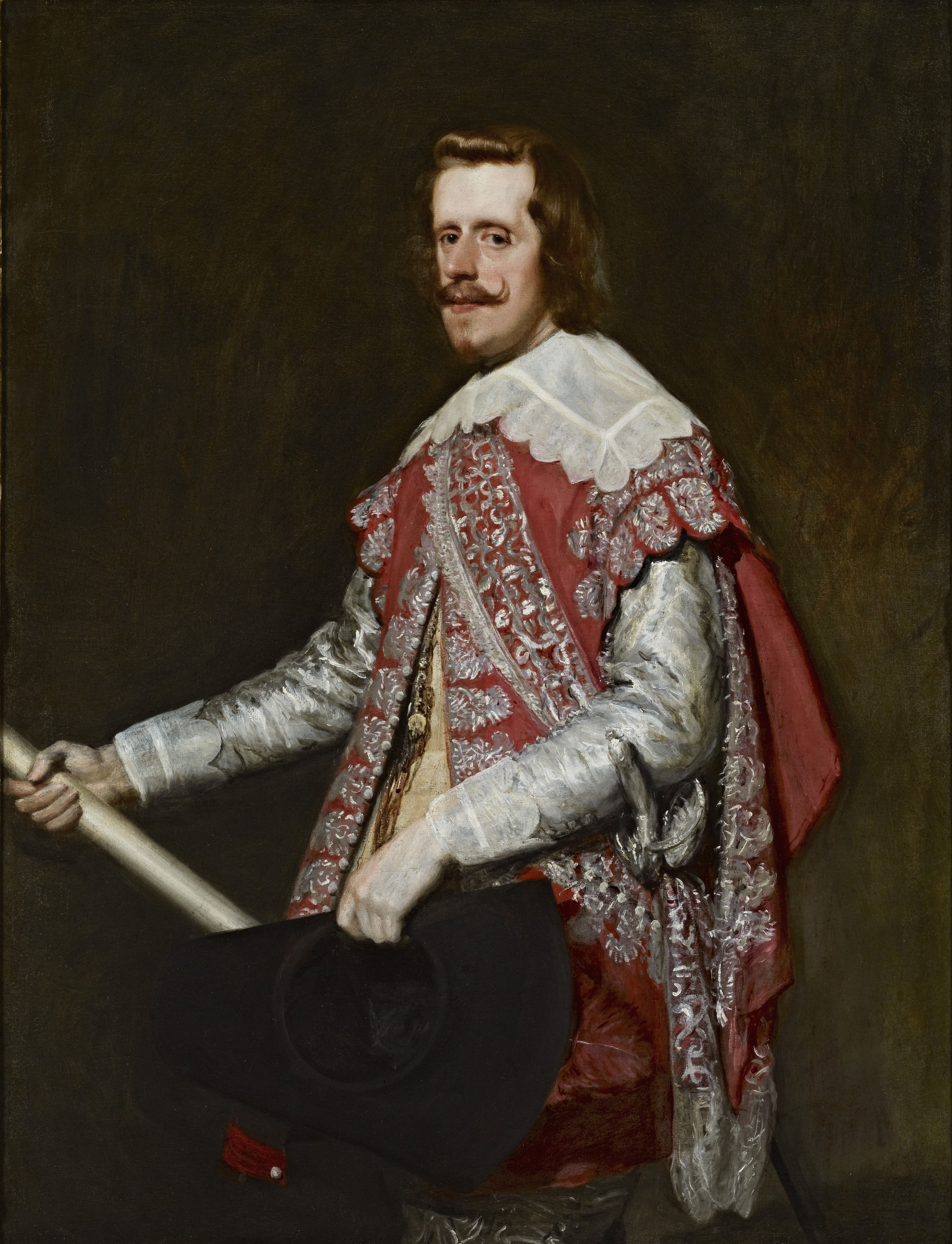
10 – 1644

1. Голландська мода. Куртка з коротким поясом розкроєна на спині.
2. Король Іспанії Філіп IV носить бриджі, дублет коричневого та срібного кольорів і темний плащ, оздоблений срібним мереживом. Його рукава білі, він носить білі панчохи, прості чорні черевики та коричневі шкіряні рукавички, 1631—1632 рр.
3. Дон Педро де Барберана і Апаррегі носить одяг консервативної іспанської моди 1632 року.
4. Іспанський костюм 1630-х або 1640-х років, включаючи голілу, жорсткий лляний комір, що виступає під прямим кутом від шиї.
5. Генріх II Лотарингський, герцог де Гіз, у шкіряній куртці з темно-червоної шкіри та горжеті (на шиї) солдата. Його куртка відкрита від середини грудей, а бриджі пасують до накидки, 1634 рік.
6. Дублет Карла I 1635 року має завужену талію, а загострення зникли. Він носить широкополий капелюх і черевики.
7. Роялістський стиль: брати лорд Джон Стюарт і лорд Бернард Стюарт носять контрастні атласні дублети та бриджі, короткі плащі з атласною підкладкою та високі коміри з розкішними мереживними фестонами. Їхні чоботи на високих підборах мають глибокі манжети та носяться поверх черевиків із мереживною верхівкою, бл. 1638 рік.
8. Голландський цивільний гвардієць носить шкіряну куртку з вузькою талією та широкий пояс, що вважалося модним серед солдатів. 1639 рік.
9. Молодий Чарльз, принц Уельський (пізніше Карл II), одягнений у солдатську куртку, пояс і напівброню поверх модного дублета та бриджів, оздоблених стрічками.
10. Король Іспанії Філіп IV у військовому однострої 1644 року має широкий лляний комір і відповідні манжети. Його коротка сукня з рукавами або сутана червоного кольору з металевою вишивкою одягнена поверх шкіряної куртки та сріблясто-сірих рукавів. Він носить широкополий чорний капелюх, зсунутий з одного боку.

## Взуття

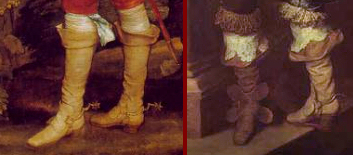
Чоботи з ботинками, початок (ліворуч) та завершення (праворуч) 1630-х років

Взуття на плоскій підошві носили приблизно до 1610 року, від якого став популярним низький каблук. Стрічка на ступінаторі, яка з'явилася на взутті кінця XVI століття перетворилася на вишукані мереживні або стрічкові розетки, які називаються взуттєвими трояндами, які носили наймодніші чоловіки та жінки того часу. Вдома носили пантофлі без задника.
До 1620-х років для носіння як вдома, так і на вулиці стали популярними чоботи на підборах. Самі чоботи зазвичай були відвернуті нижче коліна; верхи черевиків ставали ширшими, поки в 1630-х роках не з'явилися чоботи типу «ковш-топ», пов'язані з трьома мушкетерами. Ремінці для острог мали декоративну шкіру для шпор у формі метелика на підніжжі.
Деревняки або патети носили на вулиці поверх черевиків і чобіт, щоб високі підбори не потонули в м'якому бруді.
На початку цього періоду панчохи мали складні рисунки або вишивку на кісточках. Під чоботи одягали бутоси з міцного льону, щоб захистити тонкі в'язані панчохи. які могли бути оброблені мереживом.

## Дитяча мода
Маленькі хлопчики носили сукні або спідниці та комбінезони, доки їм не одягали штани.

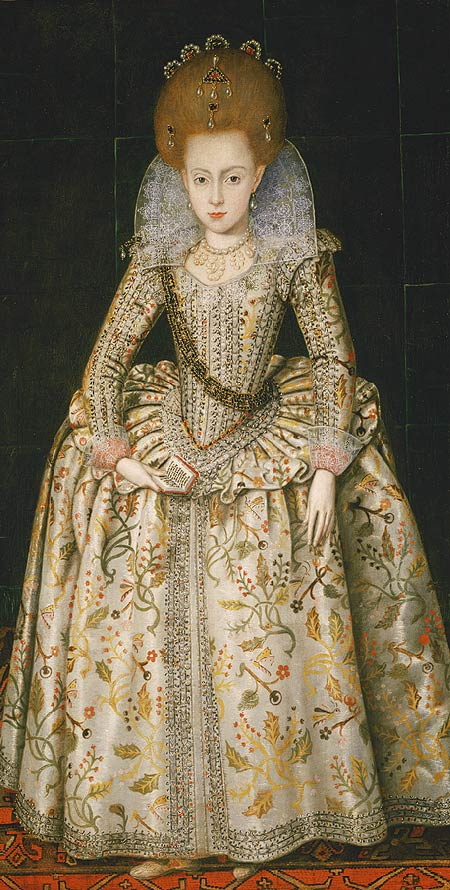
1 – англійська, 1606
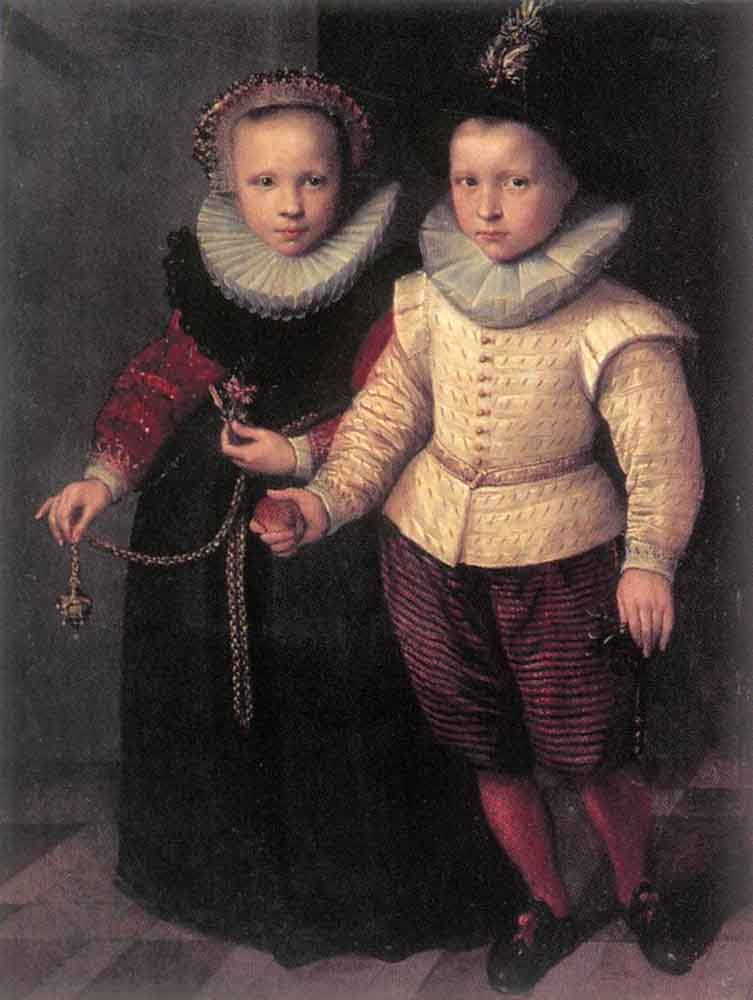
2 – Голландська, 1 квартал XVII ст.
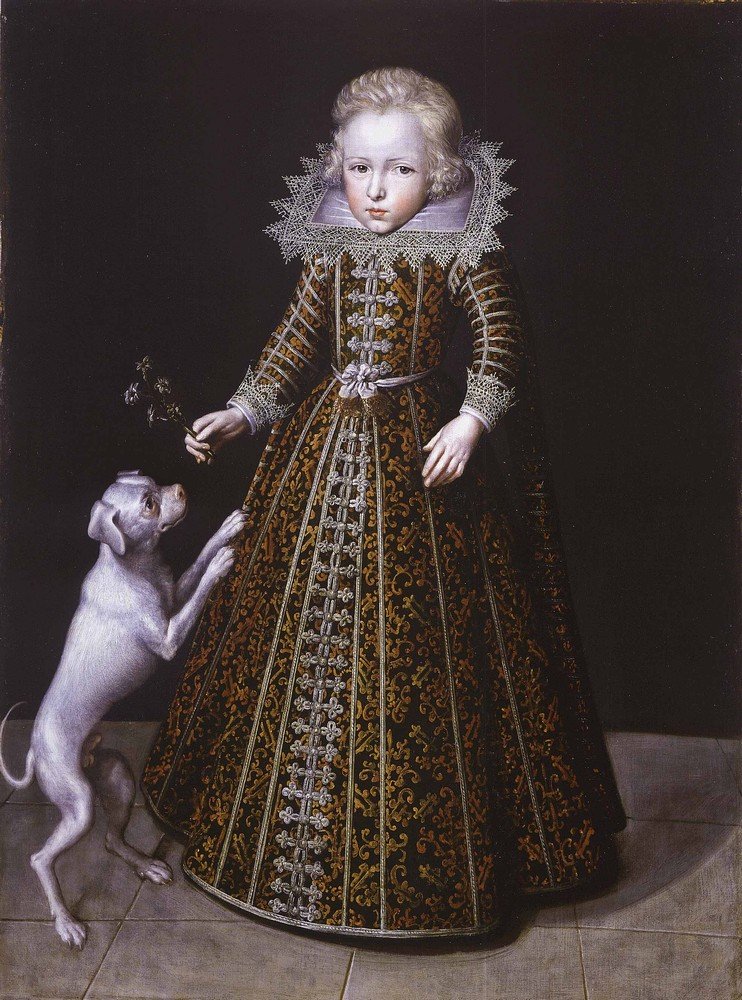
3 – Принц Ульрік Данський, бл. 1615
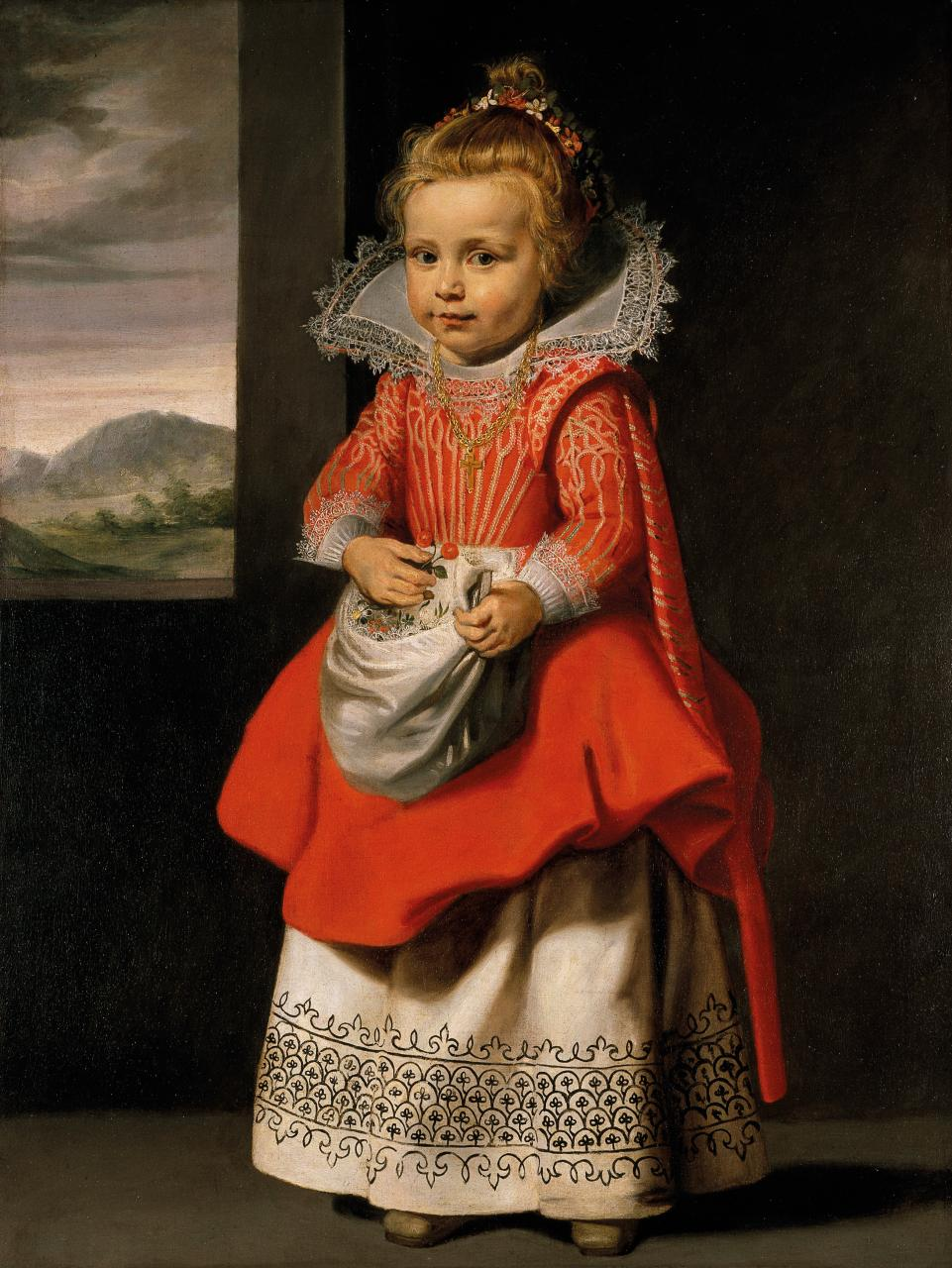
4 – голландська, бл. 1623 рік
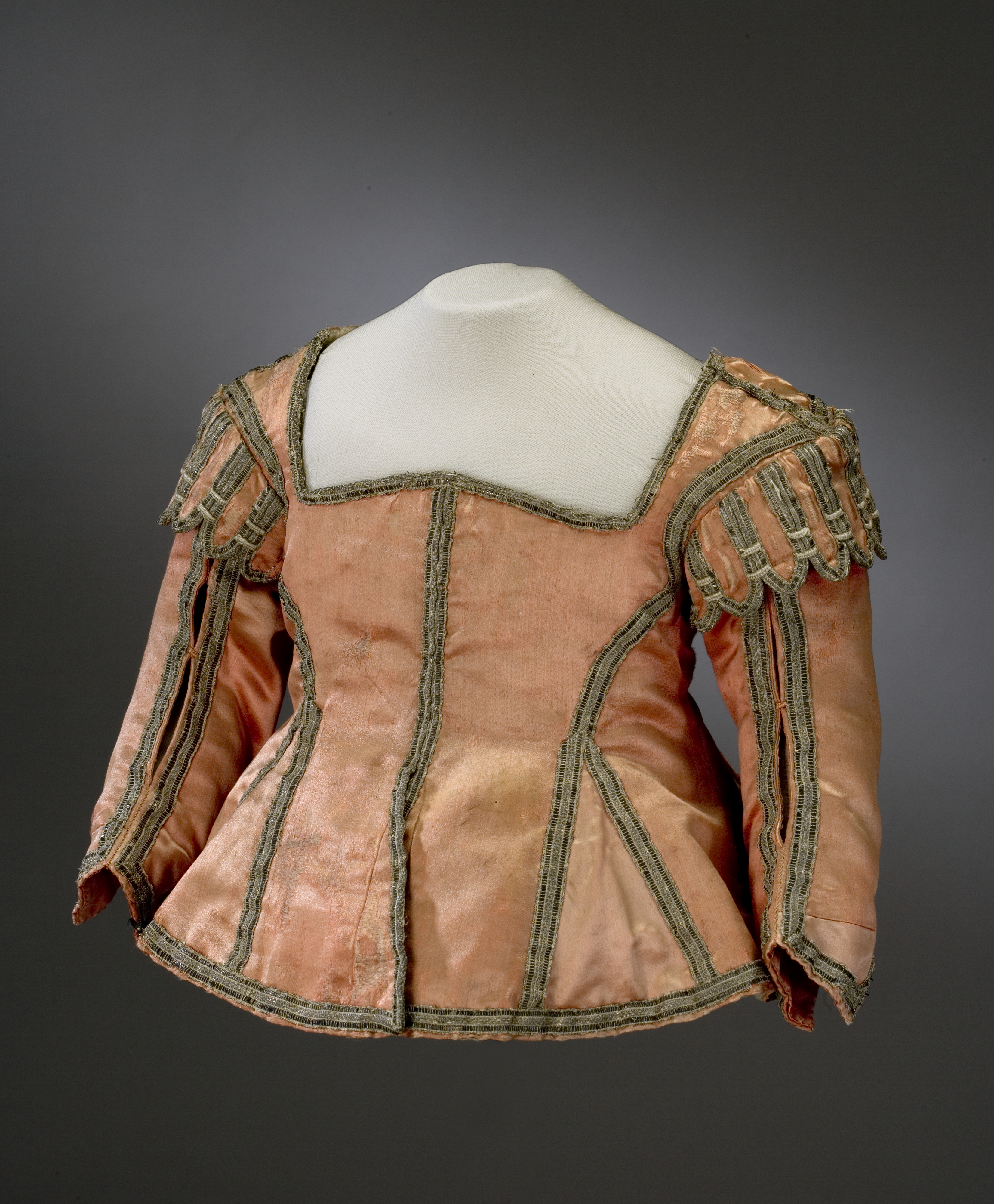
5 – Піджак, який носила Христина Шведська у 2-річному віці, бл. 1629 р.
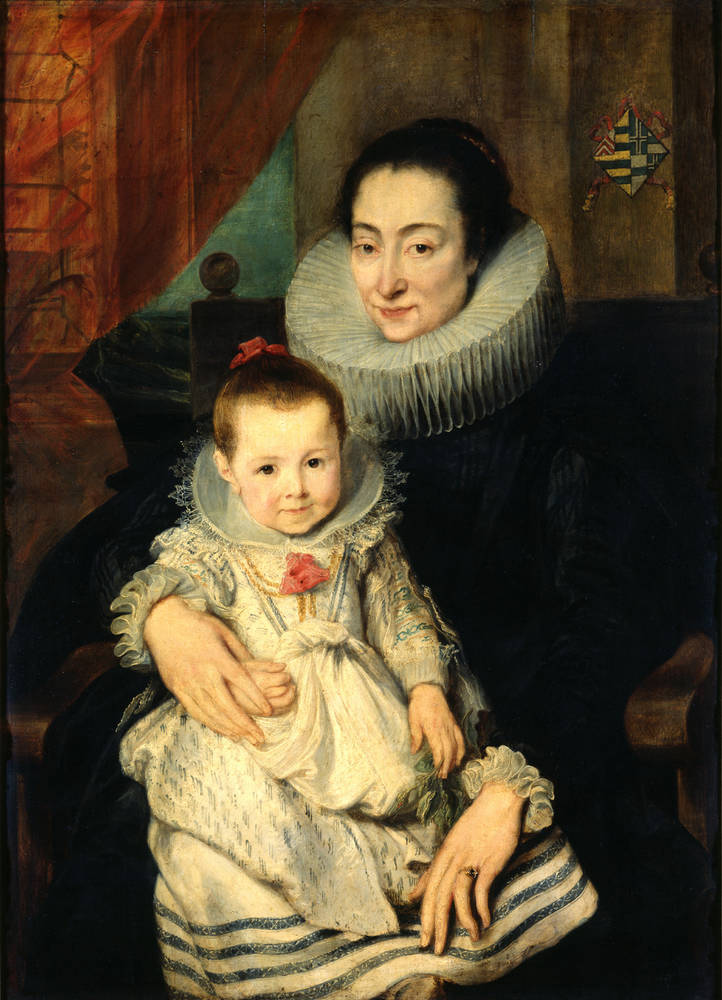
6 – голландці, перша половина XVII ст.
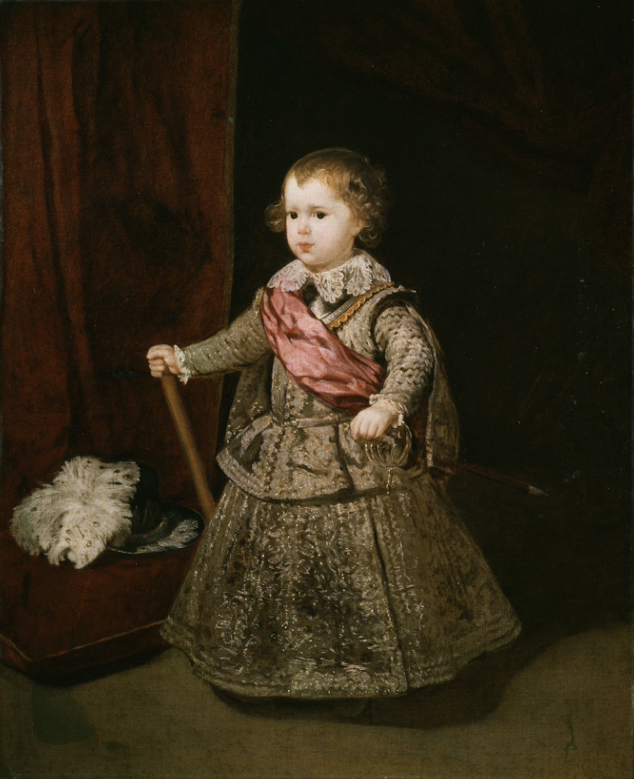
7 – іспанська, 1630–1633 рр.
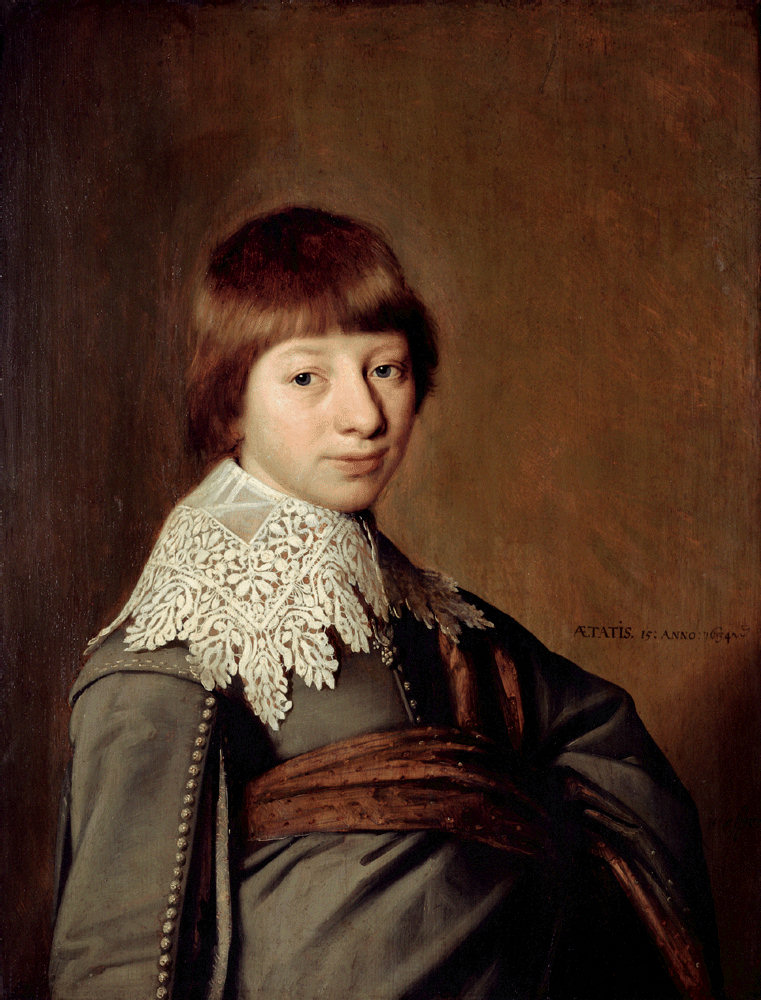
8 – голландська, 1634
9 – голландська, 1636
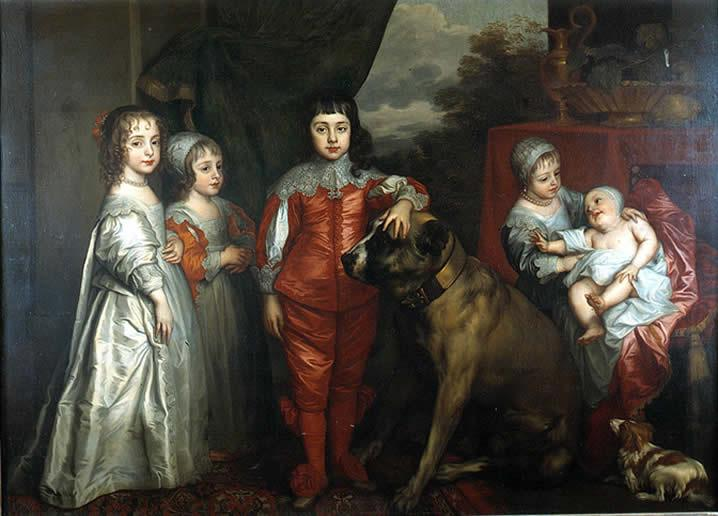
10 – англійська,Карл I у дитинстві, 1637
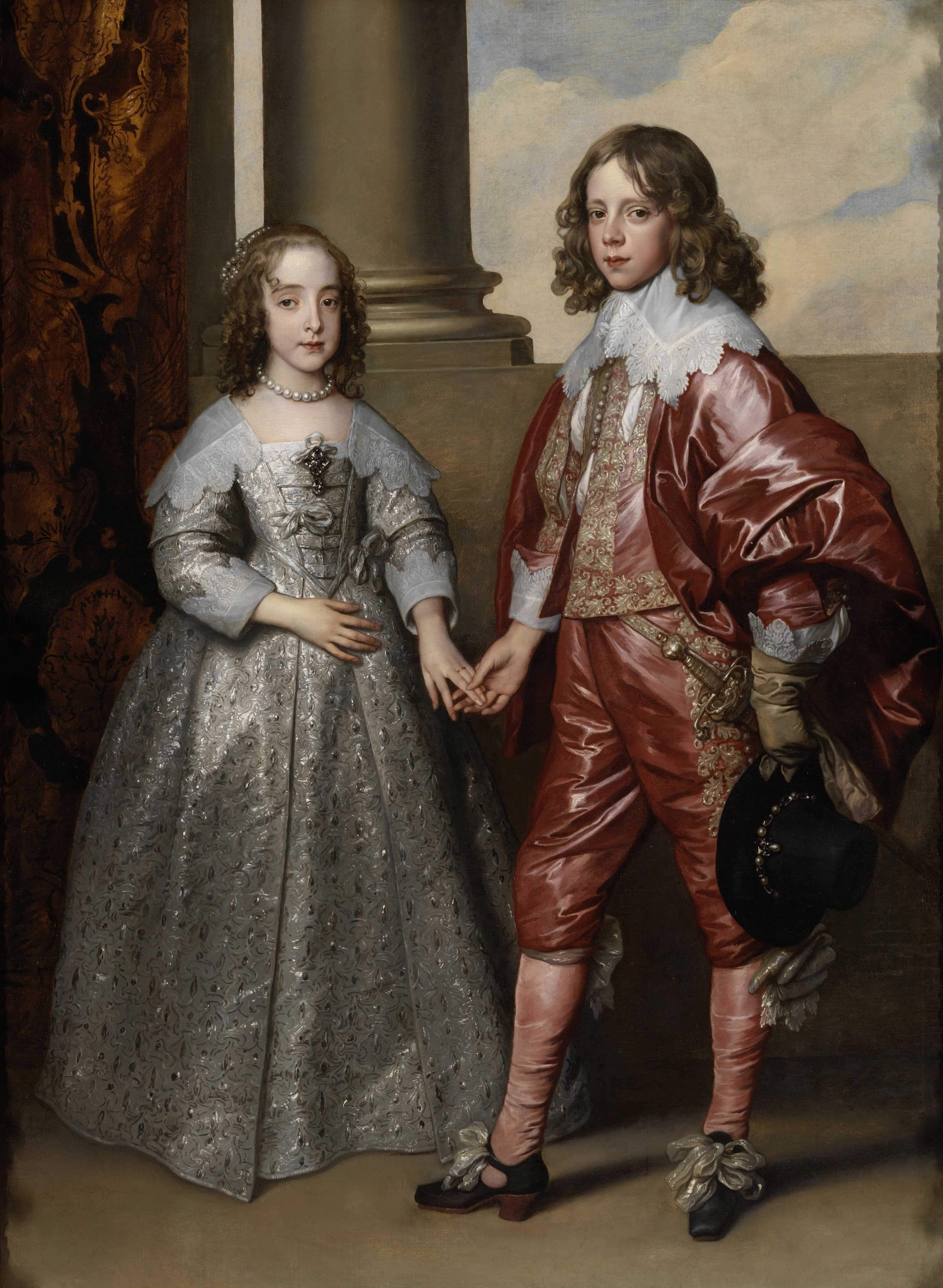
11 – Голландська, 15-річний Вільгельм II Оранський зі своєю нареченою, 1641
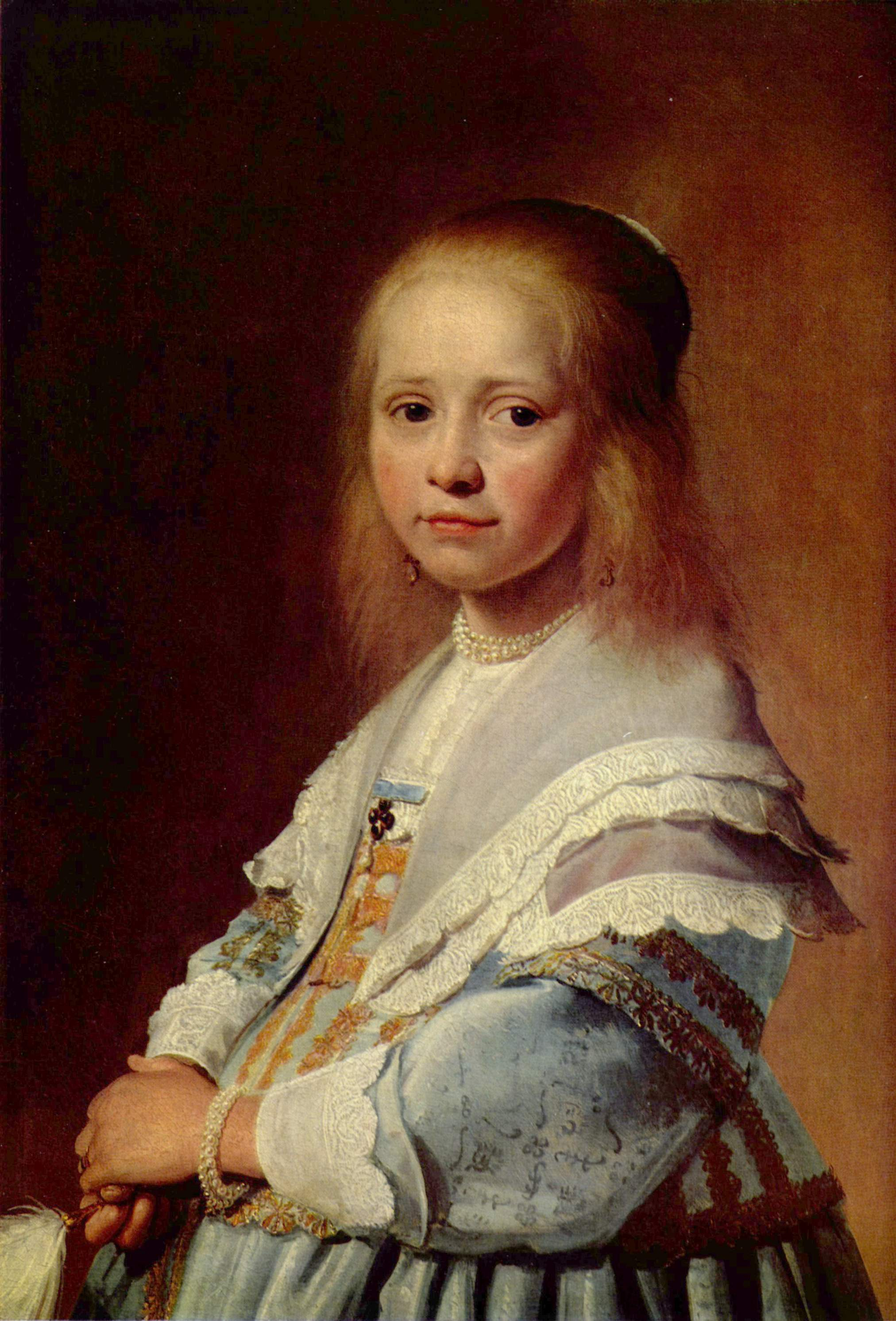
12 – Dutch, 1641

## Простота одягу
У протестантських та католицьких країнах робилися спроби спростити і реформувати екстравагантність одягу. Французький король Людовик XIII видав закони про розкіш у 1629 та 1633 роках, які забороняли мереживо, золоте оздоблення та розкішну вишивку для всіх, окрім вищої знаті, і обмежували затяжки, косі лінії та пучки стрічок. Наслідки цієї реформи зображені на серії популярних гравюр Абрахама Босса.

### Пуританський одяг

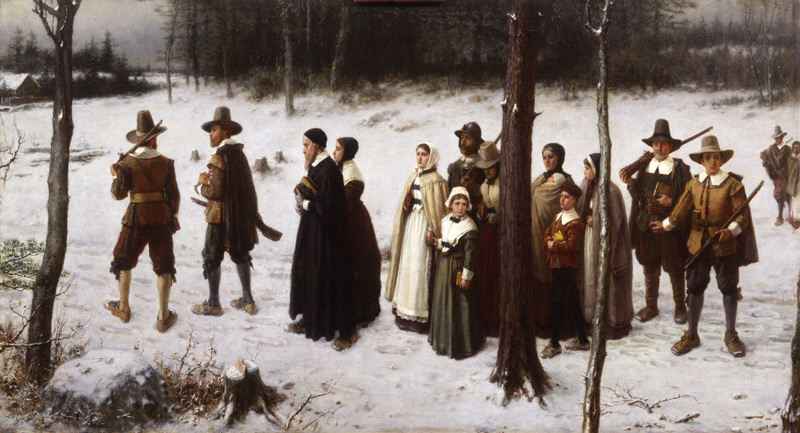
Паломники йдуть до церкви" Джорджа Генрі Боутона (1867)

Пуритани відстоювали консервативну форму модного одягу, яка характеризувалася темними кольорами та скромним вирізом. Сукні з низьким вирізом доповнювали халатами з високим горлом і широкими комірами. Одружені жінки покривали волосся полотняним ковпаком, поверх якого надягали високий чорний капелюх. Чоловіки і жінки уникали яскравих кольорів, блискучих тканин та надмірних прикрас.
Всупереч поширеній думці, більшість пуритан і кальвіністів не носили чорне вбрання щодня, особливо в Англії, Шотландії та колоніальній Америці. Чорна фарба була дорогою, швидко вицвітала, і чорний одяг був зарезервований для найбільш урочистих випадків (включно з написанням свого портрета), для старійшин у громаді та для осіб вищого рангу. Багатші пуритани, як і їхні голландські сучасники-кальвіністи, ймовірно, дійсно носили його часто, але з шовку, часто з візерунками. Типовими кольорами для більшості були коричневий, муррі (колір шовковиці, коричнево-бордовий), тьмяно-зелений та темно-коричневий кольори. Вовні та льону віддавали перевагу над шовком і атласом, хоча знатні пуританки носили скромну кількість мережива та вишивки відповідно до свого становища, вважаючи, що різні верстви суспільства встановлені божественно, і це повинно відображатися навіть у найскромнішому одязі. Вільям Перкінс писав: «…цей одяг необхідний для вченого, торговця, селянина, джентльмена; він служить не тільки для захисту їхніх тіл від холоду, але який також належить до місця, ступеня, покликання та стану їх все» (Справи сумління, 1616).
Деякі пуритани відкидали довге закручене волосся навіть у жінок й віддавали перевагу коротшій моді, що призвело до прізвиська Круглоголові для прихильників Англійської парламентської партії, але смак до пишного або простого одягу поєднував обидві сторони учасників громадянської війни в Англії.

## Міщани та селяни

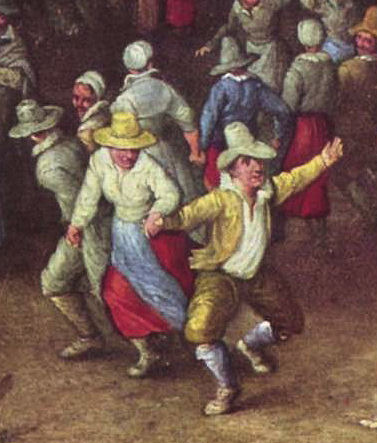
1 – бл.1608
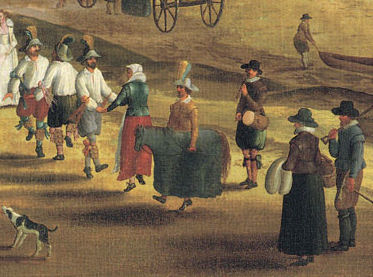
2 – бл.1620
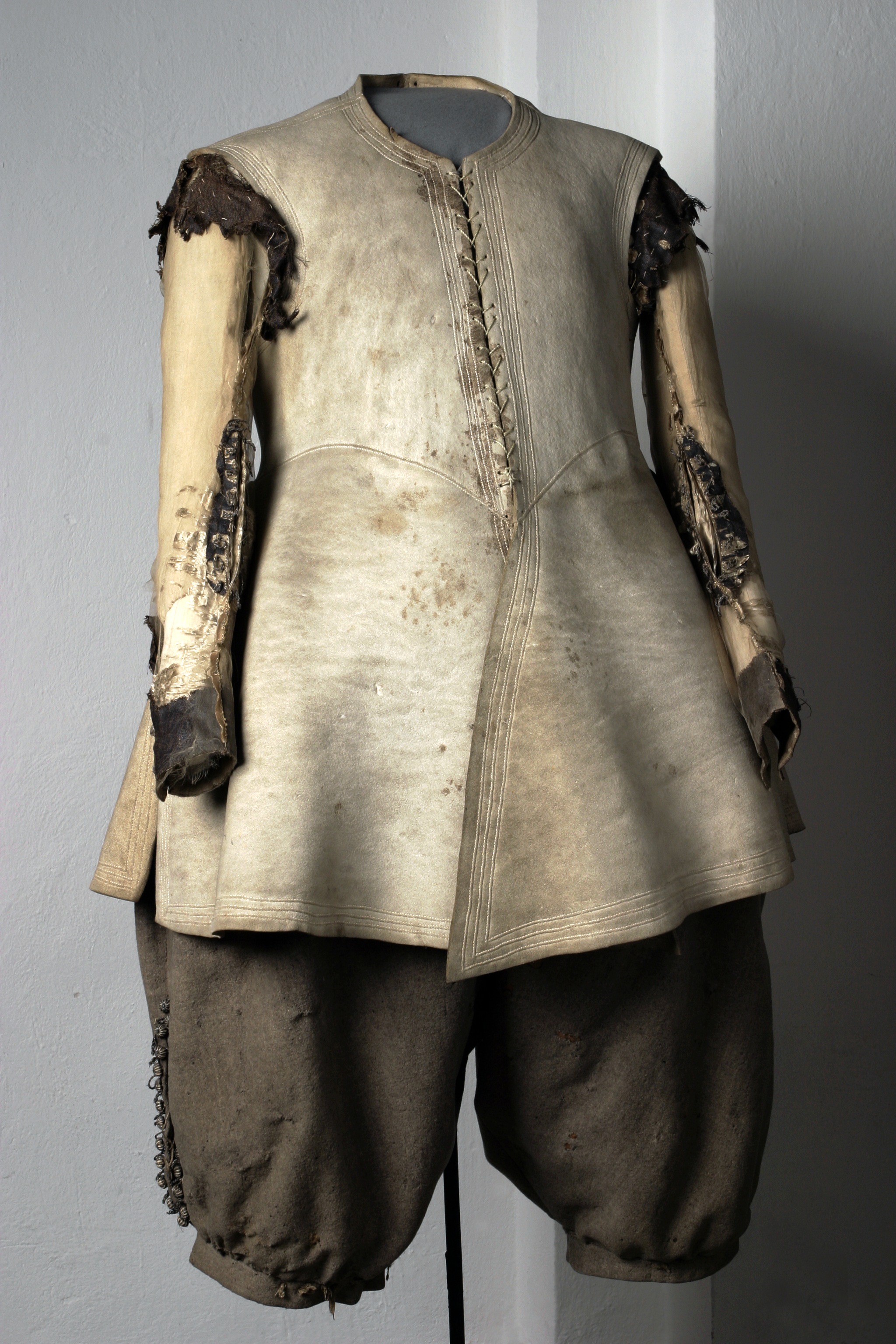
3 – 1627
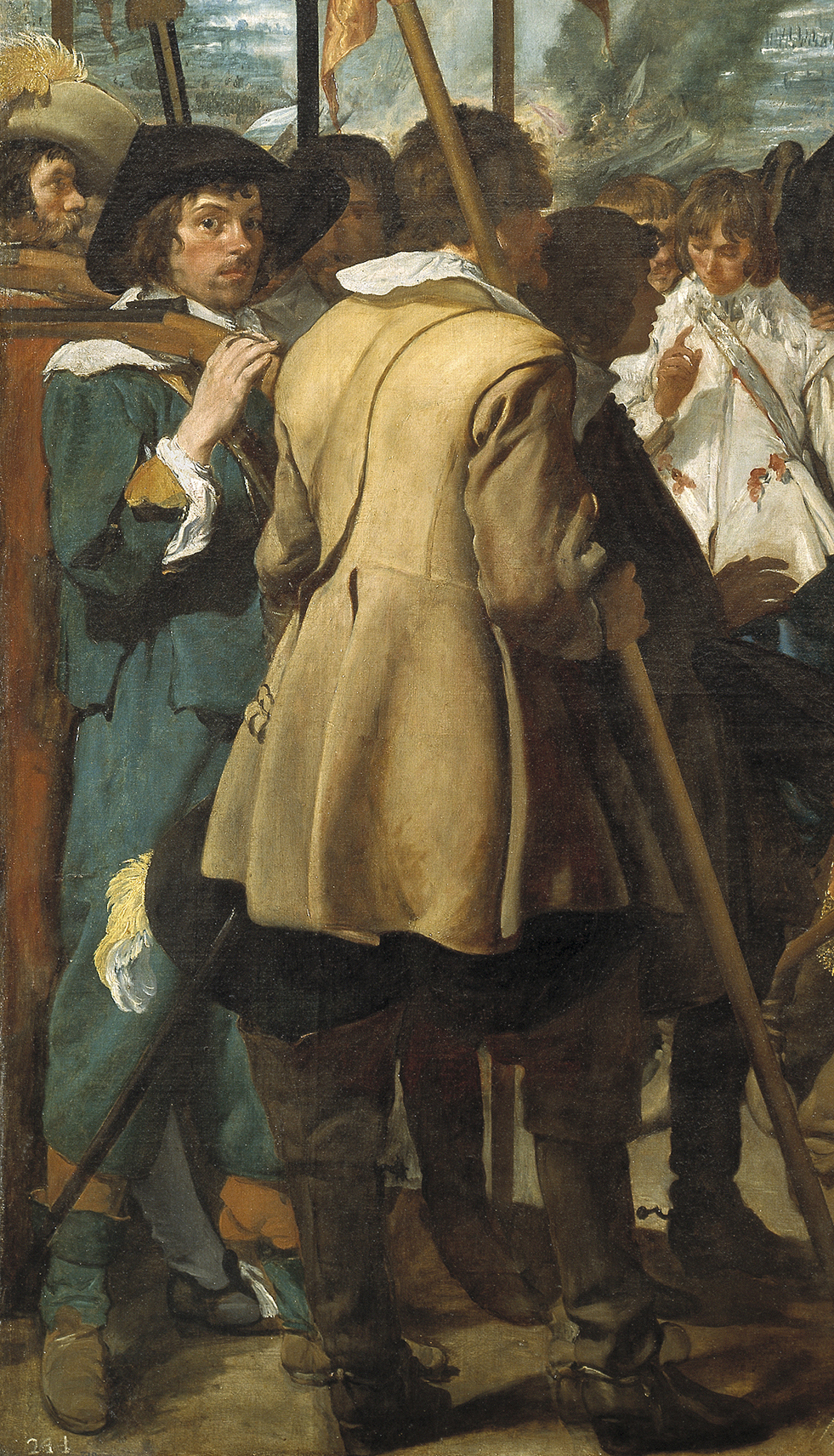
4 – бл. 1635
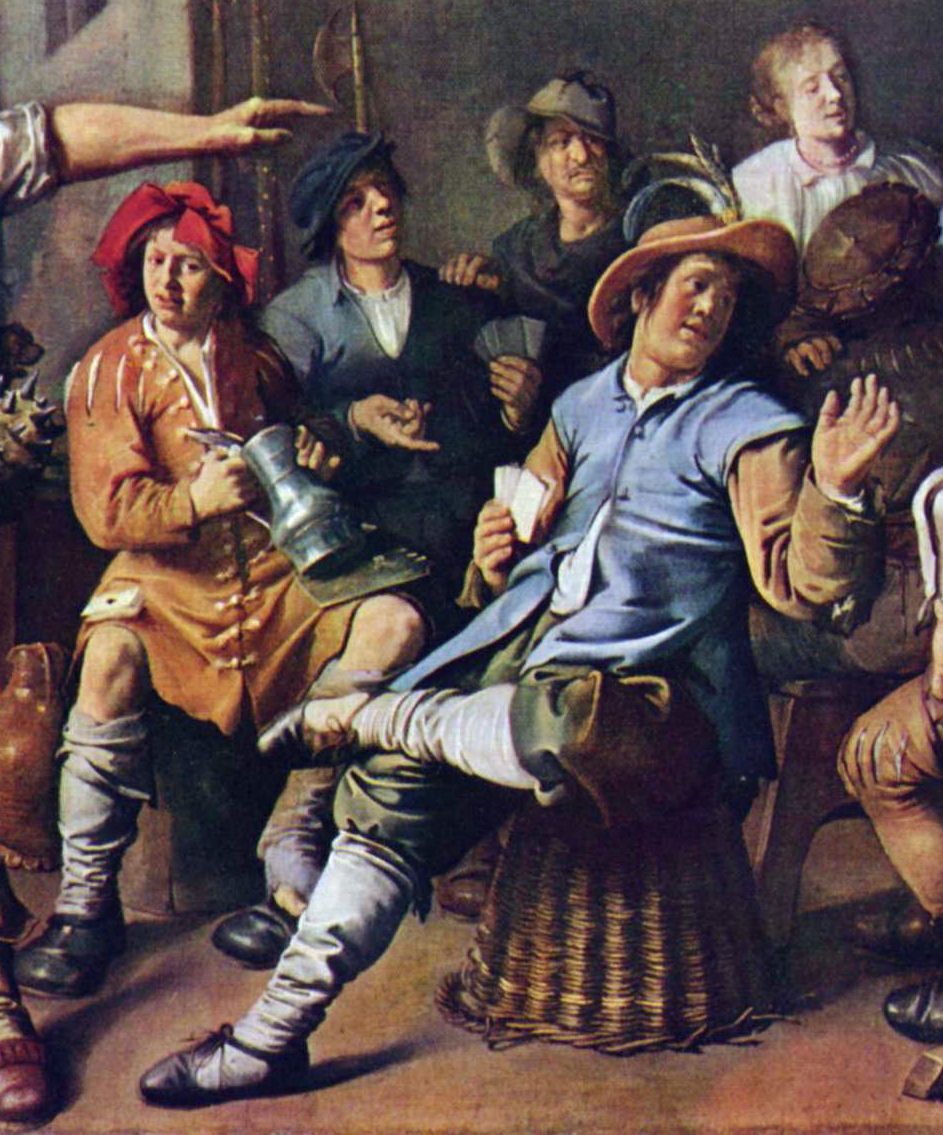
5 – 1636
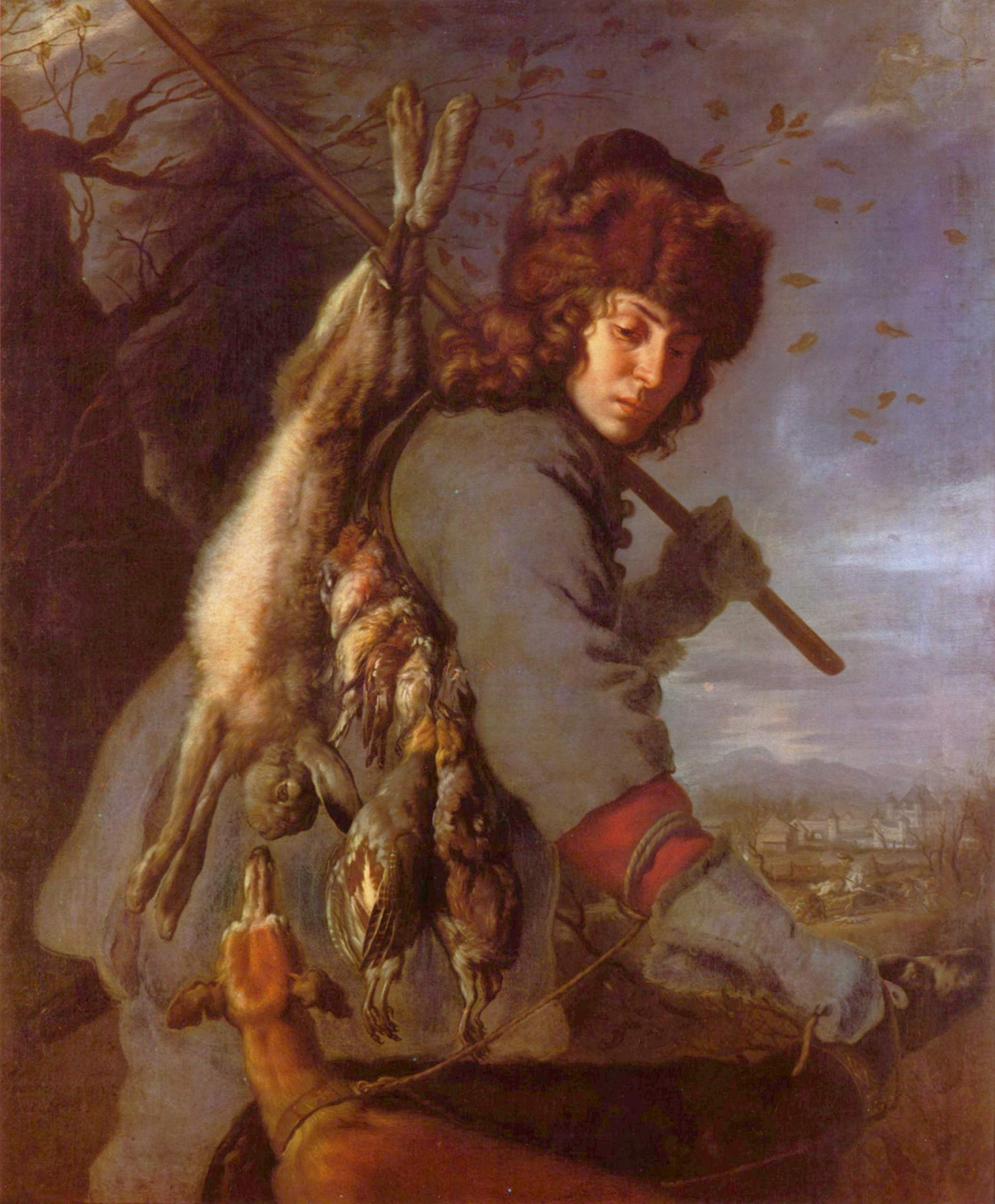
6 – 1643

1. Фламандські селяни: чоловіки носять високі капелюхи; жінки носять подібні капелюхи або полотняні головні убори, 1608 рік.
2. Англійці дивляться на танцюристів Морріса в широкополих капелюхах. На жінці піджак-ліф і контрастна спідниця. Чоловіки носять широкі бриджі та дублети, бл. 1620 рік.
3. Армійський одяг: пальто з лосиної шкіри та бриджі з ватмалу з лляною підкладкою, які носив Густав II Адольф у битві при Діршау в серпні 1627 року.
4. Мушкетер і пікінер, бл. 1635 р. Пікінер праворуч носить пальто з повною спідницею (до 1635 року).
5. Чоловіки в таверні носять м'які капелюхи, пом'яті панчохи та довгі куртки з високою талією, деякі з рукавами, і туфлі з тупими носами.
6. Чоловік, який полює на дрібну дичину, одягнений у сіру кофту на ґудзиках із короткими рукавами та відповідні бриджі поверх червоної дублянки. Він носить капелюх з хутряною підкладкою та сірі рукавички, Німеччина, 1643 рік.